# Budapest autóbuszvonal-hálózata
Budapest autóbuszvonal-hálózata a magyar főváros autóbuszvonalainak az összessége. Budapest közösségi közlekedésében a legnagyobb hálózatnak a több mint 200 vonalból álló autóbuszhálózat számít. A járatokat a Budapesti Közlekedési Központ és a Technológiai és Ipari Minisztérium megrendelésére az ArrivaBus Kft., a Budapesti Közlekedési Zrt., és a MÁV Személyszállítási Zrt. üzemelteti.
Az autóbuszok őseinek tekinthető omnibuszok már 1832-ben megjelentek a pesti utcákon, fokozatosan leváltva a lóvasutakat. A technológia fejlődésével a századfordulón jelentek meg az első autóbuszok magántársaságok üzemeltetésében. Az első menetrend szerinti járatot a Székesfővárosi Közlekedési Vállalat indította el 1915. március 1-jén az Aréna út és a Vilmos császár út között az Andrássy úton.
1923. január 1-jén megalakult a Székesfővárosi Autóbusz Üzem (SZAÜ), feladatuk az autóbuszok üzemeltetése volt, míg az omnibuszok a Budapest Székesfővárosi Közlekedési Részvénytársaság (BSZKRT) kezébe kerültek.
A SZAÜ az 1920-as évek végére az autóbusz-közlekedést a főváros meghatározó közlekedési formájává fejlesztette, mely egyre komolyabban fel tudta venni a versenyt a villamosokkal. A fejlődésnek végül a gazdasági világválság vetett gátat, bár 1930. november 15-én sikerült átadni Budapest első buszgarázsát a Szent Domonkos utcában. 1932. július 1-jén a buszüzemet átvette a BSZKRT, ezzel létrejött Budapest első integrált közlekedési vállalata.
A második világháború éveiben a buszok többségét vagy a frontra vitték, vagy pedig az időközben fellépett üzemanyag- és gumiabroncshiány miatt idővel több vonalon megszüntették a forgalmat. A megmaradt járművekkel Budapest ostroma alatt a főváros kiürítését végezték. A háború után mindössze kilenc darab működőképes autóbusz maradt, a helyreállítást a hiperinfláció is nehezítette.
1948-ban megjelent a MÁVAG Tr 5 típusú autóbusza, majd Budapest első önhordó szerkezetű buszaként a Rába Tr 3,5-ös is. 1949. szeptember 30-án megszűnt a BSZKRT, a buszok a Fővárosi Autóbusz Községi Vállalathoz (FAKV) kerültek, mely egy év múlva a Fővárosi Autóbuszüzem nevet kapta (FAÜ).
1951-re elkészült az Ikarus gyár első autóbusza Budapest számára, a 30-as típusból a FAÜ 200 darabot vásárolt. A folyamatosan növekvő utasforgalom miatt a FAÜ először pótkocsis járművekkel is próbálkozott, majd saját főműhelyében csuklós buszokat kezdett építeni, mintegy egy évvel megelőzve az Ikarus gyár 180-as gyári csuklósát.
1968. január 1-jén megalakult a Budapesti Közlekedési Vállalat (BKV), a villamosok, trolibuszok, autóbuszok, a HÉV és a hajók egyesítésével újabb integrált közlekedésszervezőként. Három év múlva megjelentek Budapest utcáin az Ikarus 260-as és 280-as buszok, kedvező kialakításuk és az olcsó szervizelés lehetővé tette, hogy a BKV mintegy 4000 darabot vásárolt a két típusból, így a fővárosi utcakép jellegzetes részeivé váltak.
A metróvonalak szakaszait fokozatosan adták át, ezzel kapcsolatban a buszok közlekedése is jelentősen módosult. A legtöbb városrészben ráhordó jelleggel a metróállomásoknál kialakított végállomásokig közlekedtek. 1977. január 1-jén az M3-as metró első szakaszának átadásával a buszok számozása is módosult, eltűntek az Y jelzésű elágazójáratok, de megjelentek a piros színnel jelzett gyorsjáratok. 1980-ban kivonták a forgalomból az utolsó Ikarus 180-as és 556-os buszokat, ezzel Budapest történetében először az összes autóbusz ugyanahhoz a típuscsaládhoz tartozott.
Mivel a BKV egyre kevesebb új járművet tudott vásárolni, a rendszerváltozáskor már sofőrhiány is fellépett. A járműállomány fokozatosan elöregedett és látványosan elhanyagolttá vált, hiába vette a főváros saját kezelésébe a céget. Az ezredfordulón plusz szolgáltatást jelentett a kiemelt vonalakon kihirdetett BKV Plusz, a járművek és megállóhelyek gyakoribb takarítást és a aránylag fejlettebb utastájékoztatást kaptak. Ekkor jelentek meg az új szolgáltatók is, a VT-Transman és a Volánbusz alvállalkozóként vett át néhány Dél-Budai vonalat saját járműparkkal.
Új buszok a 2004-es metrópótlásra érkeztek, a lengyel Volvo gyárból 150 darab Volvo 7700A típusú csuklós busz formájában. Megfelelő források hiányában a BKV más országokból használtan beszerzett járművekkel próbálta enyhíteni az eszkalálódó problémákat.
2010. október 27-én a Fővárosi Közgyűlés megalapította a Budapesti Közlekedési Központot (BKK), mely szolgáltatóként a BKV-t, a VT-Transmant és a Nógrád Volánt bízta meg a buszok üzemeltetésével. 2013. május 31-én az agglomerációs járatok megrendelését a Nemzeti Fejlesztési Minisztérium (NFM) átvette és a Volánbuszt bízta meg üzemeltetésükkel. 2018 májusában az NFM megszűnt, jogkörét 2022 májusáig az Innovációs és Technológiai Minisztérium, majd az ITM megszűnését követően 2022 decemberéig a Technológiai és Ipari Minisztérium (TIM) kapta meg. 2022 decemberétől a TIM átszervezésével párhuzamosan az Építési és Közlekedési Minisztérium (ÉKM) látja el a feladatokat.

## Története

### Előzmények

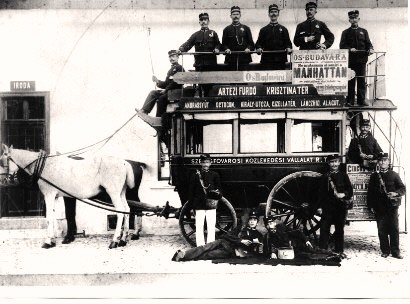
A Székesfővárosi Közlekedési Vállalat omnibusza 1896-ban

A lóvasutat felváltó omnibusz 1832-ben jelent meg Pesten, elterjedésében jelentős szerepet játszott a lóvasúthoz képest egyszerűbb és olcsóbb beruházási és üzemeltetési költség. A szervezett formában történő üzemeltetés 1877-ben a Budapesti Általános Omnibusz Társaság megalapításával kezdődött, ekkor vezették be az egységes járatszámozást és útvonaljelölést. A közlekedés szervezését később több cég is végezte, a legjelentősebb az Első Magyar Közlekedési Részvénytársaság (későbbi nevén Székesfővárosi Közlekedési Vállalat – SZKV) volt. Az omnibuszok a századfordulóra már jelentős utasforgalmat bonyolítottak le, ám az 1880-as évek végén induló villamosokkal nem versenyezhettek. A technológia fejlődése nyomán Európa számos országában jelentek meg az első gőzhajtású omnibuszok. A próbálkozás viszont kudarccal zárult, a füstöt eregető járművek helyett inkább az elektromos meghajtásúakat részesítették előnyben, így az akkumulátoros buszokkal is próbálkoztak. Budapesten 1909-ben jelent meg az első autóbusz, ami iránytaxiként, idényjárat jelleggel közlekedett a Svábhegy és a Jánoshegy között. Több további népszerű kirándulóhelyre is indultak autóbuszok, illetve előkelő szállodák is beszereztek járműveket a vendégeik számára. Ugyanekkor a taxik terjeszkedése is jelentősen megugrott és szinte pillanatok alatt a budapesti utak meghatározó szereplőivé váltak. A budapesti villamostársaságok (BVVV és BKVT) is felismerték az új technika jelentőségét, és az omnibuszüzem felvásárlásán és üzemeltetésén gondolkoztak, illetve 1914-től a BHÉV indított autóbuszjáratokat Soroksár környékén. A Budapesti Általános Omnibusz Rt. is próbálta az SZKV-t felvásárolni, ám nem jártak sikerrel. A főváros külföldi előtanulmányok alapján kidolgozta az 1915 májusában beindítandó járatokat, illetve költségelemzést is végeztek a szintén tervezett metróépítéssel összevetve. 1913 végén felmondták a szerződést az SZKV-val, a kiírt pályázatra pedig húsz cég is jelentkezett (köztük három magyar: a Budapesti Általános Omnibusz Rt., a BKVT és a Tudor Akkumulátoros Rt.), jelezve az autóbuszok erősödő piaci szerepét. Az első világháború kitörése azonban megszakította a folyamatot, a fővárosi autókat, autóbuszokat és járművezetőket a frontra vitték, így a pályázaton sem hirdettek nyertest. Két próbabusz (egy akkumulátoros és egy benzinüzemű) üzemeltetési problémák miatt visszakerült Budapestre, a főváros pedig úgy döntött, hogy ezekkel indítja el az első autóbuszvonalat.

### A kezdetek

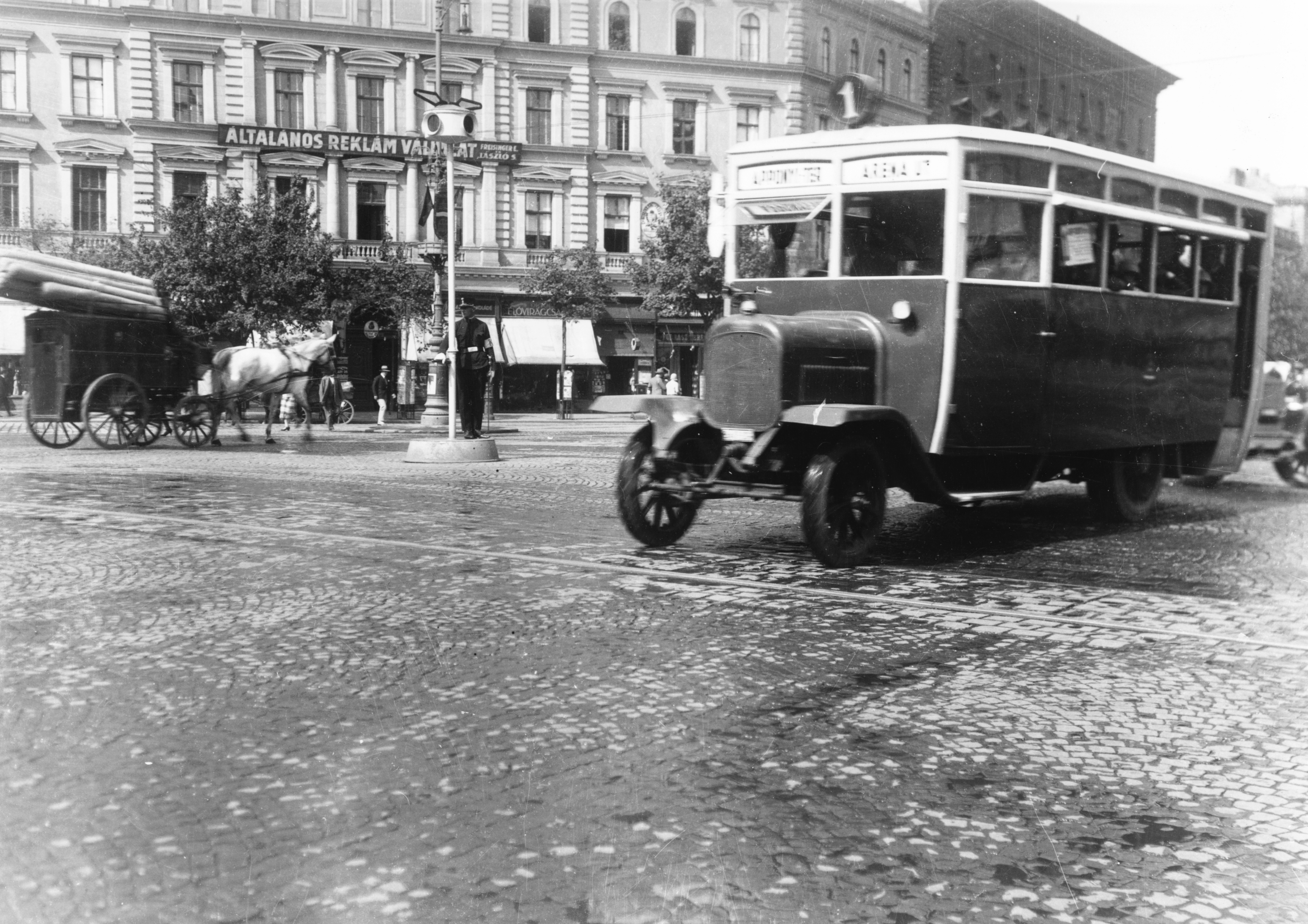
1-es jelzésű, egyszintesre átépített MARTA busz az Oktogonnál 1927-ben

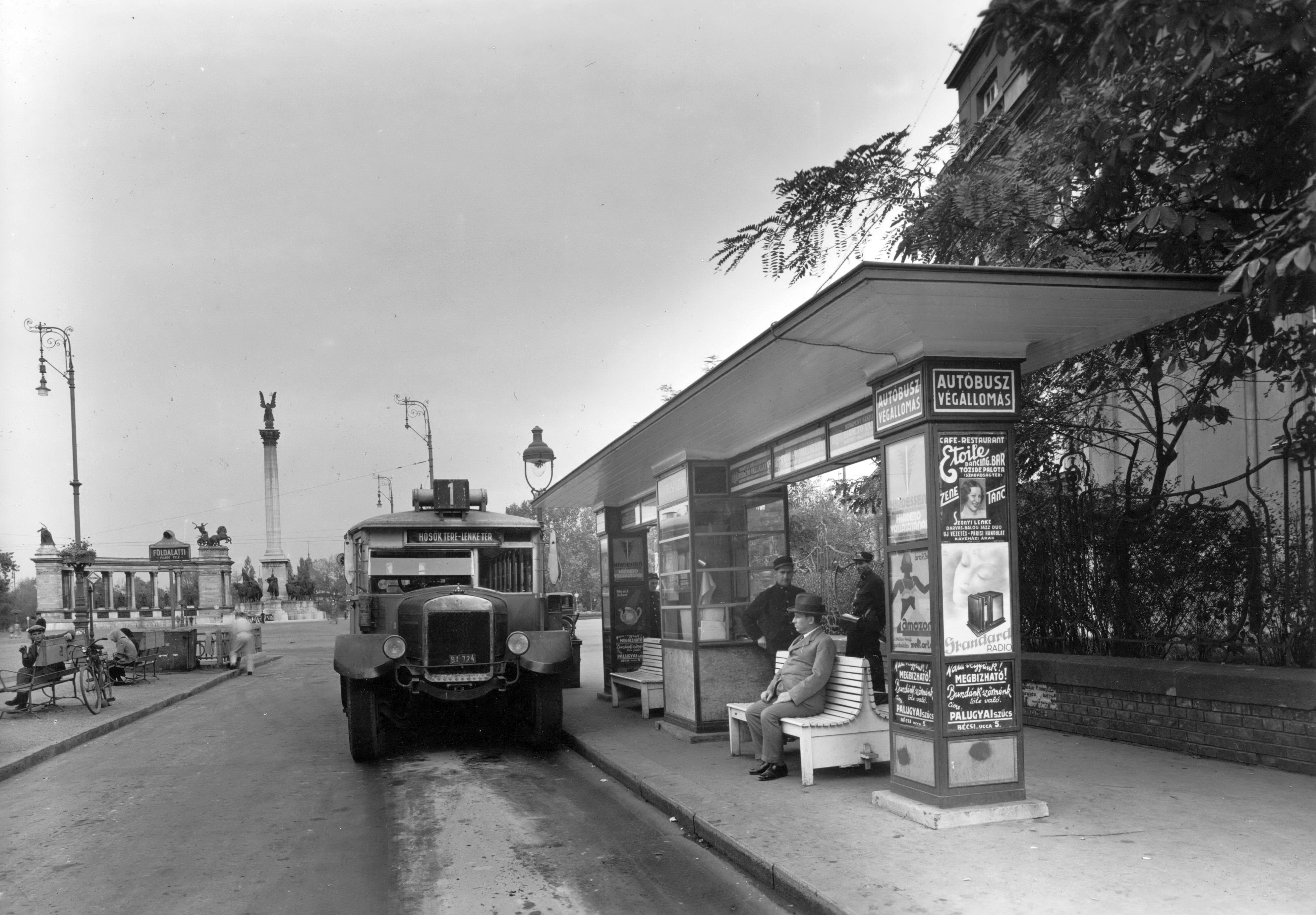
1-es busz a Hősök terénél 1938-ban

1915. március 1-jén reggel 7 órakor elindult az első (kísérleti) autóbuszvonal egy akkumulátoros, emeletes Austro-Daimler és egy egyszintes, benzinmotoros kistarcsai autóbusszal az Andrássy úton az Aréna út (mai Dózsa György út) és a Vilmos császár út (mai Bajcsy-Zsilinszky út) között. A buszok a főváros címerével és az SZKV cégjelzésével közlekedtek, a végállomásokról 15 percenként indultak, a 2,8 km-es útvonalat mintegy 8–10 perc alatt tették meg, jegyet váltani pedig 14 fillérért lehetett. Az új közlekedési forma először szokatlan volt, az utasokat a kalauzoknak kellett felhívni a járművekre, a kezdeti idegenkedés után azonban hamar népszerűvé vált. A járatnak nem voltak megállói, útközben bárki leinthette, de minden utasnak ülve kellett utaznia. Áprilisban a kistarcsai busz üzemképtelen lett, ezért csak az emeletes busz szolgálta ki az utasokat. Augusztusban újabb két emeletes autóbuszt állítottak üzembe, a MARTA alvázú, Weitzer-karosszériás járműveket Aradon gyártották. Októberben a vonalat meghosszabbították a Kígyó térig (ma Ferenciek tere) és bevezették a szakaszjegyet. Érdekesség, hogy az 1 méternél alacsonyabb gyermekek ingyen utazhattak, a magasságukat pedig a peronon elhelyezett lécekkel ellenőrizték. 1916-ban négy Benz-Gaggenau és négy Ganz-Büssing gyártású autóbusz állt forgalomba. A következő években a világháború miatt új autóbuszokat nem tudtak vásárolni, a meglévőket pedig gumi- és üzemanyaghiány miatt le kellett állítani, ezért a vonalat 1917. április 10-én megszüntették. Az omnibuszok még járták a város útjait, de egyre ritkábban. A forgalomban töltött mintegy két év alatt megtett több mint 250 km és több mint kétmillió elszállított utas jelentős nyereséget hozott az üzemeltetőnek, így a magáncégekhez történő kiszervezést továbbra sem támogatták. A háború elhúzódása miatt az újraindulás csak 1921-ben vált lehetővé, szeptember 24-én öt darab, Bécsből használtan vásárolt elektromos Austro-Daimler autóbusz állt forgalomba az Aréna út és az Apponyi tér (mai Ferenciek tere) között, 1-es jelzéssel. A járművek tárolására az Erzsébet királyné útján található SZKV telephelyét alakították át.

#### Székesfővárosi Autóbusz Üzem
Az utasforgalom növekedése és az integrált villamosközlekedés létrehozásának igénye miatt 1923. január 1-jével megalapították a Budapest Székesfővárosi Közlekedési Részvénytársaságot (BSZKRT, köznyelvben Beszkárt), ekkor vált külön a már hanyatló omnibuszok üzemeltetése is: hat kocsival már csak „villamospótló” szerep jutott nekik a Villányi úton. Az autóbuszüzem ugyanekkor a Székesfővárosi Autóbusz Üzem (SZAÜ) kezelésébe került, de ekkor is még csak egy vonalat szolgáltak ki. 1924-től újabb járatokat indítottak, majd szeptember 27-én régi terv vált valóra az első budai autóbuszvonal átadásával. A buszflottát 16 darab jármű alkotta, hat Austro-Daimler (elektromos), négy Benz-Gaggenau, négy Ganz-Büssing és két MARTA-Weitzer. A jelentős utasforgalom ellenére az üzemeltetés veszteséges volt, a karbantartásra és a hálózatfejlesztésre sem jutott elég pénz, illetve a korona egyre nagyobb méreteket öltő inflációja is problémákat okozott, ezért felvetődött a buszágazat integrálása a BSZKRT-ba, ám végül 1925-ben egy kölcsönfelvétel jelentette a megoldást.
Ekkor vezették be az állóhelyeket, és különböző busztípusokat kezdtek tesztelni francia, cseh, német, osztrák, brit és magyar gyártóktól. Emeletes buszokat költséghatékonyság miatt már nem próbáltak. A hazai ipar előnyben részesítése miatt a külföldi típusokat a sajtó nem nézte jó szemmel, a közlekedési vállalat azonban ragaszkodott a próbafutásokhoz tapasztalatgyűjtés érdekében.
1924. szeptember 27-én elindult a 3-as jelzésű viszonylat is a Krisztina tér és a Vilmos császár út között a Lánchídon és az Alagúton keresztül. A 2-es jelzést ekkor még éjszakai időszakos járatoknak tartották fenn, ezek a Vidámparktól jártak 2B, 2V és 2K jelzéssel a Blaha Lujza térre, a Vilmos császár útig és a Krisztina térig. A következő években sorra indították az újabb járatokat, a 4-est (eredetileg 3V jelzéssel) a Krisztina tér és a Vöröskereszt kórház, az 5-öst a Lánchíd és a Marczibányi tér, a 6-ost az Erzsébet tér és a Margit-sziget, valamint a 7-est az óbudai Fő tér és az óbudai temető között. Az újabb sikerek és az utasszám növekedése újabb járművek beszerzését tette lehetővé, és a tárolásukra szolgáló forgalmi telep építéséről is döntés született. 1928-ban végül a magyar MÁVAG-ot bízták meg 100 darab új autóbusz legyártásával. A cég a Mercedes-Benz alvázú N típusú autóbuszokat gyártotta licenc alapján, a fővárosba a 15 darab N2h hegyvidékit, 15 darab N2-est, 45 darab N26-ost és 25 darab NI56-ost szállítottak. A MÁVAG így sikeresen jelent meg a fővárosi közlekedésben, olyannyira, hogy az Ikarus megjelenéséig a legtöbb járművet bocsátották a közlekedési vállalat rendelkezésére. Az új autóbuszok forgalomba állításával selejtezni lehetett a külföldi használt és egyre nehezebben üzemeltethető járműveket, illetve megkezdődhetett a buszgarázs építése is. Ekkor vezették be az egységes flottaszínt is, az ablak alatt kék és az ablak feletti krémszín (később szürke) festést. Érdekesség, hogy a SZAÜ eredetileg vörös festést szeretett volna bécsi mintára, de politikai jelentése miatt ezt végül elvetették. 1928-ban rendelet született a közúti közlekedés szabályozása céljából: a járatok csak állandó útvonalon és meghirdetett megállókat érintve járhattak, egységes viteldíjrendszerrel. Szabályozták továbbá a járművezetők, a kalauzok és az ellenőrök munkakörét is. Az új szabályzatot a magánvállalkozókra is kiterjesztették (leginkább a külvárosban üzemeltették a saját járműveiket), és csak a városhatáron túlra indíthattak járatokat. Ezek a kisebb magáncégek Budaörs, Budakeszi, Hűvösvölgy, Máriaremete és Pestújhely felé indítottak saját autóbuszokat. Ennek következtében a SZAÜ jelentős előnybe került a városon belüli közlekedésben, de az új járművek lassú érkezése miatt ideiglenesen magáncégeket is terveztek bevonni az üzemeltetésbe. 1927. december 28-án Békefy Elemér kötött szerződést a fővárossal és 24 darab Rába LHo típusú busszal kezdhette meg működését a Budapesti Autóbusz-közlekedési Részvénytársaság (BART).

#### A BART megjelenése és az első buszgarázs építése

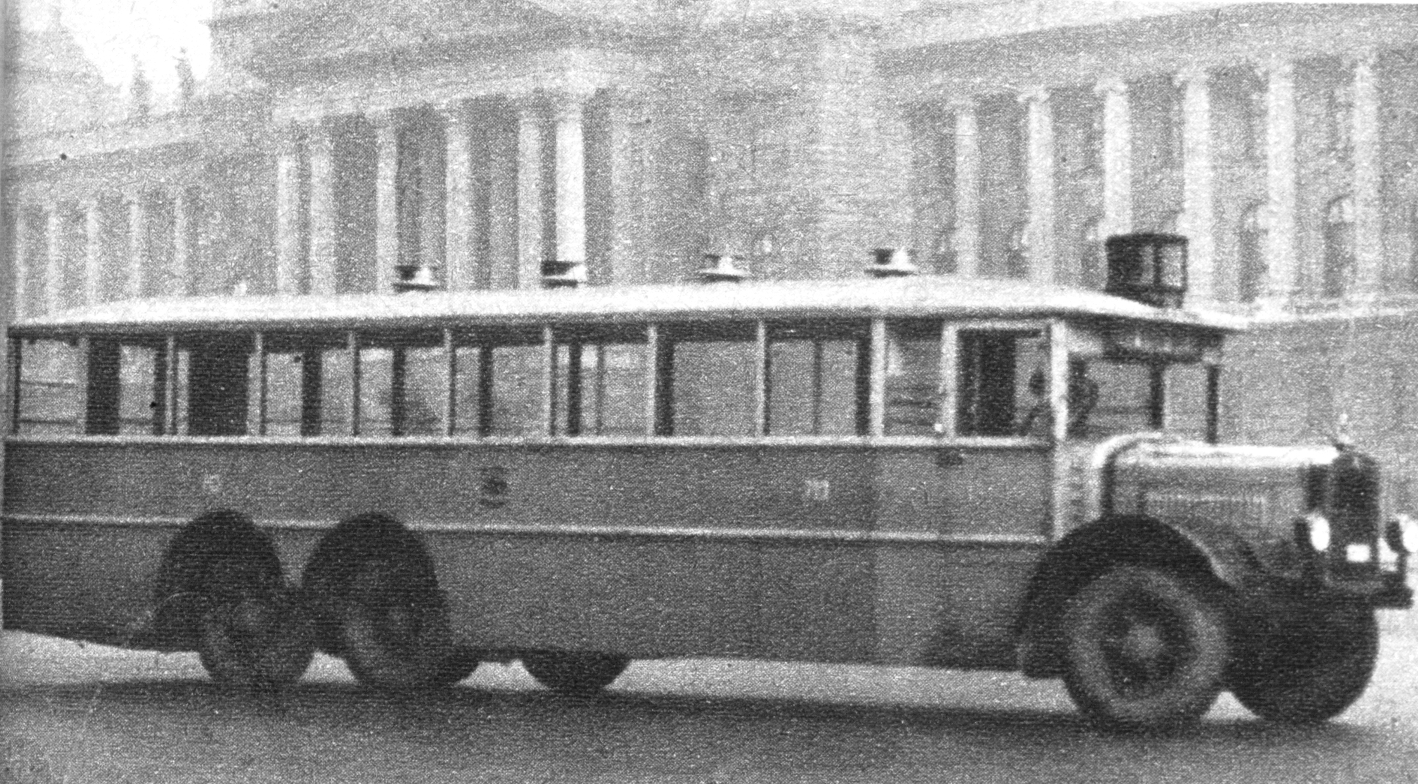
Háromtengelyes „Koporsó” becenevű MÁVAG busz 1930 előtt…

A BART első vonalát a fővárossal kötött szerződés alapján 1928. február 15-én 15-ös jelzéssel indította el a Boráros tér és a Vígszínház között, vadonatúj, pirosra festett győri Rába buszokkal, majd napokon belül elindult a 12-es járat a Vörösmarty tér és a Városligetig, illetve a 9-es busz a Krisztina tér és a János Kórház között, BART-sofőrökkel. A járművek tárolását és karbantartását is saját maguknak kellett megoldaniuk, a kalauzok viszont a SZAÜ alkalmazottai voltak, így a jegybevétel is a SZAÜ-höz került. A BART már az első évében majdnem egymillió pengő bevételt termelt.
Mivel a SZAÜ járművei továbbra is lassan érkeztek, kénytelenek voltak a BART-tól és az Autótaxitól kölcsönvenni 13 buszt, a Gellért tér és a Hengermalom utca között 1928. március 2-án indított 10-es buszhoz pedig az Elektromos Művek adott pénzbeli támogatást. Nyáron rendelet született a betétjáratok indításának engedélyezéséről, így szeptember 24-én elindulhatott a 11-es busz az Aréna út és az Apponyi tér között, az 1-es busz kiegészítése céljából. A számjelzéssel ellátott járatok mellett indítottak strandjáratokat is, illetve különjáratokat színházi előadásokra, lóversenyre és stadionokhoz egyaránt.

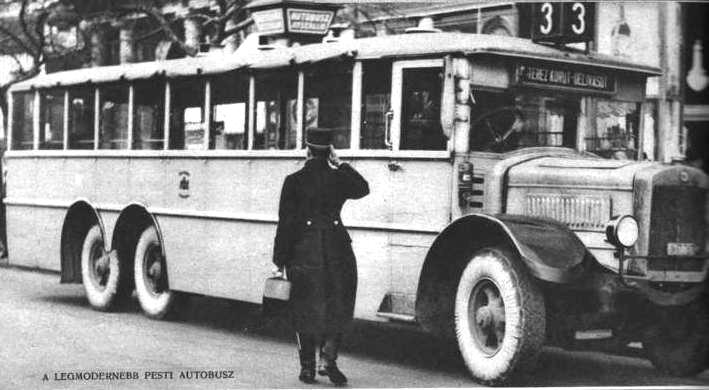
… és a 3-as vonalon 1930-ban

Mindeközben folytatódtak a buszgarázs építésével kapcsolatos előkészületek: a cél két garázs felépítése volt, egy a budai, egy pedig a pesti oldalon. Mivel nem született érvényes pályázat, a budai építkezésről lemondtak, Pesten pedig a tervezetthez képest kétszer nagyobb létesítményt kezdtek el építeni. A döntést nemzetközi tapasztalatokkal indokolták. Német mintára a csarnokot alátámasztás nélkül tervezték építtetni, ezzel lehetővé vált volna a biztonságosabb közlekedés, áttekinthetőbb lehetett volna a tárolótér, és a kialakítás megakadályozza az oszlopokkal való ütközést is. Az 1928. március 1-jén kiírt, majd júniusban meghosszabbított pályázatok azonban most sem voltak eredményesek. A főváros ekkor taktikát váltott és megbízásokat adott ki külön a tetőszerkezet megtervezésére, a gépészeti munkákra és a díszítésekre. A Szent Domonkos utcában (ma Cházár András utca) elhelyezkedő garázst végül 1929 nyarán kezdték el építeni, és 1930. november 15-én adták át, mely ekkor Európa legnagyobb méretű és legkorszerűbb autóbuszgarázsának számított. Az új garázs többek között azért is számított jelentős változásnak, mert a korábban használt, Taxi Rt.-hez tartozó Kerepesi úti forgalmi telepet, illetve a Erzsébet királyné úti telepet már kinőtték, a buszok néha az utcán töltötték az éjszakát. A Szabó József utca – Thököly út – Istvánmezei út – Szent Domonkos utca által körülhatárolt területen nyíló létesítményben megépült a 72 méter hosszú, alátámasztás nélküli csarnok is (mintegy 7200 négyzetméter alapterülettel). A csarnok végében 13 darab javítóaknát építettek, ezek a járművek javítását könnyítették meg. A kétszintes műhelyépületben gépházak, raktárak, műhelyek, öltözők és irodák kaptak helyet. Az új garázsban immáron 160–180 busz befogadására nyílt lehetőség, a tankolásukat egy 240 ezer literes üzemanyagtartállyal rendelkező benzintöltő híddal oldották meg. Egy évvel később a Miskolci utcai Főműhelyt is átadták, így a budapesti autóbusz-közlekedés egy modern korszaka kezdődhetett el.

#### Agglomerációs járatok és BHÉV-buszok
Az 1928-as fővárosi személyszállítási rendelet szabályozta Budapest területén kívüli buszjáratok közlekedését, korábban mintegy 20 magáncég üzemeltetett járatokat a környező településekre, főleg a budai hegyvidéken. 1928. július 25-én a BHÉV elindította első buszjáratát Szentendréről Visegrádra, a buszok tárolását a szentendrei HÉV-kocsiszín mellett kialakított telephelyen oldották meg. Később Dunaharaszti és Taksony, illetve Ráckeve és Kiskunlacháza között próbálkoztak buszjáratokkal, de ezek nem vonzottak annyi utast, mint a dunakanyari járat, ezért pár hónap után megszűntek. A SZAÜ is elindította az első városhatáron kívülre közlekedő járatát 8-as jelzéssel a csepeli Szabadkikötőhöz. A járat csepeli Templom térig hosszabbítását a BHÉV tiltakozása miatt elvetették. 1929 márciusában született rendelet a SZAÜ-t részesítette előnyben az agglomerációs járatoknál is, így elkezdődhetett az új hálózat tervezése, a környező települések vezetőinek bevonásával. Az elsők között a 20-as jelzésű busz indult el a Keleti pályaudvar és az angyalföldi Agyag utca között, de tesztelték a kőbányai Liget térre és a Rákosfalvára közlekedő járatokat is. A SZAÜ új buszainak érkezésével átvette a BART jól fizető belvárosi 12-es és 15-ös vonalait, a BART a környező településekre indíthatott buszokat. A főváros ezt a szerződést is ideiglenesnek tervezte, mert már tervben volt a SZAÜ újabb nagy járműbeszerzése. A BART elindította a pestújhelyi 24-es, a rákospalotai 25-ös buszokat, illetve megkapták a csepeli 8-as és az angyalföldi 20-as járatot is, előbbit már sikerült Csepel központjáig vinni, míg utóbbit Újpestig hosszabbították. 1931-ben a BART a Csepel és Tököl között egy magáncég által üzemeltetett vonalat 202-es menetrendi számmal átvett. A korszakra és a BART által üzemeltetett agglomerációs vonalakra jellemző volt a 200-as számtartomány használata, de a korabeli feljegyzések szerint a buszokon az útirányt tüntették fel, a jelzést csak ritkán. Északon villamospótló járatot indítottak egy BHÉV-től kölcsönzött busszal a Rómaifürdő és a Nánási út között. A villamos végül sosem készült el, a buszvonalat pedig hamarosan átvette a BHÉV és idényjárat jelleggel még pár évig létezett.

#### A SZAÜ fénykora és gyors hanyatlása
A SZAÜ is sorban indította új járatait, a járműállományt pedig a Magyar Vasutak Autóközlekedési Részvénytársaságnak (MAVART) szánt buszokkal is bővítették, ekkor lehetőség nyílt végleg selejtezni a régi emeletes és használt buszok összes darabját. Az akkumulátoros buszoktól is ekkor köszönt el a főváros. Az utolsó emeletes busz 1929. április 30-án búcsúzott, majd november 5-én indult utoljára az utolsó omnibusz. 1930. január 1-jén életbe lépett az új KRESZ, ekkor emelték fel a buszok sebességkorlátozását is 12-ről 40 km/h-ra. Fokozatosan megjelentek városszerte az új szemafor alakú megállóhelytáblák, melyek évtizedekig hozzátartoztak a budapesti utcák látképéhez. A táblákat a Cordiatic cég készítette, és ingyen bocsátotta a közlekedési vállalat részére, cserébe a buszokon és a táblákon is sokáig feltüntették a vállalat nevét. Mindeközben újabb vonalakat adtak át a forgalomnak, így például elindult a 9-es busz a Népliget és az Ecseri út között (Orczy tér érintésével), a rózsadombi 17-es és a budavári 16-os busz, illetve a már meglévő járatokat is meghosszabbították, a kisforgalmú szakaszokat pedig bezárták. A fejlesztések eredményeképpen újabb járművek vásárlását tervezték, melyhez hozzájárult a nemzetközi helyzet is, sok helyen a villamosforgalom megszüntetéséről és autóbuszokkal való helyettesítéséről döntöttek. Budapesten is megszűnt az autóbusz másodlagos, ráhordó jellege, és a villamosok mellett elsődleges és meghatározó tényezővé vált. A viták során újra szóba került a SZAÜ és a BSZKRT összevonása, de erre végül nem került sor. A buszközlekedés egyértelmű fejlődésének a gazdasági világválság vetett gátat.
A válság hatására a SZAÜ kénytelen volt rövidíteni a járatok üzemidején, a jegyrendszert pedig megreformálták, ám az utasforgalom csökkenése így is jelentős bevételkiesést jelentett. A BART 1931 szeptemberében benyújtott ajánlata szerint átvette volna a SZAÜ-t, amihez a pénzt az biztosította volna, hogy a BART részvényeinek több mint felét nem sokkal azelőtt vásárolta fel az Autótaxi. Több szempont miatt a főváros az ajánlatot nem fogadta el, helyette elkezdték előkészíteni a SZAÜ beolvasztását a BSZKRT-ba. A különböző viszonylatjelzések miatt még született egy megegyezés 1932. május 20-án a SZAÜ és a BART között: a SZAÜ üzemeltette az 1–19 jelzésű járatokat, míg a BART a 20–26 tartományt kapta meg. Közben zajlottak a tárgyalások a BSZKRT-tal való egyesülésre, ennek első lépéseként 1931. december 13-án megszűntek az éjszakai sínbuszok, helyüket autóbuszok vették át, jelzésüket pedig a hálózatba kapcsolt városrészről kapták (KP Kispestre, OB Óbudára, RP Rákospalotára, PE Pestszenterzsébetre és PL Pestszentlőrincre). Az egybeolvadás hivatalosan 1932. július 1-jén történt meg, érdekesség hogy a szerződés 2013. január 1-jéig szólt, ami jelzi, hogy tartós megoldást kerestek az autóbusz-közlekedés problémájára. A költséghatékonyság első lépéseként áttértek a motalkóról (benzin-alkohol keverék) az olcsóbb dízelüzemre, az új Ganz motorok beépítését a cég saját maga végezte, de a Ganz felügyelete alatt. Az új üzemanyag azonban jelentős koromkibocsátással járt, ezért utaspanaszok miatt a kipufogókat át kellett szerelni a tetőre, illetve a garázs szellőzőrendszerét is felülvizsgálták.

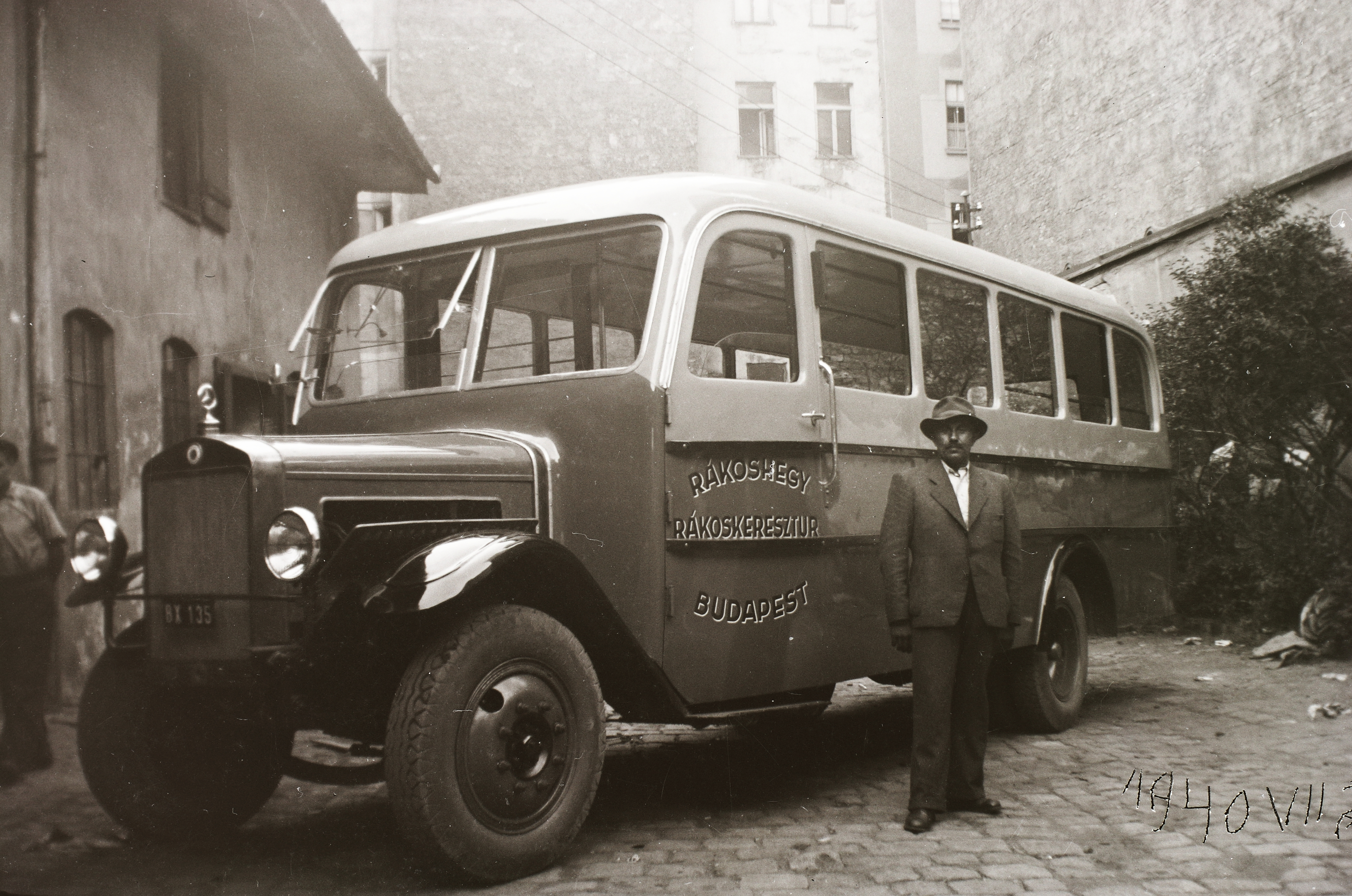
MÁVAG busz a Rákoshegyi Autóbuszközlekedési Vállalat üzemeltetésében

További jelentős módosítás volt, hogy megszüntették a villamosokkal párhuzamoson közlekedő járatokat, ugyanakkor a szerződés kikötötte hogy a buszok bevételeit csak a buszágazat fejlesztésére lehetett költeni. A két cég közötti ellentét enyhülését jelképezi a 12-es buszjárat beindítása is, amely a nagykörúti villamosokkal párhuzamosan, azokat tehermentesítve járt. A SZAÜ minden jogkörét 1933. június 15-éig átvette a BSZKRT, ezáltal létrejött Budapesten az integrált közlekedés, ahol minden közlekedési ágazat egy cég irányítása alá tartozott. Történtek változások a villamosok kárára is, ilyen volt például a 48-as villamos 1933. júliusi megszüntetése és a sűrített 15-ös jelzésű buszokkal való kiváltása. Megállóhelyek összevonására is sor került, többek között a Lenke térig hosszabbított 1-es busz is igénybe vehette a villamosok megállóit a Móricz Zsigmond körtéren. A két cég összevonásával szinte egy időben az agglomerációs járatok üzemeltetéséről 1932 szeptemberében a főváros újabb 4 éves szerződést kötött a BART-tal, ami vállalta a buszai átfestését és a főváros címerének feltüntetését. A szerződés tartalmazott egy kitételt is, melynek értelmében bármiféle rendkívüli helyzet esetén a BART a járműveit a BSZKRT-nak köteles lett volna átadnia. A BART még így is veszteséges volt, ezért megpróbálkozott új járatokkal újabb településeket bevonni a közlekedésbe, ekkor indították Hűvösvölgyből Solymárra, Nagykovácsiba, Óbudára, Pilisvörösvárra és Pilisszentivánra közlekedő buszaikat. A többi buszos társaság sem tudott versenyképes járatokat üzemeltetni, de például a Rákoshegyi Autóbuszközlekedési Vállalat Rákoshegy és Rákosliget közötti járata, vagy a Kurír Autóközlekedési Rt. Fővám tér és Budaörs közötti járata továbbra is életben maradt. A Budapest-Zsámbékvidéki Közlekedési Vállalat járatokat indított Budakeszi, Zsámbék, Bicske és Piliscsaba felé, illetve ekkor kezdtek el működni az első városnéző autóbuszok is a belvárosban az Autótaxi, a MAVART és az IBUSZ üzemeltetésében.

#### Az integrált közlekedéstől a világháborúig

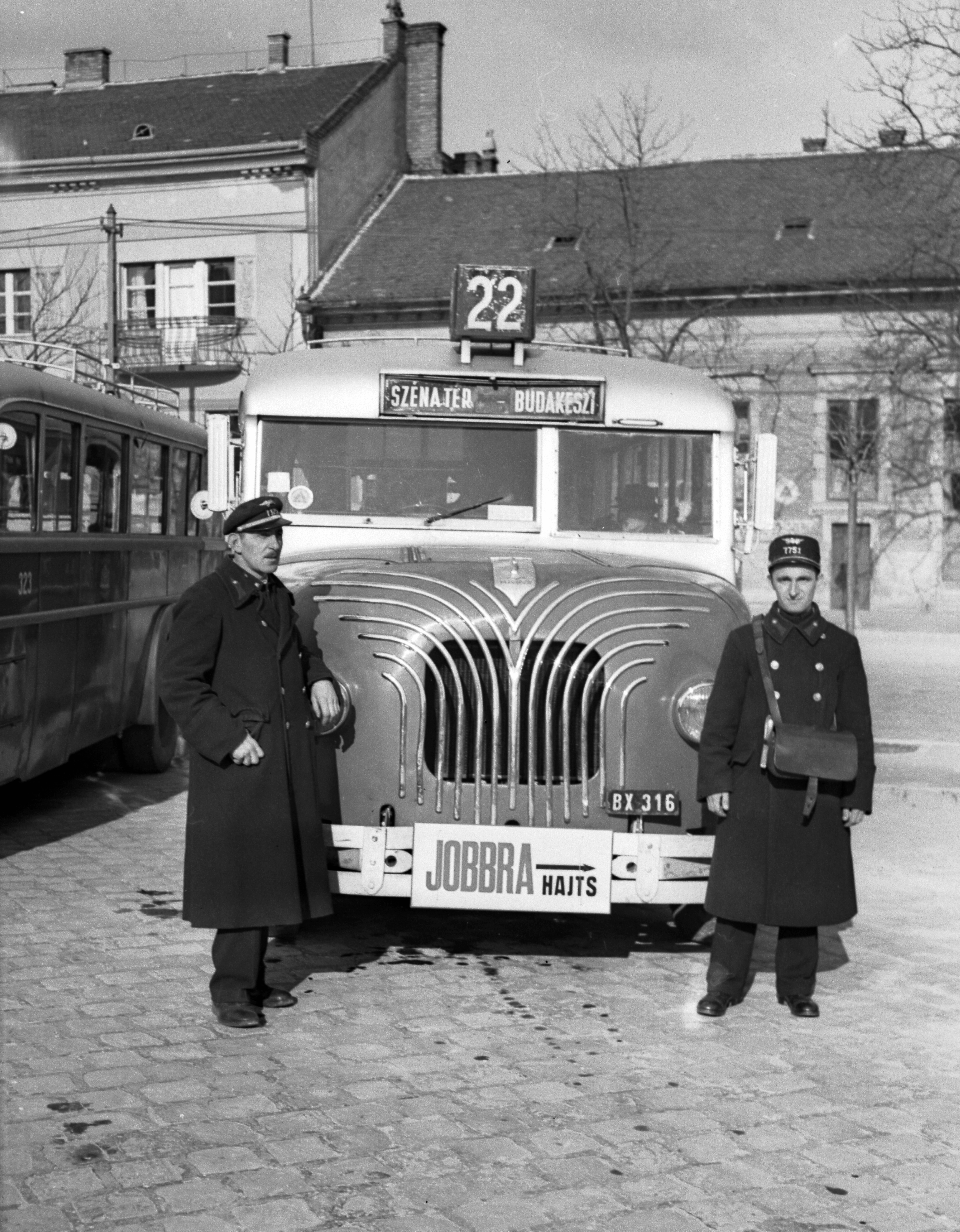
MÁVAG N2h/39 busz a Széll Kálmán téren, jobbra hajts felirattal

Az újabb vonalak beindítása mellett három nagyobb fejlesztést is végzett a BSZKRT, egyrészt 1933. augusztus 13-án bevezették a napijegyet, amivel egy napig korlátlan utazási lehetőséget adtak (a BART járatain nem volt érvényes). Augusztus 21-én a villamosok után az autóbuszokon is bevezették a kisszakaszrendszert, melynek lényege hogy a vonalat felosztották 1 kilométeres szakaszokra, és a vonaljegyek mellett úgynevezett tantuszokkal is lehetett fizetni. A tantusz egy fém érme volt, amit a kalauznál lehetett megvásárolni hat fillérért, majd a perselybe kellett dobni. A nem megfelelő méretű érmék alul kiestek, így kizárva a bliccelést. Egy tantusszal egy szakaszt lehetett utazni, a szakaszhatáron a kalauz körbejárt és beszedte az újabb szakasz viteldíját. Szeptember 29-én megoldották a villamosok és a buszok találkozásainál az átszállási lehetőség biztosítását is a kölcsönös bevárás elrendelésével. A buszágazat újra elkezdett fellendülni, a közlekedési társaságnak lehetősége nyílt különjáratok indítására is, például temetőkhöz, vasúti pályaudvarokhoz, illetve a Városligetbe. 1933. december 16-ától az óbudai 7-es buszt felváltotta az azonos jelzésű trolibusz, amit olcsóbb viteldíjjal vehettek igénybe az utasok. A következő hónapokban az autóbuszoknál is csökkentették a jegyárakat, a kisszakaszrendszer pedig hamar népszerű lett az utasok körében, a bevételek lassan újra elérték a válság előtti összeget. Az érmés fizetést a BSZKRT végül mégis megszüntette, mert a rendszert egyre körülményesebbnek és forgalmat lassítónak ítélték meg.

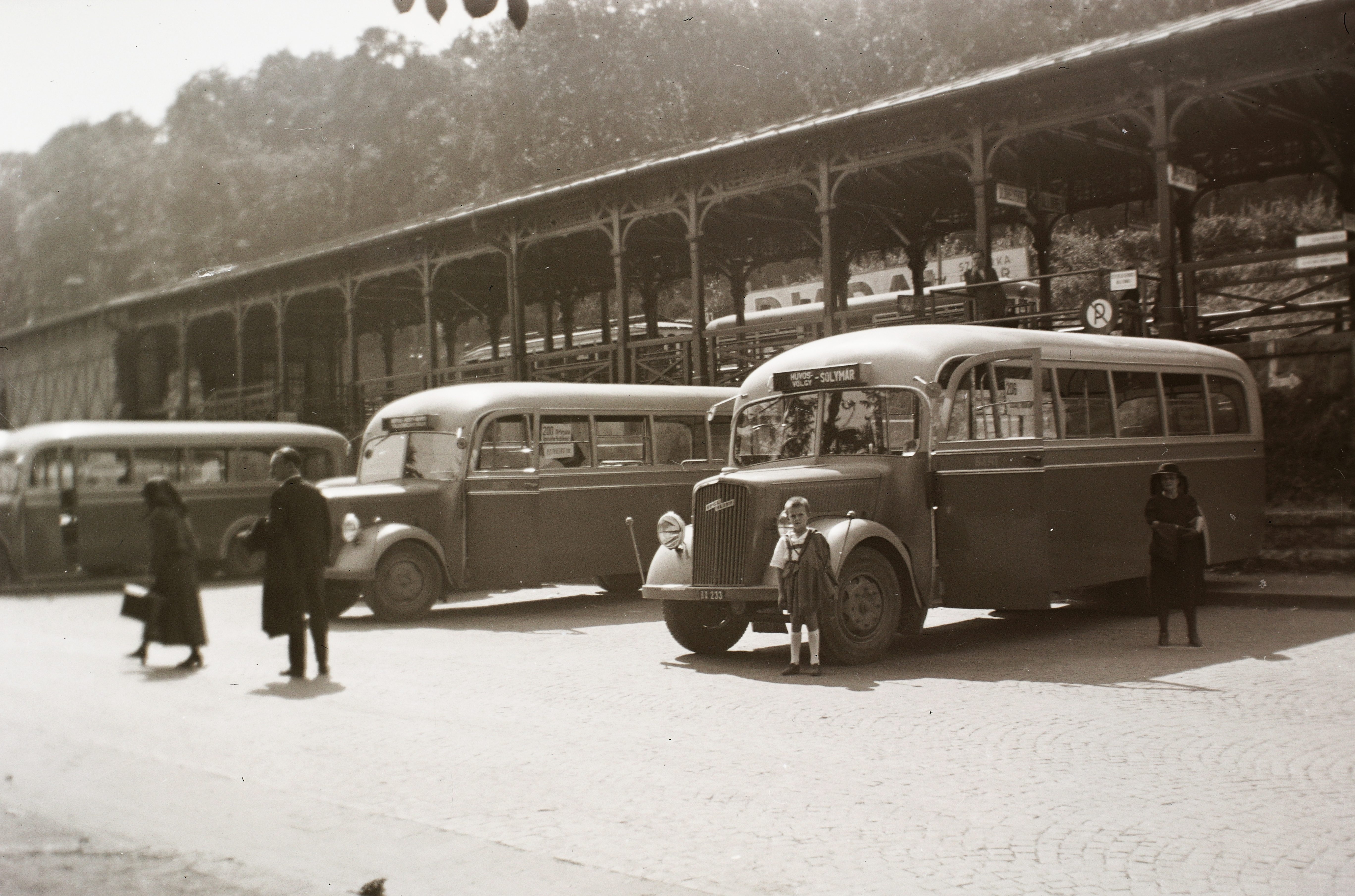
BART buszok a hűvösvölgyi végállomáson

A hálózat további fejlődése miatt újabb autóbuszok beszerzéséről kellett gondoskodni, végül 50 darab MÁVAG alvázú busz állt forgalomba 1936-ban. A MÁVAG N26/36-os Budapest első acélvázas és az első gyárilag dízelmotorral felszerelt autóbusza volt, jellegzetes alakja és sötét színe miatt (ekkor vezették be a krémszín helyett a szürkét a járművek festésében) a köznyelv csak koporsónak nevezte. 1937-re befejeződött a régebbi típusok dízelesítése is, így Európában először a BSZKRT rendelkezett teljes dízelflottával. A járművek az új Rákóczi úti járatokon álltak forgalomba, ekkor indult el a Keleti pályaudvar és a Március 15. tér között a 7-es busz, az óbudai 7-es troli jelzése emiatt T lett. A 7-es vonalat 1936. november 30-án a Mechwart térig, míg december 14-én a másik irányban a Hungária körútig hosszabbították. A BSZKRT átvette a BART-tól a 20-as, a 24-es, a 25-ös és a jelentős bevételt generáló csepeli 21-es, a budakeszi 22-es és a margitszigeti 26-os vonalakat is az 1932-es szerződésre hivatkozva. 1937-ben az újonnan átadott Budaörsi repülőtérre is indult járat 27-es jelzéssel a Hegyalja úttól. A BART a kieső vonalai helyett többek között a Dobogókőre, Mogyoródra, Szigetszentmiklósra és Érdre indított autóbuszokat. A cég neve ekkor Budapestvidéki Autóbusz Közlekedési Rt.-re módosult, mutatva hogy ezentúl az agglomerációs közlekedésben kívánnak szerepet vállalni, ehhez új járműveket is beszereztek.

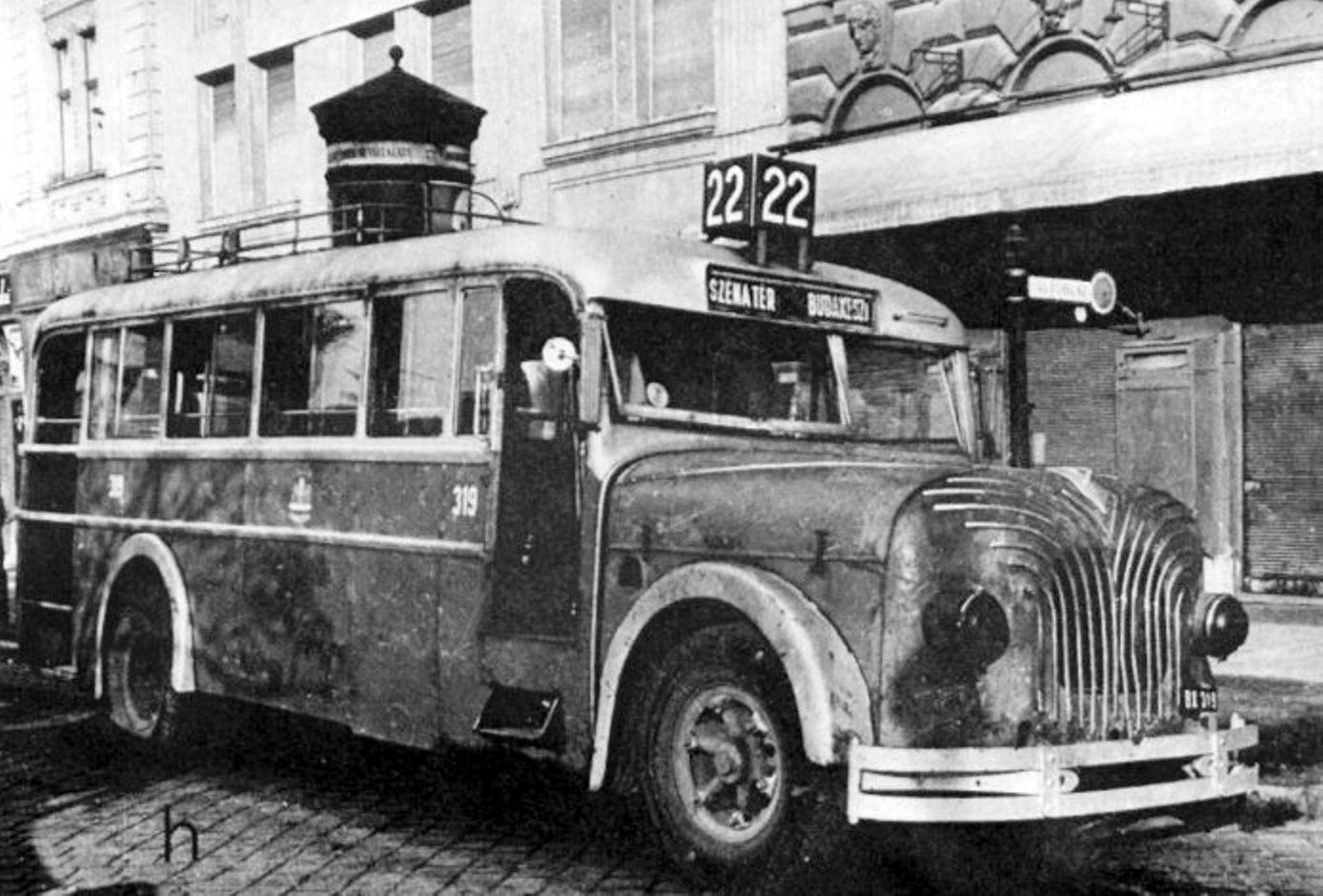
„Kisharcsa” a 22-es vonalon

A budai járatok átvételével újra felmerült egy budai garázs építése, ám végül a Szent Domonkos utcai telep bővítéséről határoztak. A garázs északi felén lévő területet beépítették és itt rendezték be a műhelyeket, a csarnokban így több hely állt rendelkezésre. A problémát azonban nem oldotta meg a bővítés, ezért már 1938-ban elkezdték építeni Budán az új garázst. Az átmeneti zsúfoltság enyhítésére a Damjanich utcai villamoskocsiszínben is tároltak autóbuszokat. Ugyanebben az évben megérkeztek a MÁVAG N26/38-as típusú járművek, amiket a hűtőrácslemezek formája miatt a köznyelv harcsa névre keresztelt el. Két évvel később megérkeztek az első Rába DS típusú trambuszok Győrből. A trambusz jellegzetessége, hogy a motor a vezető ülésével egy vonalban került elhelyezésre, így megszűnt az eddig jellegzetes előre nyúló „csőr”, és ez a sofőrök jobb kilátását eredményezte. 23-as, 29-es és 31-es jelzéssel újabb vonalakat nyitottak meg, a járműveken pedig egyre modernebb változtatásokat hajtottak végre, például lecserélték a mechanikus irányjelzőket elektromosra, illetve elektropneumatikus ajtókat szereltek be. A látványos fejlődésnek azonban újabb történelmi esemény szabott gátat: a második világháború kitörése.

#### A világháború pusztítása
A BSZKRT 1938-tól 1944-ig 230 darab autóbuszt tudott vásárolni, többek között MÁVAG N26-osokat és Rába trambuszokat. A világháború kitörésekor miniszteri rendeletre 46+26 darab járművet üzemképesen kellett tárolni honvédelmi okokból. Az elrendelt üzemanyag-korlátozás miatt már 1939-ben több járaton be kellett szüntetni a forgalmat, máshol pedig az útvonalakat rövidítették meg. Télen az erős fagy is gátolta a közlekedést, az időszak egyetlen bővítése a Kurírtól átvett budaörsi vonallal történt meg. 1940. szeptember 5-én megkezdődött Észak-Erdély visszavétele a második bécsi döntés értelmében, ehhez több mint 100 BSZKRT autóbuszt foglalt le a Honvédelmi Minisztérium. Az elkobzott járművek ellenére növekedett a járműállomány a forgalomba álló új MÁVAG N26/40-es és N2h (Kisharcsa), illetve Rába DS és TS buszokkal. A BART egyre több környező településre indított járatot, például Csobánkára, Tatára, Pilisszántóra és Herceghalomra is. 1940 tavaszán megszűntek a BHÉV óbudai járatai, majd az Erdélyből visszatérő BSZKRT járműveket a lefoglalt gumiabroncsok miatt korlátozott számban lehetett használni. Rövid időn belül a Délvidékre irányították a buszokat, ahonnan hamar visszatértek, de a lassú karbantartás miatt csak nehezen tudták újra kiadni. Ennek eredményeképpen további járatokat szüntettek meg, majd 33 darab új Rába TS trambusz érkezett a fővárosba, amivel egy időre sikerült stabilizálni a helyzetet. Közben épült a Kelenföldi buszgarázs is, de a költségek növekedése erősen lassította a munkát. Októberben már csak napi nyolc óra üzemidővel közlekedtek a járatok, általában napközben teljes üzemszünettel. Ezen intézkedések a villamosvonalak zsúfoltságához vezettek, melyet 1942-ben villamosüzemre átalakított N2h autóbuszokkal, ún. „sínautóbuszokkal” enyhítették. A döntéssel a gumiabroncs- és üzemanyaghiány is enyhült. 1941-ben fontos változás történt a közlekedésben, ekkor vezették be a „jobb oldali hajtás”-t. A döntés már 1939-ben megszületett, de bevezetését a világháború miatt állandóan elnapolták. Az erről szóló rendeletet végül 1941. június 26-án adták ki, mely szerint Budapesten és környékén november 9-én hajnali három órától a bal oldal helyett a jobb oldalon kell közlekedni. Az átállás a buszközlekedésben is problémákat okozott, megállóhelyeket kellett átépíteni, a járműveknek a „rossz” oldalon volt az ajtajuk, ráadásul a világháborús veszteségek miatt anyag- és személyzethiány is fellépett. Határidőre nem is tudták mindegyik autóbuszt átalakítani, a kalauzokra hárult a balesetek megelőzése, mely korabeli híradások szerint sikerült.
1942. szeptember 4-én légitámadás érte a fővárost, majd a szovjet bombázók három nap múlva visszatértek. A BSZKRT az éjszakai járatokat megszüntette, majd egy év múlva már csak 14 vonalon jártak a buszok, és ezek száma is fokozatosan csökkent. A BART is egyre több vonalon volt kénytelen leállítani a járműveket. A jegyárakat két éven belül másodszor emelték fel, a Kelenföldi garázs építése teljesen leállt. A Szent Domonkos utcai garázshoz 1943-ban a Thököly út felől iparvágányt építettek ki, mellyel az üzemanyag utánpótlást próbálták megoldani. Mivel a MÁV-kocsikat nem engedték a villamoshálózatra, ezért külön gázolajszállító tartálykocsikat kellett beszerezni a célra.

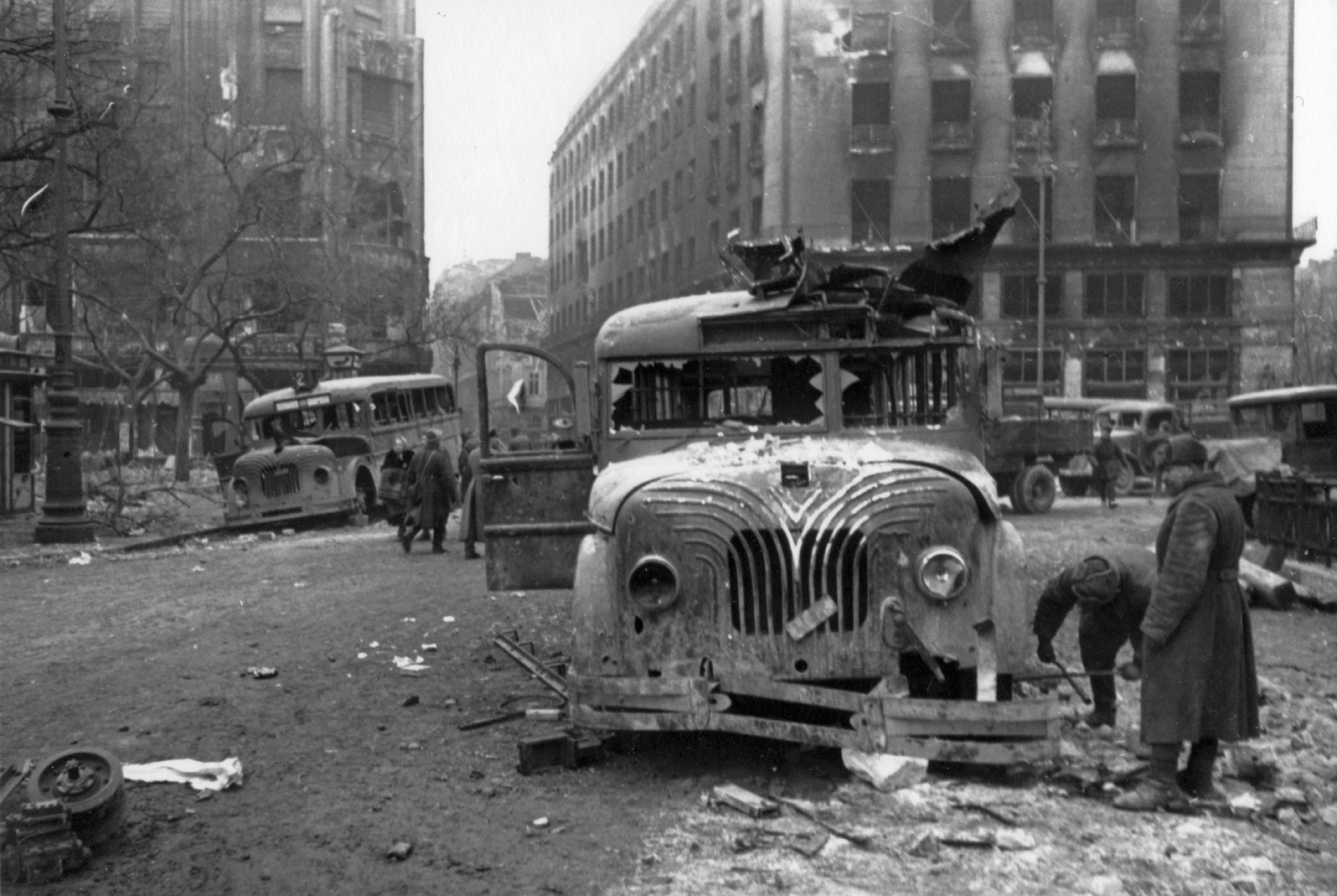
Szétlőtt autóbuszok a Deák téren 1945-ben

1943. november 24-én a BSZKRT elrendelte a leállított buszai kitelepítését, ezeket Fonyódra, Bicskére és Jolsvára menekítették. 1944 elején újabb abroncshiány lépett fel, a meglévők ráadásul sokkal rosszabb minőségűek voltak, így hamarabb elhasználódtak. A nehézséget az is fokozta, hogy a bombatalálatok miatt sokszor villamospótlónak, vagy sebesültszállításra használták a buszokat. Tavasszal angol bombázók eltalálták a csepeli repülőgépgyárat, az oda közlekedő, így stratégiailag is fontos csepeli 21-es busz ezzel megszűnt. Ősszel a nyilasok átvették a hatalmat, a BSZKRT és a BHÉV buszainak nagy részét önkényesen lefoglalták. A megmaradt járművekkel decemberben megkezdődött Budapest kiürítése. Budapest ostroma 1945 februárjáig tartott, a február 21-én készített leltár szerint mindössze kilenc darab működőképes járművet találtak. Az újrakezdést elősegítendő sikerült néhány Nyugatra vitt kocsit visszahozni, illetve az elrejtett buszokat is megpróbálták üzemképes állapotra hozni, utóbbinál főleg az ellopott alkatrészek okoztak gondot. A sínbuszokká alakított Kisharcsák elég nagy arányban élték túl a háborút, ezeket is elkezdték visszaalakítani rendes autóbuszokká. Az első autóbuszjárat végül csak 1945. július 2-án indult el 1-es jelzéssel a Szent Gellért tér és az Apponyi tér közötti rövid szakaszon négy járművel. A Ferenc József híd helyére épített pontonhíd szerkezeti problémái miatt a szállítható személyek számát 40 főben maximálták. Július végén a BART is elindította az első járatát Pestszentlőrinc és Vecsés, illetve Monor között, majd pár nappal később Csepel és Kispest között. A Duna melletti településeket autóbuszpótló hajójáratok szolgálták ki.

#### Újrakezdés és a BSZKRT megszűnése
A háborút követő években az elsődleges problémát a buszhiány okozta, a nyugatra hurcolt járművekért a BSZKRT külön küldöttséget indított Ausztriába és Németországba. Sikerült tizenkét darab autóbuszt visszaszerezni, mely elég volt ahhoz, hogy a Deák tértől a pontonhídon keresztül a Széll Kálmán térre indított vonal rendesen üzemeljen. Decemberben azonban a jégzajlás elvitte a pontonhidat, az autóbuszok ezért megosztott útvonalon közlekedtek. 1946. március 20-án felengedték a buszokat az új Kossuth hídra, de csak 10 km/h-s sebességkorlátozással. A karbantartási nehézségek, gumiabroncs- és üzemanyaghiány miatt nyáron már mindössze csak egyetlen jármű közlekedett az 1-es vonalon. Az év végére sikerült rendezni a kialakult hiányokat, így sorban indulhattak a régi-új járatok, többek között új járat indult 2-es jelzéssel az Apponyi tér és a Németvölgyi út között, illetve újraindult a belvárosi 12-es, a csepeli 21-es, a kőbányai 17-es, a rózsadombi 11-es és a belvárosi 5-ös busz is. Az óbudai trolibusz pótlására is autóbuszokat állítottak forgalomba. Újabb problémát jelentett az egyre nagyobb mértékű hiperinfláció is, az 1945 nyarán kapható 8 és 30 pengős vonaljegyek helyett 1946. június 29-én már 300 millió pengőbe került egy darab átszállójegy, öt nappal később pedig délelőtt 20 000 billió, délután pedig 50 000 billió pengőt kértek el érte, majd hamarosan már trilliópengős jegyárak is léteztek. A helyzetet a forint augusztus elsejei bevezetése oldotta meg, mely lehetőséget adott új járművek beszerzésére is.
| A vonal- és átszállójegyek árainak alakulása a hiperinfláció időszakában | A vonal- és átszállójegyek árainak alakulása a hiperinfláció időszakában |
| Dátum                                                                    | Pengő                                                                    |
| ------------------------------------------------------------------------ | ------------------------------------------------------------------------ |
| 1945. 08. 24.                                                            | 8                                                                        |
| 1945. 11. 15.                                                            | 200                                                                      |
| 1946. 01. 28.                                                            | 10 000                                                                   |
| 1946. 02. 23.                                                            | 60 000                                                                   |
| 1946. 04. 01.                                                            | 200 000                                                                  |
| 1946. 04. 18.                                                            | 1 600 000                                                                |
| 1946. 05. 02.                                                            | 6 400 000                                                                |
| 1946. 05. 10.                                                            | 20 000 000                                                               |
| 1946. 05. 23.                                                            | 200 000 000                                                              |
| 1946. 06. 06.                                                            | 3 200 000 000                                                            |
| 1946. 06. 14.                                                            | 30 000 000 000                                                           |
| 1946. 06. 27.                                                            | 30 000 000 000 000                                                       |
| 1946. 06. 30.                                                            | 1 000 000 000 000 000                                                    |
| 1946. 07. 03.                                                            | 5 000 000 000 000 000                                                    |
| 1946. 07. 04. (de.)                                                      | 20 000 000 000 000 000                                                   |
| 1946. 07. 04. (du.)                                                      | 50 000 000 000 000 000                                                   |
| 1946. 07. 05.                                                            | 200 000 000 000 000 000                                                  |
| 1946. 07. 06.                                                            | 500 000 000 000 000 000                                                  |
| 1946. 07. 09.                                                            | 5 000 000 000 000 000 000                                                |
| 1946. 07. 10.                                                            | 50 000 000 000 000 000 000                                               |
| Dátum                                                                    | Adópengő                                                                 |
| 1946. 07. 11.                                                            | 100 000                                                                  |
| 1946. 07. 17.                                                            | 500 000                                                                  |
| 1946. 07. 22.                                                            | 1 000 000                                                                |
| 1946. 07. 25.                                                            | 5 000 000                                                                |
| Dátum                                                                    | Forint                                                                   |
| 1946. 08. 01.                                                            | 3                                                                        |

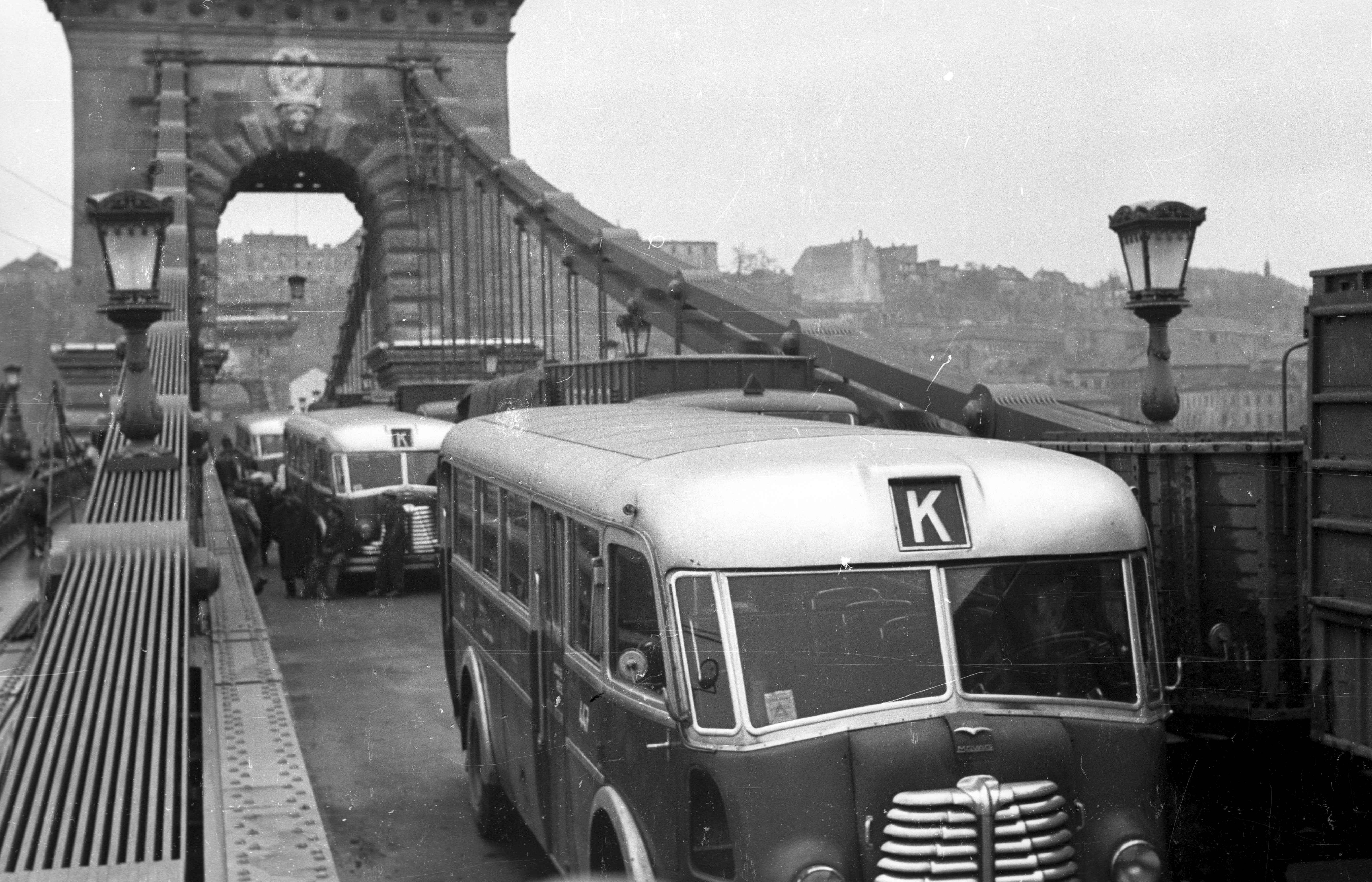
Az újjáépített Lánchíd terheléspróbája MÁVAG Tr 5-ös buszokkal

A járműhiány miatt átmeneti megoldásként 11 darab buszt vett át a BSZKRT a Budapesti Helyiérdekű Vasúttól, ezzel újraindulhatott a Rákóczi úti 7-es busz is. 1947-ben 200 új busz vásárlásáról határoztak, azonban magyar (és keleti) termék híján a nyugati piacról kívántak vásárolni. Gerő Ernő közlekedésügyi miniszter 700 ezer dollárt ajánlott fel ehhez a központi hitelkeretből, azonban végül a Nehézipari Központ (NIK) lett a sikeres befutó: a MÁVAG Tr 5 típusú autóbuszt 1948. január 30-án mutatták be, az első öt példányt ünnepélyes keretek között adták át az utazóközönségnek. Az új buszok beszerzése folyamatos volt, az év végén már 147 darab futott a főváros útjain, majd hamarosan 228 darabbal rendelkezett a BSZKRT. Szintén 1948-ban mutatkozott be a Rába Tr 3,5 jelzésű autóbusza, ami Budapest első önhordó szerkezetű, és az utolsó benzinmotoros autóbusza volt. Ezt a típust kisebb forgalmú vonalakra szánták, mindössze 42 utast tudott szállítani. 1949. szeptember 25-én súlyos balesetet szenvedett az egyik példány, amikor a 22-es vonalon fékhiba miatt nem tudott megállni, 12 ember halálát okozva ezzel. A típus üzemeltetési engedélyét visszavonták, a vizsgálatok után tovább korlátozták a sebességét és a szállítható személyek számát is, továbbá csak sík területen engedték közlekedni. Közben 1948. április 20-án a Szent Domonkos utcai buszgarázst a Budapest ostromakor mártírhalált szenvedett Récsei Ernő kalauz tiszteletére Récsei garázzsá keresztelték át.
Augusztusban üzembe helyezték a Gyömrői úti Főműhelyt is, ahol a járművek nagyjavítását korszerű körülmények között lehetett elvégezni.
1948. szeptember 1-jén a vonaljegyek árát 1, az átszállójegyek árát 1,50 forintra csökkentették. A BART ugyanekkor állami irányítás alá került és a MOGÜRT Taxibusz nevet kapta, budapesti vonalait fokozatosan átvette a BSZKRT. Habár a járműparkot sikerült jelentősen fejleszteniük, a társaság 1949. június 20-án a MÁVAUT-tal egyesült. Innentől kezdve a budapesti autóbusz-közlekedésben nem vállalt szerepet.
A Kelenföldi garázs átadására 1949. január 1-jén került sor, a Fürst Sándor nevét viselő létesítmény a világ legnagyobb feszített héjszerkezetű csarnokával rendelkezett.
Nagy-Budapest közlekedési rendszerének átalakítása miatt 1949. szeptember 30-án a BSZKRT is megszűnt, a közlekedési ágazatokat különválasztották, a buszokkal innentől kezdve a Fővárosi Autóbusz Községi Vállalat (FAKV) foglalkozott. Novemberben elindult az első buszjárat a ferihegyi repülőtérre, a 17B jelzésű járat Pestszentlőrinc, Erdész utcától közlekedett.

### Önálló autóbuszüzem

#### A FAÜ létrejötte
A BSZKRT helyére lépő FAKV nevét már 1951. január 1-jén megváltoztatták egy 1950-es törvényerejű rendelet miatt, amely állami vállalatok nevében megtiltotta a község szó szerepeltetését, így született meg a Fővárosi Autóbuszüzem (FAÜ). Az 1950-ben létrehozott Nagy-Budapest tömegközlekedésbe kapcsolása nagy kihívást jelentett az autóbusz-ágazatnak is, az eddig agglomerációs járatnak számító vonalakat a MÁVAUT fokozatosan átadta a FAÜ-nek. Ekkor indultak meg a „kifutó” járatok is, ezek közvetlen belvárosi kapcsolattal látták el Budakeszit, Cinkotát, Csepelt, Kispestet, Rákospalotát, Pesterzsébetet, Pestlőrincet, Újpestet és még számos területet. Hétvégén idény jelleggel strandjáratokat is indítottak a Pünkösdfürdőhöz és a Palatinus strandhoz. A gerincjáratok mellett keresztirányú járatokat is beindítottak, például 47-es jelzéssel Újpest és Rákospalota között, vagy 55-ös jelzéssel a Hungária körúton Óbuda és a Népliget között. 1950. november 2-án kísérleti jelleggel elindult Budapest első gyorsjárata 105-ös jelzéssel a Pasaréti tér és a Deák tér között az 5-ös busz vonalán. Bevezetése még korainak tűnt, mert utasforgalom hiánya miatt már januárban megszűnt. A kisebb forgalmú megállókat számos vonalon megszüntették, így csökkentve az utazási időt. A megszűnő pesterzsébeti HÉV-vonal helyett is autóbuszok indultak 19-es és C jelzéssel, a nagytétényi HÉV-nél pedig a 3-as busz teremtett gyorsabb belvárosi kapcsolatot. A jelentősen megnövekedett hálózattal az utasszám is nagyobb lett, új járművek viszont a tervgazdálkodás miatt csak meghatározott mennyiségben érkeztek, így egyre többször fordult elő utaslemaradás, de nem volt ritka a jármű oldalára felkapaszkodva való utazás sem. A helyzetet nehezítette a karbantartások hiánya, az alkatrész- és az üzemanyaghiány is. Fővárosi rendeletre 1951 februárjától teherszállítást is végeztek a FAÜ járműveivel, de ezt már decemberben felszámolták, mert rendkívül körülményes volt és a FAÜ járműhiányát csak tovább növelte. A FAÜ a járműhiány mellett munkaerő-hiánnyal is küszködött, ezért 1951. január 11-én munkába állt az első női autóbuszvezető. A buszok vezetése azonban ekkor még jelentős fizikai megterhelést jelentett, így két éven belül más területekre osztották be női munkavállalóikat.

#### Az Ikarus megjelenése
1950. április 1-jén a Gyömrői úti Sallai Főműhelyt önállósították, és a létszámhiány ellenére még ebben az évben 105 darab MÁVAG Tr 5-ös főjavítását elvégezték. Az Uhri-gyár, az Ikarus Gép- és Fémáru Rt. és a Repülőgépgyár Rt. összevonásából megszülető Ikarus Karosszéria- és Járműgyár 1951-re készült el az Ikarus 30-as autóbuszokkal, melyből 1956-ig 200 darabot vásárolt a FAÜ. A járművek elődjeiknél több utast szállíthattak, ám szűk utasterük, keskeny ajtajuk és hangos motorjuk miatt az utasok nem igazán kedvelték a típust, és hamarosan a „nejlon” gúnynevet adták neki. 1952-ben bemutatkozott az Ikarus 60-as típus is a FAÜ-nél, a próbafutások után 1959-ig összesen 508 darab került a céghez. A hálózat továbbra is növekedett, a FAÜ átvette a hűvösvölgyi vonalakat és újakat is indított 56-os, 57-es, 63-as és 64-es jelzésekkel. A Nagykörút zsúfoltsága miatt a 12-es busz betétjáratot kapott, illetve új járatok indultak a Szabadság-hegyre, Rókushegyre, Gyálra. Figyelmen kívül hagyva, hogy a járatok egyre zsúfoltabban közlekedtek, 1953-ban elkezdődött a világháborúban megsérült villamos erőművek tovább nem halasztható felújítása. Az ezzel járó áramkorlátozások miatt a budapesti villamosok mintegy kétharmada helyett autóbuszokkal kellett elszállítani azok utasait is. Ekkor újabb adag érkezett a 60-as típusból, köztük pár darab piros színű, török exportból visszamaradt kocsi is. Az 1953 végén elindított Baross utcai 74-es trolibuszhoz nem állt rendelkezésre elég troli, ezért a színazonosság miatt ezek a piros járművek pótolták egy ideig a trolikat. Néhány járműnek tetőcsomagtartója is volt, ezeket külső kerületekbe osztották be. A régi buszok kényszerű selejtezése miatt újra buszhiány lépett fel, ezért átmenetileg néhány vonalon a MÁVAUT járművei is közlekedtek, ám viszonylatszám nélkül, és a sofőrök vonalismerete sem volt megfelelő. Solymár felé kényszerűségből Dodge teherautóból átalakított buszok is jártak, majd mikor a feltorlódott utasok és a rendkívül ritkán járó villamosok személyzete összekapott, feloldották az áramkorlátozást és újraindulhattak a villamosok, ezáltal az autóbuszok zsúfoltsága is csökkent. 1954 telén a sok hóesés miatt a járművek jelentős része meghibásodott, a rendes üzemet a FAÜ még egy évig képtelen volt helyreállítani. A helyzeten jelentősen segített, hogy folyamatosan érkeztek az Ikarus 30-as, 60-as és 601-es (helyközi kivitelű Ikarus 60-as) buszok, ekkor már új járatokat is lehetett indítani 60-as jelzéssel Óbudára, 65-ös jelzéssel a Thälmann utcai lakótelephez, vagy 66-os jelzéssel Soroksárra. 1955-ben már 67 vonalon jártak a FAÜ buszai.

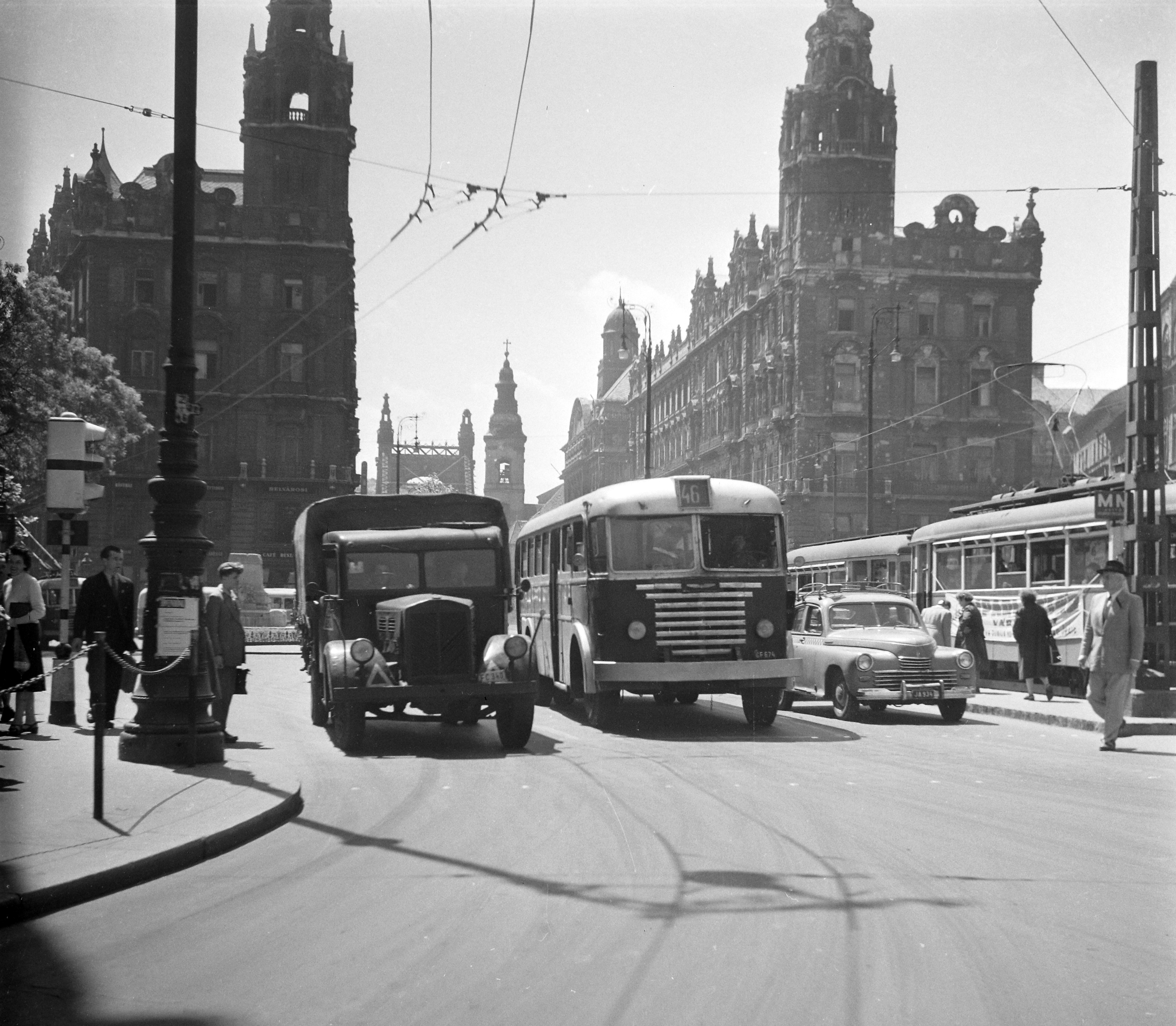
Ikarus 60-as busz 1957-ben a Felszabadulás téren

Az érkező Ikarus buszok férőhelyei azonban kevésnek bizonyultak, ezért a FAÜ megvizsgálta a pótkocsis közlekedés lehetőségeit. Első próbaként egy már forgalomból kivont MÁVAG buszt alakították át pótkocsivá, és egy Ikarus 60-as mögé csatolták. A tesztek után a MÁVAG pótkocsit az Ikarus által gyártott pótkocsira cserélték, és a nagykörúti 12-es és a belvárosi 15-ös vonalakon állították forgalomba. Az utasforgalmi teszt alapján kiderült, hogy belvárosi közlekedésre alkalmatlan a jármű, így külvárosi, viszonylag egyenes szakaszokra tették ki. A tesztjárművet pár hónap után kivonták a forgalomból, és az Ikarus által újonnan gyártott 16 darab pótkocsis Ikarus 60-as busz állt forgalomba a rákoscsabai 62-es vonalon, majd egy hónap múlva a csepeli 52-es viszonylaton.
1955-re az Ikarus gyár elkészült a kifejezetten városi közlekedésre tervezett Ikarus 66-os busszal, a tesztelésre a FAÜ-t kérték fel. Ezt a járművet is először a belvárosi vonalakon tesztelték, keskeny ajtajai, magas padlószintje és szűk utasfolyosója miatt azonban itt is problémák jelentkeztek. A nehézségek ellenére az utasok között népszerűvé vált a jármű, „faros” becenevét a hátul elhelyezett motor miatti jellegzetes karosszériájáról kapta. Egy év múlva a próbajármű visszakerült az Ikarushoz. 1956 elején súlyos baleset történt a Margit hídon, egy Ikarus 30-as busz a 39-es járat végállomása felé tartva a hídról a Dunába zuhant. A járművön utas nem tartózkodott, a sofőr és a kalauz viszont életét vesztette. A vizsgálatok alapján kiderült, hogy a baleset a járművezető hibájából következett be. A FAÜ további Ikarus 30-as és 60-as buszokat vásárolt, a 601-eseket pedig eladták. A Dodge járművekre sem volt már szükség, így mindössze már csak három típus (MÁVAG Tr 5, Ikarus 30 és 60) közlekedett a FAÜ jelzéseivel.

#### 1956-os forradalom

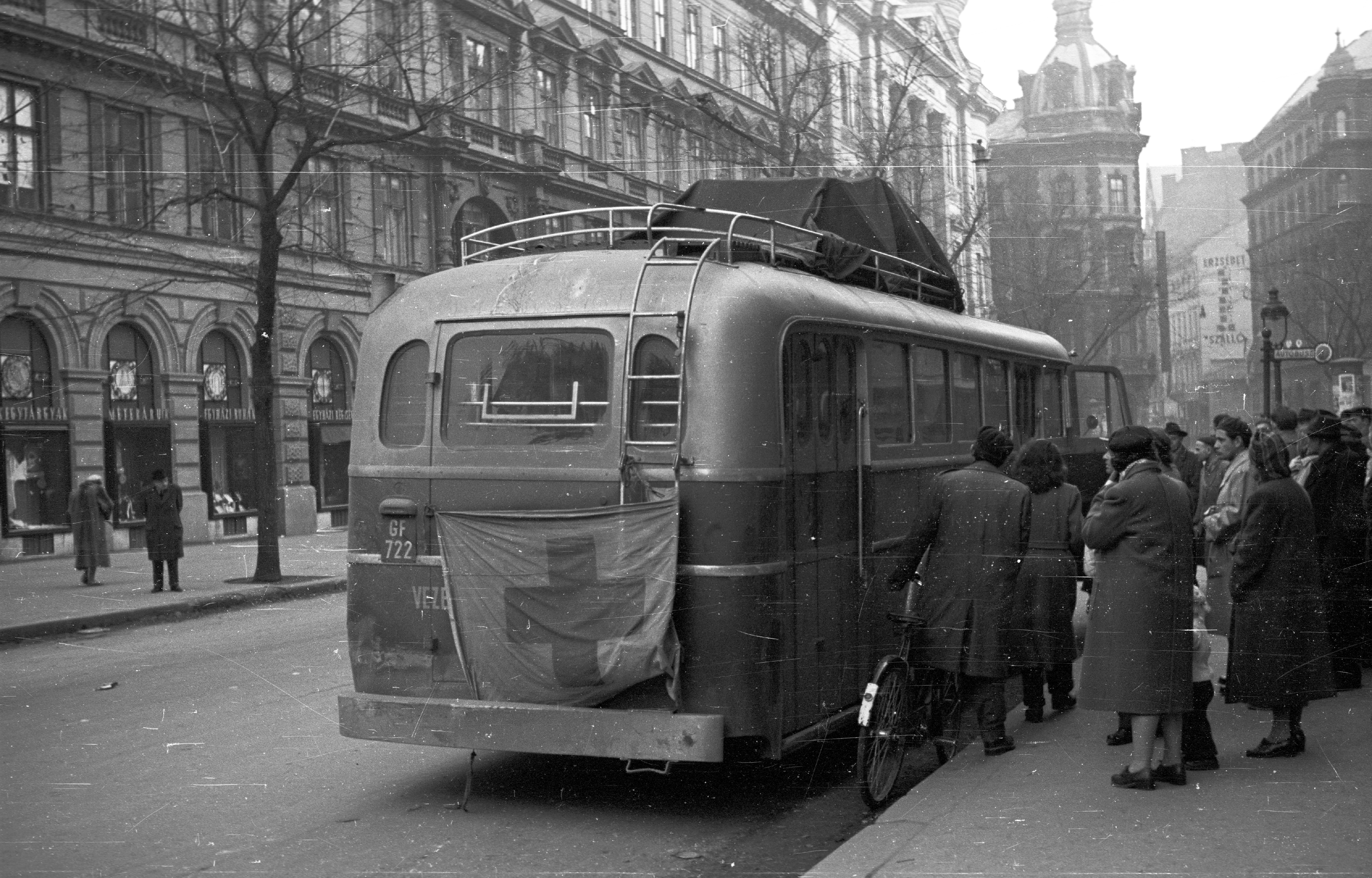
Sebesültszállító Ikarus 60-as busz a Ferenciek terén

Október 23-án Budapest közlekedése gyakorlatilag leállt, a buszokat viszonylag hamar visszarendelték a garázsokba, így nem keletkeztek akkora károk a járműállományban, mint például a villamosokban.
14.30 körül a Kálvin térre értem, akkor értek oda az egyetemisták is. Kiszálltam és kértem őket, hogy engedjenek tovább, de ők azt mondták: itt a vége, szállítsam le az utasokat, semerre tovább. Le is szállítottam az utasokat, aztán megfordultam és tűz be a Kelenföldi garázsba.
A buszok menetrend szerinti közlekedés helyett többnyire vidékre jártak élelmiszerért, vagy sebesülteket szállítottak a kórházakba, a megsérült járműveket pedig torlaszként használták fel. Az első buszokat november 3-án sikerült elindítani, főként külvárosokban, de azokat is jelentősen ritkítva. A helyreállítást nagyban segítette, hogy 25 darab lengyel exportra szánt Ikarus 60-as busz állt forgalomba 1957 márciusáig. Ezek voltak a főváros első eltolható ablakú járművei, leváltva a leereszthető ablakúakat. A forgalom 1957 januárjára több-kevesebb kivételtől eltekintve helyreállt. A FAÜ közben megpróbálta az Ikarus 30-as buszait nagyobbakra cserélni, így kaptak MÁVAG Tr 5-ös és MÁVAG M5-ös buszokat a honvédségtől és a MÁVAUT-tól, akiknek pont kisebb járművekre volt szükségük.

#### Házi csuklós buszok

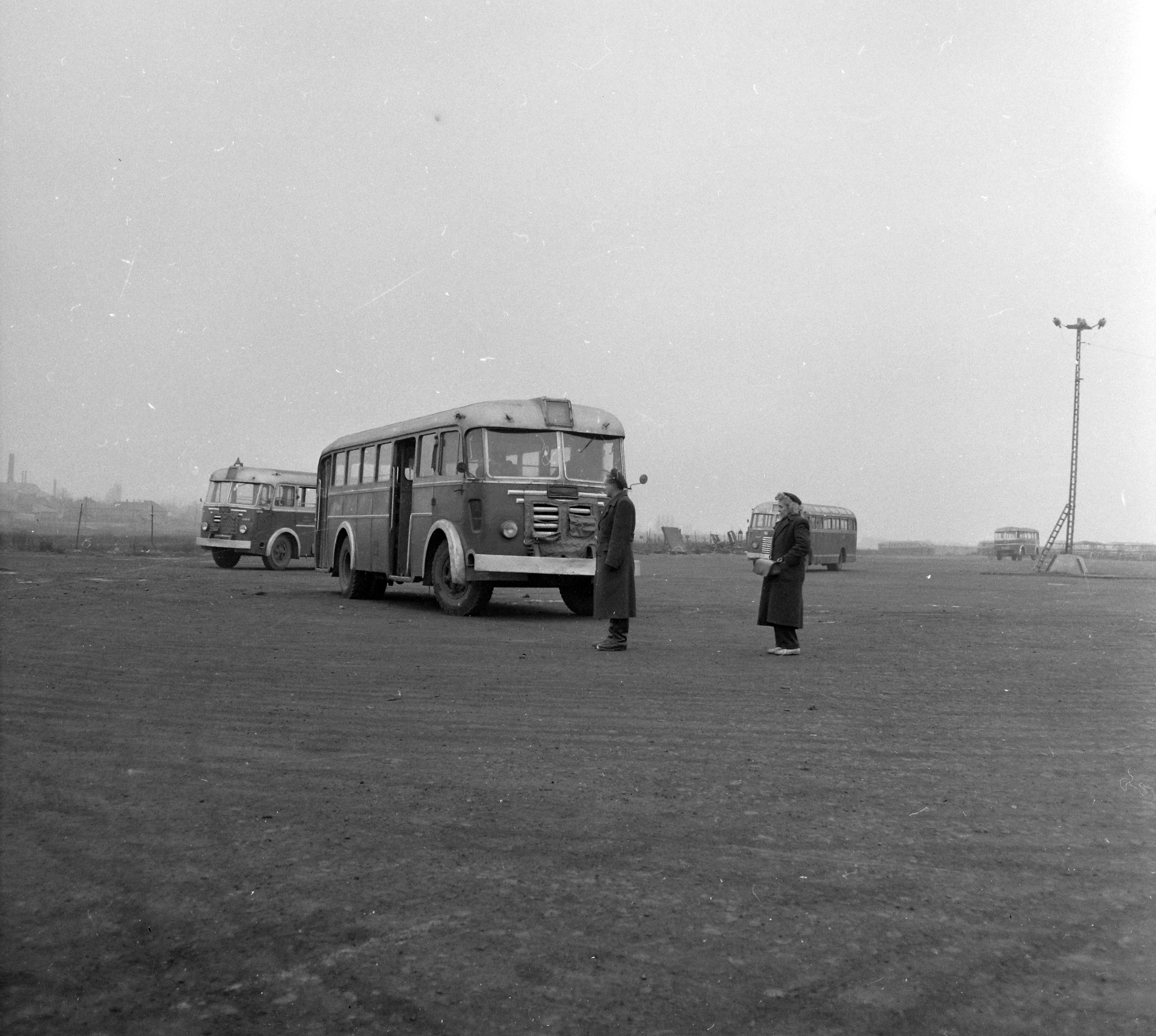
A Kilián tárolóhelye

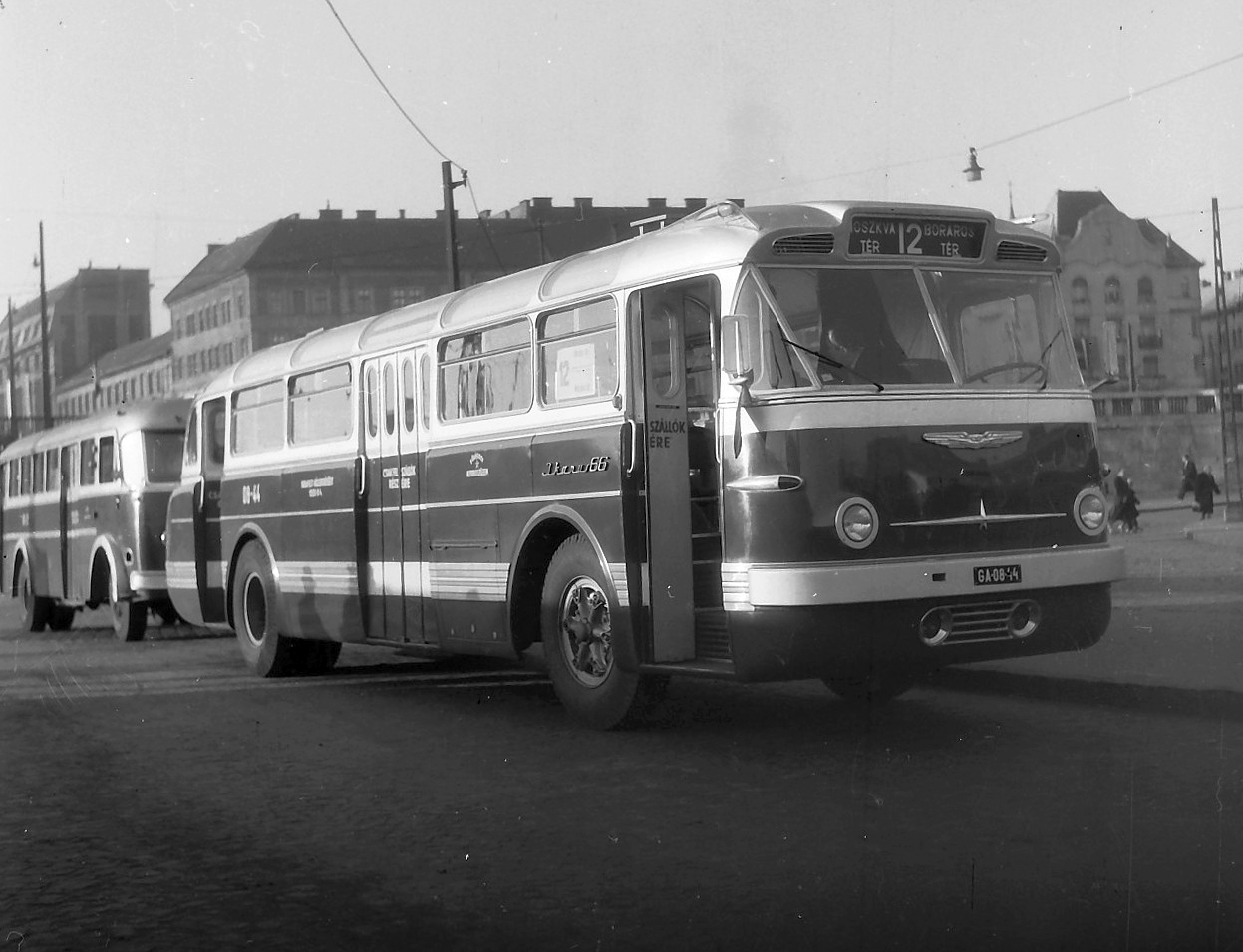
Ikarus 66-os („faros”) a Boráros téren

Az újabb Ikarus 60-asok érkezésével és a Récsei és Fürst garázsok telítettsége miatt újabb telephely építése vált szükségessé. A meglévő garázsokat összesen 360 járművére tervezték, míg a FAÜ már majdnem 800 busszal rendelkezett. Az új garázs helyszínét 1957 végén jelölték ki Óbudán a Pomázi út és a Csillaghegyi út között, azonban az építkezések végül Dél-Pesten, a Fővárosi Köztisztasági Hivatal gépjavító telepén indultak meg, mert ott már rendelkezésre álltak a megfelelő eszközök a járművek karbantartásához, így jelentősen olcsóbban jutott a FAÜ egy újabb garázshoz. A telek azonban meglehetősen rossz állapotban volt, a talaj megsüllyedt, vasúti vágányokat és épületromokat kellett eltávolítani, ennek elvégzéséhez a FAÜ saját dolgozóira is számított.
Az átvett rozsda- és romhalmazt néhány hónap leforgása alatt – a dolgozók lelkes, mintegy 19 000 munkaórát kitévő segítségével – sikerült autóbuszokat tároló karbantartó és üzemeltető teleppé átalakítani.
A kispesti Malinovszkij út (ma Vas Gereben utca) és a Nagykőrösi út sarkán elhelyezkedő új garázst Kilián György kommunista aktivistáról nevezték el, ahonnan az 1958. április 4-i megnyitás után Ikarus 30-as buszokat adtak ki a 33-as, 52-es, 54-es, 54A, 66-os, 69-es és F jelzésű vonalakra. Még ugyanebben az évben megnyílt a „IV-es számú” garázs is a Kossuth Akadémia lovardájának területén a Korányi Sándor utca és a Diószeghy Sámuel utca között. A később Mező Imréről elnevezett belvárosi telephely november 1-jén kezdte működését a 6-os járatra adott kettő darab járművel. Hivatalosan november 7-én adták át, ekkor már 48 darab MÁVAG M5-ös és Tr 5-ös buszokat tároltak itt. Decemberben már innen adták ki a 23-as, a 38-as, a 48-as és a 67-es vonalakat is. Mind a Kilián, mind a Mező garázs kezdeti időszakában csak tárolási feladatokat volt képes ellátni, a járművek javítását a többi helyszínen végezték.

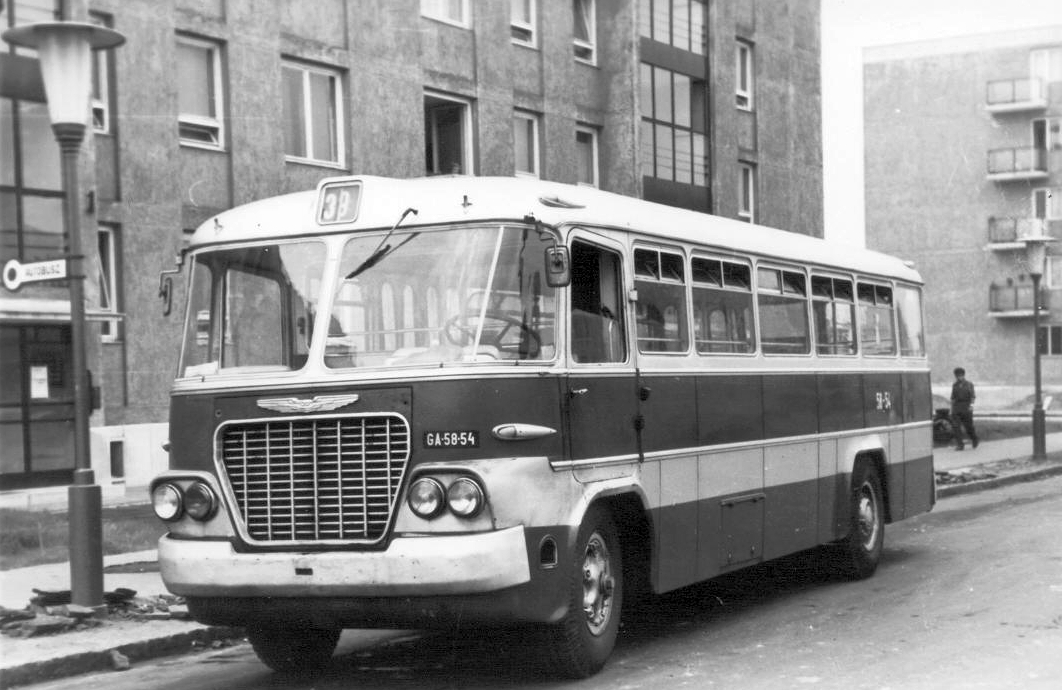
Az új formatervezésű Ikarus 620-as busz a Lobogó utcában

1957-től újra jelentős számú vonalat indítottak, míg másokat meghosszabbítottak, vagy módosítottak. Ekkor indult a megyeri 30-as, a rákoskeresztúri 67-es, a péceli 69-es, a rózsadombi 91-es, vagy a békásmegyeri 92-es busz is. A 19-es az egész belvárost átszelő járattá alakult, míg a 45-ösből (későbbi 12-es) körjáratot csináltak, a Nagykörúton és az Alkotás utcán járt mind a két irányban teljes kört megtéve. 1958 júliusában a budaörsi 40-es és a csepeli 38-as vonalon közlekedő MÁVAG Tr 5-ös és M5-ös buszokon kísérleti jelleggel bevezették az ülőkalauzos rendszert. A kalauz az utolsó ajtónál ült és itt kezelte az utasok jegyét. A kedvező tapasztalatok után minden buszt átalakítottak. 1959 elején az addig önálló főműhelyt a FAÜ-be olvasztották, ezáltal hatékonyabb karbantartást lehetővé téve. Az egyre több vonalon közlekedő autóbuszok ismét egyre zsúfoltabbak voltak, amire újra megoldást kellett találni. A korábban tesztelt, immáron sorozatban érkező új Ikarus 66-os buszok a Nagykörúton is jártak, az utascsere gyorsítása miatt a felszálláshoz a középső ajtót lehetett igénybe venni, ami szerencsétlen kialakítása miatt sokszor vezetett utaslemaradáshoz, így továbbra sem jelenthettek tartós megoldást. 1959 őszén forgalomba álltak az első Ikarus 620-as buszok is, melyek a megszokott járművekhez képest új formatervezéssel készültek. Forgalomba állásuk már szeptember közepén megtörtént, szintén a nagykörúti vonalon. A típus végül annyira bevált, hogy 1970-ig 935 darab állt forgalomba a fővárosban. Év végére a kisebb méretű Ikarus 31-esek is megérkeztek, ezeket a 9-es vonalra adták ki. A zsúfoltságot azonban egyik intézkedés, vagy egyik járműbeszerzés sem tudta érdemben csökkenteni, ezért a FAÜ-nek valami egészen mást kellett kitalálnia. Az Ikarus gyár már fejlesztette a csuklós busz prototípusát, ám még korai fázisban jártak és két éven belül nem tudták megígérni a sorozatgyártást. Rózsa László, Lassú Gábor és Szini Béla – az időközben FAÜ-be olvasztott Sallai Főműhely mérnökei – ekkor előálltak a házilag készített csuklós buszok ötletével. A fejlesztés ideje alatt további pótkocsikkal enyhítették a zsúfoltságot, majd egy Ikarus 60-as és MÁVAG Tr 5-ös buszból elkészült a FAÜ saját csuklós buszának prototípusa, a forgózsámolyhoz a Vörös Csillag Traktorgyár rakodógépeinek golyóskoszorúit használták fel. A FAÜ ITC-600-as típusnevet viselő jármű első útját 1960. november 7-én tette meg az 1-es vonalon, a Hősök tere és a Kosztolányi Dezső tér között. A busz menetdinamikája és fordulékonysága annyira jól sikerült, hogy a FAÜ sorozatgyártásba kezdett és végül 147 darabbal készültek el.
1961-ben Ikarus 620-asokból álló négytengelyes (FAÜ IC-622), 1962-ben egy szintén Ikarus 620-asokból álló háromtengelyes (FAÜ IC-620) busz is elkészült, de ezeket nem követte sorozatgyártás, mert alapvetően a házi csuklósítást ideiglenes megoldásnak tartották és várták az Ikarus csuklós buszát. Házilag így a FAÜ a régebbi, Ikarus 60-as típusú járműveit áldozta fel az új Ikarus 620-asok helyett. A folyamatosan készülő csuklós járművek a 6-os, a 12A, majd a 12-es, a 7-es, a 7C és a 62-es vonalakon váltották a szóló és pótkocsis buszokat. Az új konstrukció sikerét jelzi az is, hogy bérmunkában más társaságoknak is építettek csuklós buszokat, így került Szegedre 1, Pécsre 14, Miskolcra 3, Debrecenbe 10, a MÁVAUT-hoz pedig 8 darab. Legnagyobb megrendelést a Fővárosi Villamosvasúttól (FVV) kapták, 3 év alatt 54 darab csuklós trolibusz váz készült, a villamos berendezéseket az FVV saját műhelyében szerelte be.
Az Ikarustól újabb 620-asok (és a távolsági kivitelű 630-asok) érkezése, illetve az új FAÜ-csuklós járművek megjelenése a budapesti zsúfoltságot olyan mértékben csökkentette, hogy lehetővé vált a korábbi típusok tömeges selejtezése. Ekkor tűntek el az Ikarus 31-es, 66-os, MÁVAG Tr 5-ös, M5-ös buszok és a pótkocsis járművek is. A Tr 5-ösök fogyatkozása miatt a csuklósításhoz új utánfutó donort kellett találni, 1962-től ezért FAÜ IC-660 jelzéssel mind a két részben Ikarus 60-asokból álló csuklósok álltak forgalomba, ebből a típusból végül 170 darab készült el.

#### Fejlesztési törekvések és a BKV megszületése

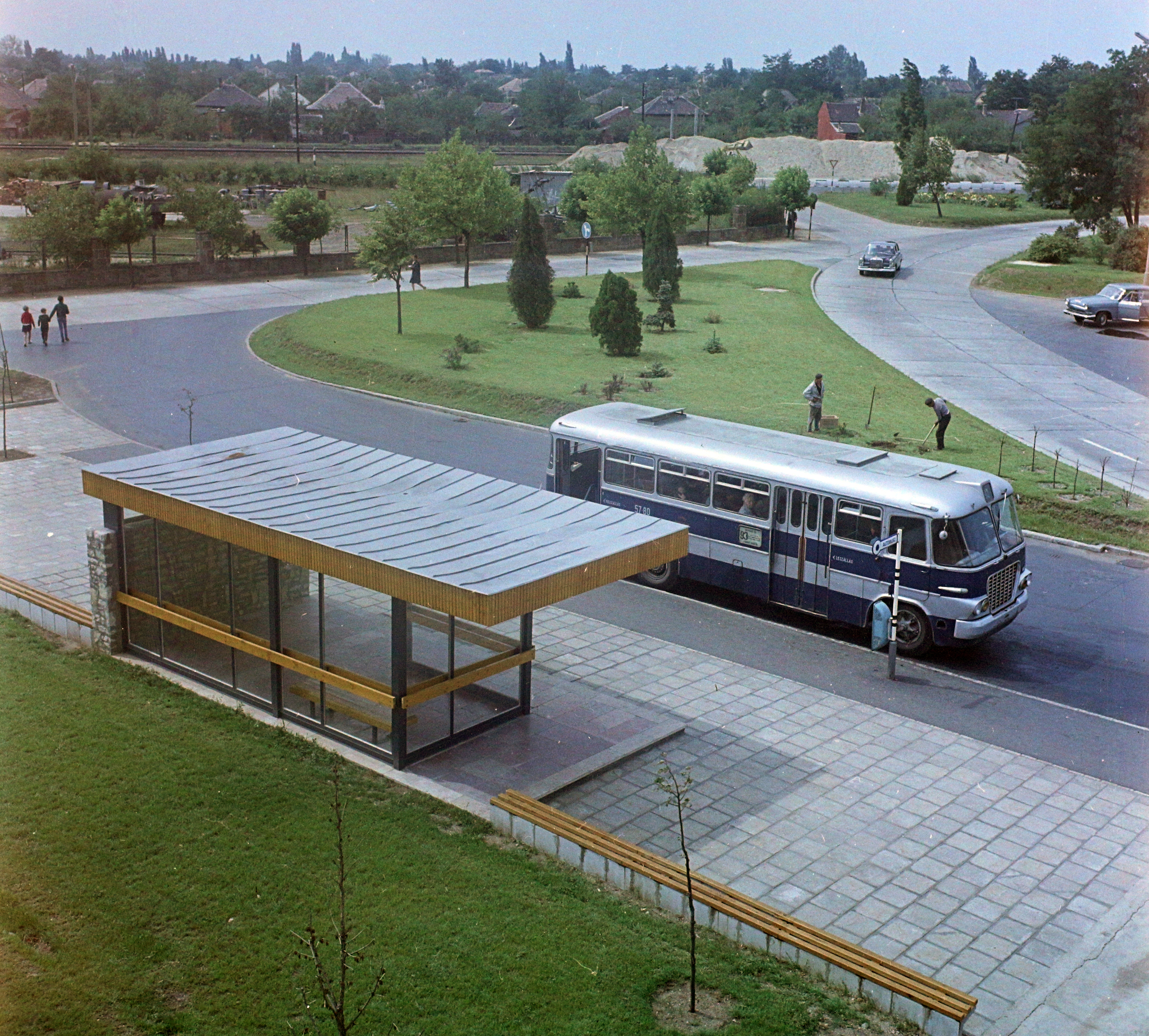
Ikarus 620-as busz a ferihegyi repülőtéren

1959. június 1-jén megpróbálták újra bevezetni a gyorsjárati rendszert, a 135-ös busz a Nagyvárad tér és Pestlőrinc, Béke tér között közlekedett csúcsidőszakokban. Alig két hét múlva Hűvösvölgybe elindult a 156-os járat a Moszkva térről, majd sorban indították el a többi gyorsjáratot is. Költséghatékonyság és az egyenletes járatkövetés biztosítása miatt számos járatot lerövidítettek, illetve módosítottak. Ekkor számozták át az Öv utca és Tétényi út közötti 92-es buszt 7C-re és hosszabbították a Kelenföldi pályaudvarig. 1960. május 1-jén a Malév által üzemeltetett reptéri céljárat is a FAÜ kezelésébe került, 193-as jelzéssel közlekedett a repülőtér és a Dorottya utca között, illetve 93-as jelzéssel alapjárat is indult a Nagyvárad térről Ferihegyre, de teljesen eltérő útvonalon. A repülőtéri gyorsjárat indítása után másfél hónappal, június 6-án súlyos balesetet szenvedett egy Ikarus 60-as busz a vonalon, a ferihegyi gyorsforgalmi út vasúti felüljárójáról a sínekre zuhant. A balesetben tizenhárman életüket vesztették. A megrongálódott járműből egy évvel később az első csuklós trolibusz készült az FVV részére.
További fontos változás volt a 7-es és 7C járatok jelzésének felcserélése 1960 nyarán, így a betétjárat kapta a betűs végződést. A nagykörúti kör 45-ös buszt átszámozták 12-esre, a korábbi 12-es ennek betétjárata maradt 12A jelzéssel.
A menetrend szerinti buszok mellett a FAÜ (külföldi mintára) városnéző járatokat is szeretett volna indítani, ehhez az 1962 elején megérkezett engedély alapján elkezdődött a munka a műhelyben. A célra beszereztek egy lengyel gyártmányú Nysa N59 mikrobuszt, amihez házilag gyártottak két pótkocsit. A mikrobusz a pótkocsik elkészülésééig kisebb forgalmú járatok közlekedésébe is besegített. Május 1-jén a Margitszigeten forgalomba állt városnéző járatként, az ide beosztott kalauzok németül, angolul és oroszul is beszéltek. A szerelvényt később a Városligetbe és a Római-partra is beosztották, amely végül akkora népszerűségre tett szert, hogy 1967-ben Kádár János és Leonyid Brezsnyev is utazott rajta. Ekkor már 8 Nysa busz közlekedett, illetve három darab nyitott tetős Ikarus 620-ast is indítottak a főváros nevezetességei között.
1961. június 15-én életbe lépett az új járatszámozás, ebben rögzítették, hogy az alapjáratok az 1-69 és 90-100 tartományból kerülhetnek ki, a gyorsjáratok 101-199 közötti számot kaphatnak, a betétjáratokat pedig A, B, vagy C jelzéssel kell ellátni. Bevezették az elágazójáratok Y jelzéseit is, a betűjelzéses járatok is viszonylatszámot kaptak, illetve a gyári járatokat a GY betűvel különböztették meg. A gyári járatok 1960-ban indultak meg, jellemzően egy belvárosi csomópont és egyes gyárak (Orion, Ikarus, Vegyiművek, Vasöntöde, Keményfémárugyár, Prés- és Kovácsoltvasárugyár) között közlekedtek műszakváltáskor. Később a csepeli Autógyár, a Keresztúri úti üzemek és az újpesti Pamutgyár is kapott egy saját járatot, ezzel 14 darabra nőtt a gyári járatok száma.
1961 végén és 1962-ben újabb gyorsjáratok indultak, ezeknek többsége inkább hétvégén járt és a kiránduló, vagy kikapcsolódni vágyó utasokat szállították, mint a 121-es és 121Y a Blaha Lujza tér és a János-hegy, illetve Széchenyi-hegy, a 134-es a Kálvin tér és a Római-part, vagy a 165-ös az Akácfa utca és a Fenyőgyöngye között. 1963. január 1-jén a megszűnő törökbálinti HÉV-pótlását is a FAÜ oldotta meg a 140Y jelzésű járattal. Ugyanekkor indult a 140-es gyorsjárat is a Kosztolányi Dezső tér és Törökbálint, Munkácsy Mihály utca között, különleges szállítási feltételekkel, így az áruszállítás engedélyezésével.
A létszámhiány miatt kísérletek történtek a kalauzok kiváltására, először a Hármashatár-hegyi H jelzésű busz közlekedett kalauz nélkül, a jegyeket egy perselybe dobott pénzzel lehetett megvásárolni, amit a buszvezető ellenőrzött. Mivel a jegyeket a hátsó ajtónál lévő kalauzülésnél helyezték el, és akár pénz nélkül is lehetett vonaljegyet szerezni, a rendszer nem vált be. Később a sofőr mellett elhelyezett persellyel próbálkoztak, ám ez az utascserét lassította.

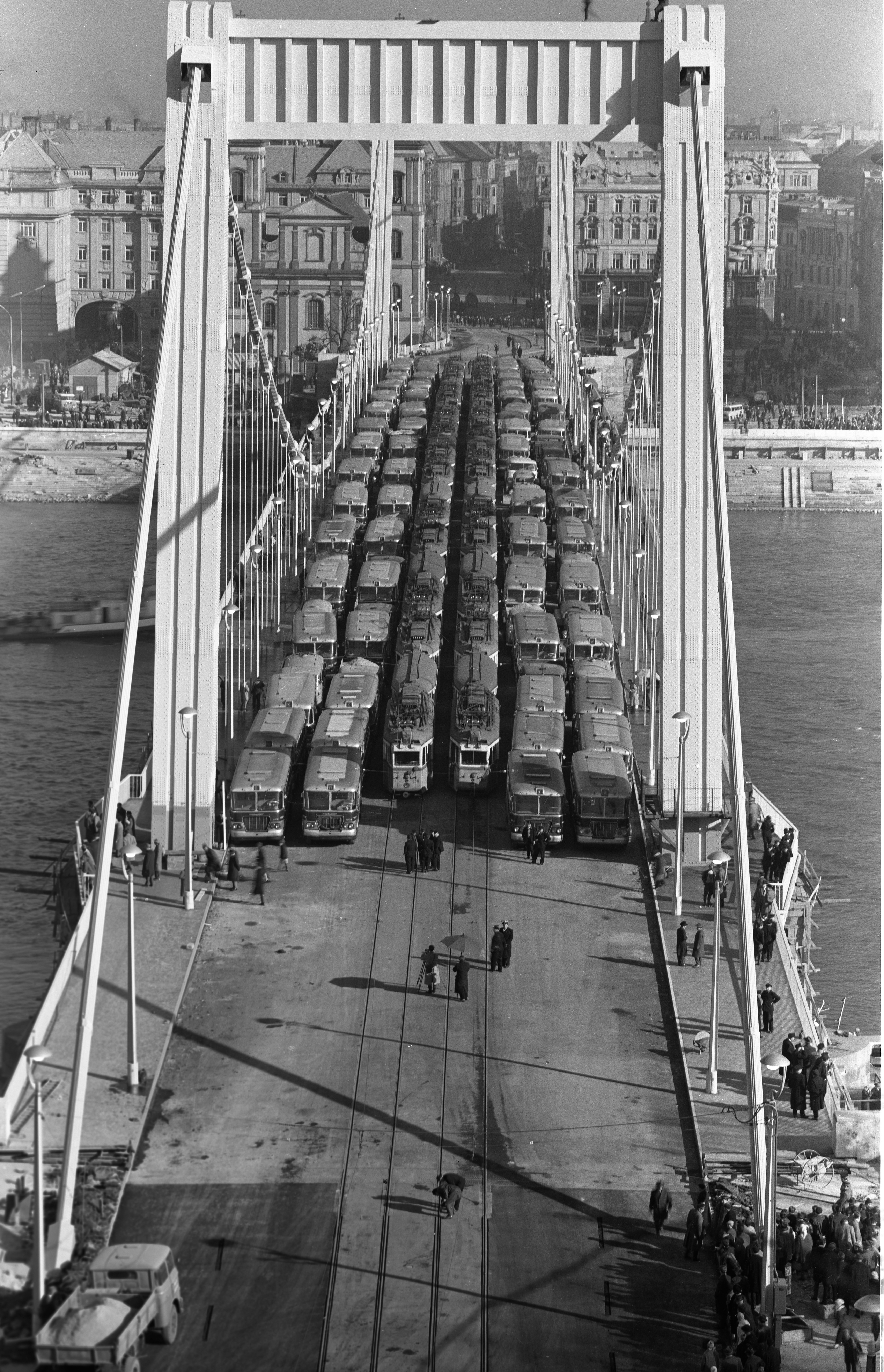
Az Erzsébet híd terheléspróbája Ikarus buszokkal és villamosokkal

A vonalhálózati fejlesztések mellett forgalomirányítási módszereket is tesztelt a FAÜ, mint például az indító ellenőr kiváltása. Ehhez kísérleteztek fotocellás érzékelővel, ipari televízióval, de technikai hiányosságok miatt egyik sem vált be. Kiépítették az URH-hálózaton keresztüli kommunikációt a forgalmi ügyelet, a végállomások és a javító kocsik között, ezáltal hatékonyabban lehetett beavatkozni forgalmi zavar esetén. 1962-ben a buszok megengedett sebességét 50 km/h-ra emelték. A megterhelő, folyamatos kuplunghasználat kiváltására a Járműfejlesztési Intézet által tervezett automata fokozatváltót építették be az Ikarus gyár új, 556-os típusjelű szóló busz prototípusába. A folyamatos meghibásodások miatt viszont a sorozatgyártásra még várni kellett. Az Ikarus az 1961-es Budapesti Helyiipari Vásáron bemutatta az új csuklós buszát, az Ikarus 180-ast, de mivel még megfelelő motort nem találtak hozzá, ezért hónapokig üzemképtelenül állt. A FAÜ az első 180-asokat és szóló változatát, az 556-osokat csak 1964 januárjában állíthatta forgalomba. A sorozatos meghibásodások miatt az új buszok alig közlekedtek, ezért a FAÜ még ekkor is rendelt a korábbi és megbízhatóbb 620-as típusból és folytatta a házilag készített csuklós buszok építését.
1964. november 21-én átadták az újjáépített Erzsébet hidat, a Lánchídról áthelyezték ide a 8-as, a 16-os, a 19-es és 89-es buszokat (és ezek betétjáratait), a Szabadság hídról pedig a 7-es és 7C járatokat. A lakótelepek kiépítésével újabb járatok indultak el, mint a Duna-parti 86-os, a kőbányai 85-ös, vagy a pesterzsébeti 99-es. 1966. június 1-jén újabb változás történt a viszonylatszámozásban, egyes járatok betűjelzést kaptak, míg mások elvesztették azt. Ekkor indult az újpesti 84-es, az Üllői úti 81-es, a pestlőrinci 82-es, illetve a kelenföldi 83-as busz. A gyári járatok is ekkor szűntek meg, a 193-as gyorsjárat pedig a Repülőtéri járat nevet kapta. A változtatásnak szintén viteldíj szempontjából volt jelentősége. Újra napirendre került egy egységes, integrált közlekedési struktúra létrehozása. A növekvő utasforgalom, az egymással versengő vállalatok, lassú és körülményes forgalmi irányítás miatt kiderült, hogy hiba volt a BSZKRT megszüntetése, ezért a háttérben már dolgoztak a Fővárosi Hajózási Vállalat (FHV), a Fővárosi Villamosvasút (FVV), a Fővárosi Autóbuszüzem (FAÜ) és a Budapesti Helyiérdekű Vasút (BHÉV) egyesítésén, melynek első lépése volt egy új viteldíj rendszer kialakítása. A tarifareform a viszonylatszám módosítás után egy hónappal lépett életbe, megszűntek az átszállójegyek, minden közlekedési ágazatra (villamos, trolibusz és HÉV) érvényes bérleteket vezettek be, illetve a villamosjegyek árát csökkentették. Az új, közös vállalat hivatalosan 1968. január 1-jén alakult meg Budapesti Közlekedési Vállalat (BKV) néven. Az ekkor 1228 darabot számláló buszflottával a BKV Autóbusz Üzemigazgatósága foglalkozott.

### A BKV-tól a BKK-ig
1968 végén megindult a házilag épített 113 darab FAÜ csuklós selejtezése, ezzel párhuzamosan 111 darab Ikarus 180-as csuklós busz és 52 darab Ikarus 556-os szóló busz állt forgalomba. A szólószállítmány első fele még a problémás motorokkal érkezett, a későbbiekbe pedig már a megbízhatóbb, ám gyengébb teljesítményű Csepel motorokat épített az Ikarus. A csuklósokba a gyenge teljesítmény miatt erősebb motort kellett találni, amihez a MAN licenc alatt gyártott motor jelentett megoldást, amiket a korábban érkezőkbe is beépítettek. 1969-ben megszűnt az ülőkalauzos rendszer is, a járműveket lyukasztókészülékekkel látták el, ezzel felgyorsult az utascsere, az új ülések beszerelésével pedig a befogadóképesség megnőtt. 1970. január 14-én új telephelyet nyitottak meg Óbudán, a korábban már erre a célra kijelölt területen, ezzel a garázsok zsúfoltsága is csökkenhetett.

#### Hálózatátalakítások és a 200-asok megjelenése
1970. április 2-án átadták a M2-es metrót a Fehér út és a Deák tér között, a környező autóbuszjáratok útvonala jelentősen megváltozott. Fő feladatuk a metróra való ráhordás lett, ezért az Örs vezér terén autóbusz-végállomásokat alakítottak ki. Az északi részről a zuglói, cinkotai és rákosszentmihályi, a déli részről pedig a rákoskeresztúri és kőbányai buszok indultak. A terület közelében azonban nem volt autóbuszgarázs, ezért megindult a mai Cinkotai buszgarázs építése a Bökényföldi út és a Cinkotai út között. Az építkezések végül több mint négy évig tartottak és csak 1975 decemberében vehették használatba. A járműállomány közben az újabb adag Ikarus 180-as átadásával növekedett, amikor 1971 karácsonya előtt az Ikarus ünnepélyes keretek között adta át próbaüzemre a gyár két legújabb fejlesztését, az Ikarus 260-as szóló és az Ikarus 280-as csuklós buszt.

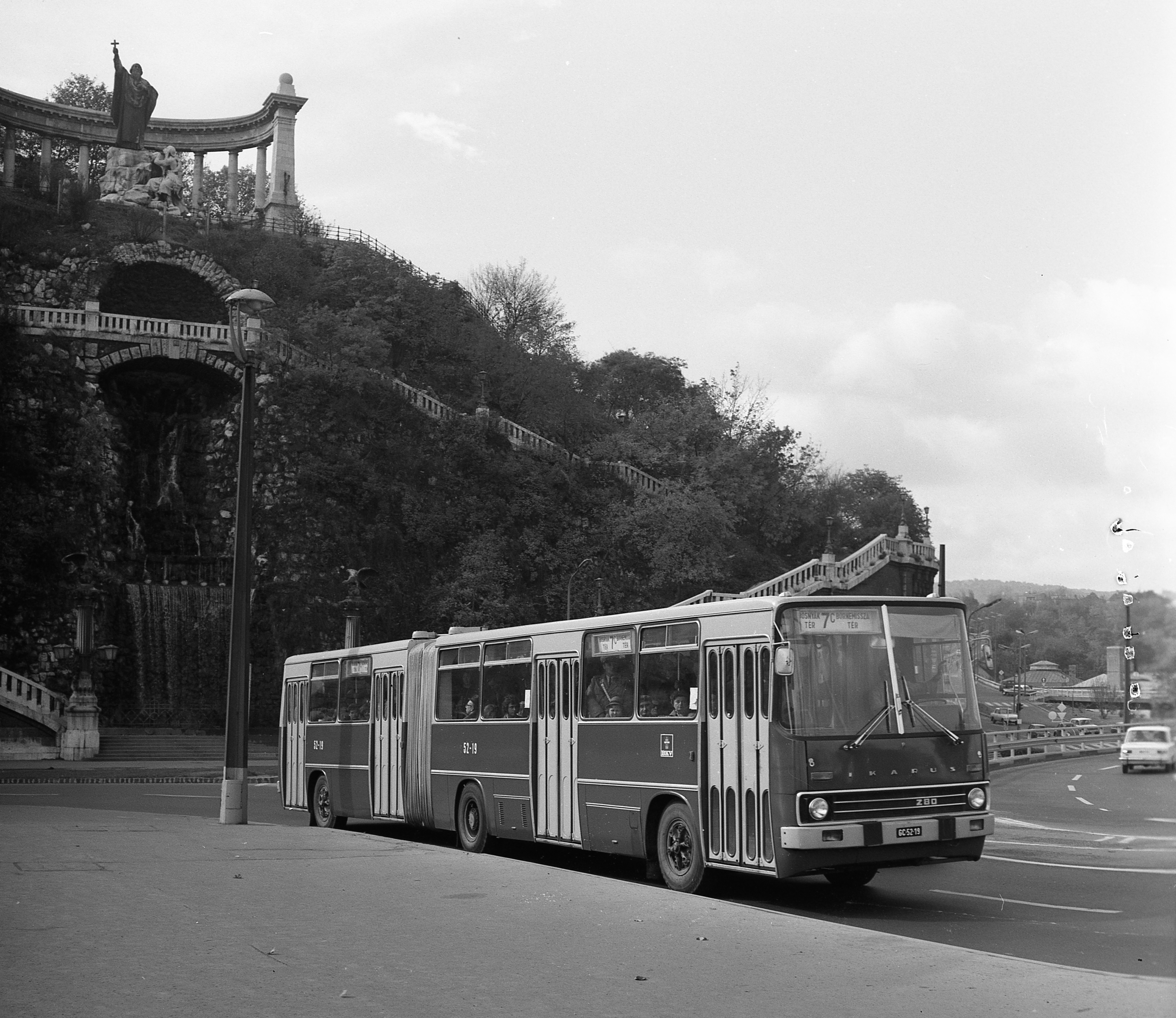
Első szériás Ikarus 280-as a 7C vonalon az Erzsébet híd budai hídfőjénél 1975-ben

A 200-as széria első BKV-s példányai december 22-én álltak forgalomba: a 260-as a 144-es vonalon, a 280-as pedig a 107-es vonalon közlekedett. A mintegy egyéves próbaüzem alatt az új járművek jó benyomást tettek az üzemeltetőre, a sofőrökre és az utasokra egyaránt, ezzel megalapozva az Ikarus gyár két legsikeresebb autóbuszának budapesti pályafutását. Az addig szokatlan kialakításnak köszönhetően az álló utasok is jobban kiláttak, hamar „panorámabuszoknak” kezdték hívni az új buszokat. A gyors utasáramlást a szélesebb harmonikaajtók biztosították, a sofőrök munkáját az automata nyomatékváltó és a hidraulikus szervokormány segítette. A számos műszaki újítás és az önhordó karosszéria pedig rendkívül könnyű és olcsó szervizelést jelentett a vállalatnak. A sikeres próbaüzem után a BKV-hoz 1972 decemberében érkezett meg az első 20 darab szóló 260-as, majd 1973 augusztusában a 38 darab csuklós 280-as. A típus sikerét jelzi, hogy a BKV összesen 2393 darab Ikarus 260-ast és 1697 darab Ikarus 280-as buszt üzemeltetett.
1972. december 22-én átadták a 2-es metró újabb szakaszát a Déli pályaudvar és a Deák tér között, mellyel párhuzamosan megszűnt a Rákóczi úton a villamosközlekedés, helyét a 7-es buszcsalád vette át. Az új Batthyány téri metróállomásnál buszvégállomás épült, ahova a 11-es, a 39-es és a 60-as buszokat helyezték át.
1973. április 2-án elindult 156E jelzéssel Budapest első expresszjárata a Moszkva tér és Hűvösvölgy között. Az expresszjárati rendszer lényege a belvárostól messze lévő területek gyors metrókapcsolatának, vagy nagyobb közlekedési csomópont elérésének megteremtése volt, a két végállomás között a járatok egyik megállóban sem álltak meg. Ugyanilyen koncepcióval indult el a következő hónapokban a 154E Pestimre és a Boráros tér, a 173E Újpalota és a Keleti pályaudvar, a 161E Rákoskeresztúr és az Örs vezér tere, a 120E Újpest és a Hősök tere, illetve 141E jelzéssel Őrmező és a Kosztolányi Dezső tér között.
1974. május 6-án a korábbi ideiglenes V jelzésű busz helyett elindult a 100-as busz az Örs vezér tere és a Hungexpo között a Budapesti Nemzetközi Vásár átköltözésével összefüggésben.

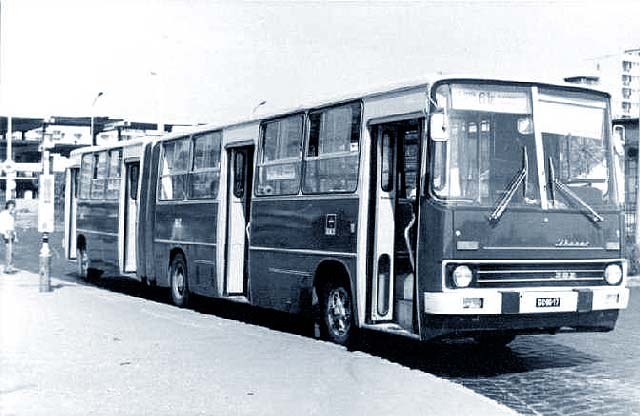
Az Ikarus 280-as busznál másfél méterrel hosszabb Ikarus 282-es busz prototípusát 1977-ben kezdte el tesztelni a BKV, ám a gyár rövidesen visszakérte egy hiba miatt. Nyáron újra birtokba vehette a BKV, majd 2 év múlva további öt darabot vásároltak és többnyire a vonalon járatták. Az utolsó kocsit 1989-ben selejtezték. Annak ellenére, hogy viszonylag sok ideig közlekedett, nem szereztek jó benyomásokat a típusról. Hiába rendelkezett erős motorral, a hossza miatt így is lomha mozgású volt.

1975-ben kezdődött a Budavári sikló felújítása, pótlására a BKV „V” jelzésű pótlóbuszt indított. A vonalra 5 darab sötétpiros-fehér színű Ikarus 211-es midibuszt szereztek be. A felújítás 1985-ös befejezésével a típus budapesti pályafutása is véget ért.
1975. december 15-én hosszú építkezések után elkészült a Cinkotai buszgarázs, amit Ikarus 260-asokkal és 280-asokkal töltöttek fel és a környék autóbuszvonalait szolgálták ki, így jelentősen csökkentek a garázsmeneti számok. Ekkor a többi garázsban már jelentős selejtezések történtek, a folyamatosan érkező új Ikarusok mellett lehetőség volt a régi járművek kivonására, például 1975 decemberében sikerült az utolsó FAÜ csuklóst is leállítani. Az Ikarus olyan ütemben termelte a 260-asokat és 280-asokat, hogy a 180-asok, az 556-osok és a 620-asok is fogyatkozni kezdtek, sőt az első szériás 200-asok selejtezése is megtörtént.
1976. december 31-én átadták a 3-as metró első szakaszát a Nagyvárad tér és a Deák tér között, ennek eredményeképpen másnap a buszközlekedés eddigi legjelentősebb változását ismerhették meg az utasok. Azon túl, hogy a metró környékén jelentősen megváltozott a buszjáratok útvonala, új számozási koncepciót is bevezettek. A korábbi időszakban az alapjáratok kapták az 1–99 közötti számokat, a betétjáratok A, B és C, az alapjárattól kissé eltérő járatok (ún. elágazójáratok) pedig az Y betűjelzést viselték a szám mögött. A gyorsjáratok a 101–199 közötti számtartományba tartoztak, jelzésük pont százzal volt nagyobb az alapjáraténál, az expresszjáratok pedig ezen felül egy E betűt is tartalmaztak. Az alapjárattól az is megkülönböztette őket, hogy a buszok tábláira pirossal fújták rá a viszonylatjelzést és a végállomásokat. Az új számozási rendszer bevezetésével szinte minden járat módosult valamilyen mértékben, az alapjáratok immár az 1–199 tartományba kerültek, a gyorsjáratok az alapjárattal megegyező, de piros számot kaptak, melyet egy szintén piros keret vett körül. Az expresszjáratok megtartották E betűs jelzésüket, de ezentúl szintén piros színnel jártak. A betétjáratok jelzése többnyire változatlan maradt, de lényegesen kevesebb B és C jelzésű járat maradt. Az elágazójáratok az Y jelzés helyett az alapjárattól százzal nagyobb számot kapták.
| Régi jelzés | Új jelzés |
| ----------- | --------- |
| 107         | 7         |
| 41Y         | 141       |

1977-ben lecserélték a Nysa városnéző szerelvényeket is, a Margit-szigeti sétajáratot UAZ teherautóból átalakított járművekkel oldották meg, melyek azóta is közlekednek a szigeten és a Városligetben.

#### Homogén járműállomány

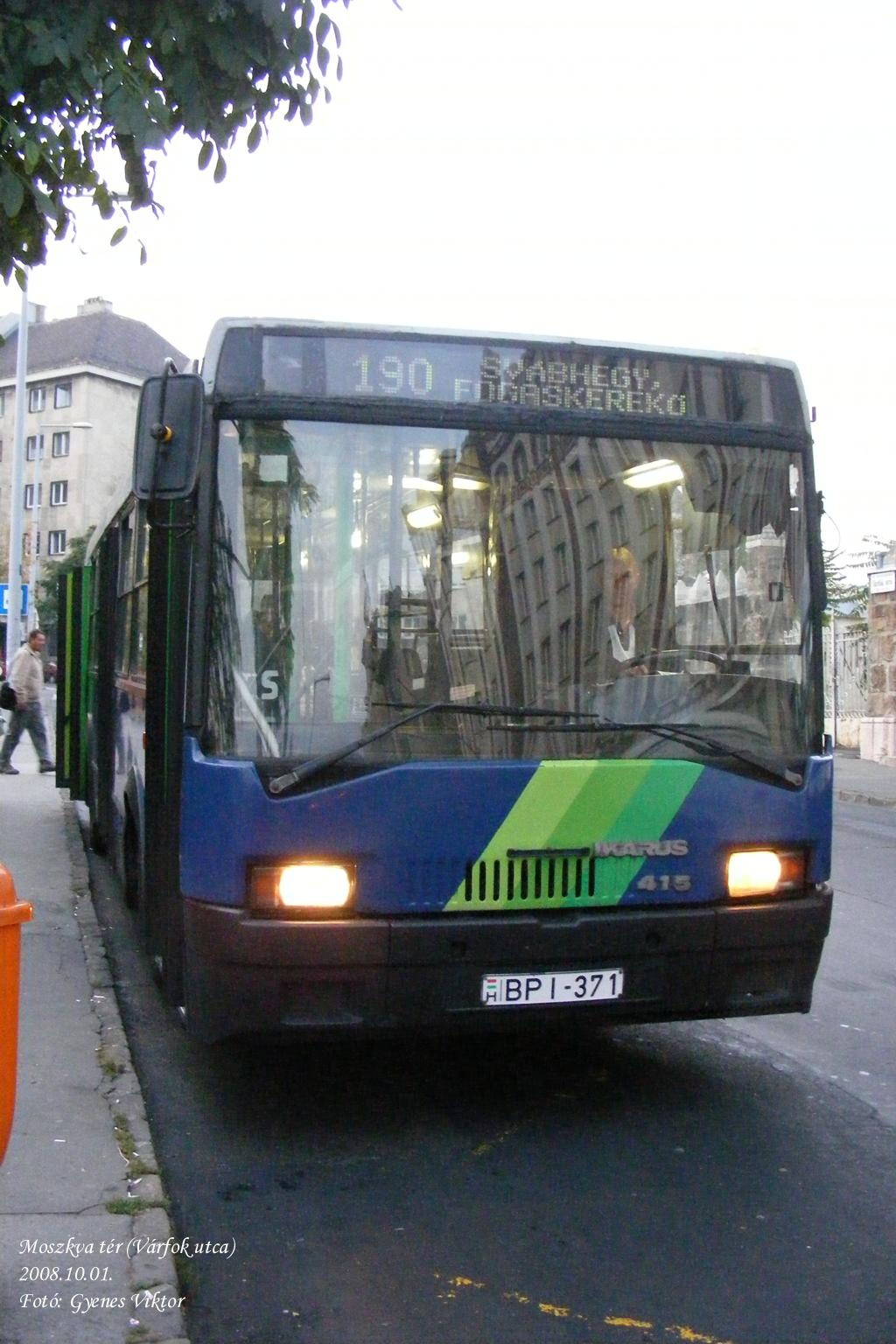
Egy 1988-as gyártású 415-ös a 190-es vonalon

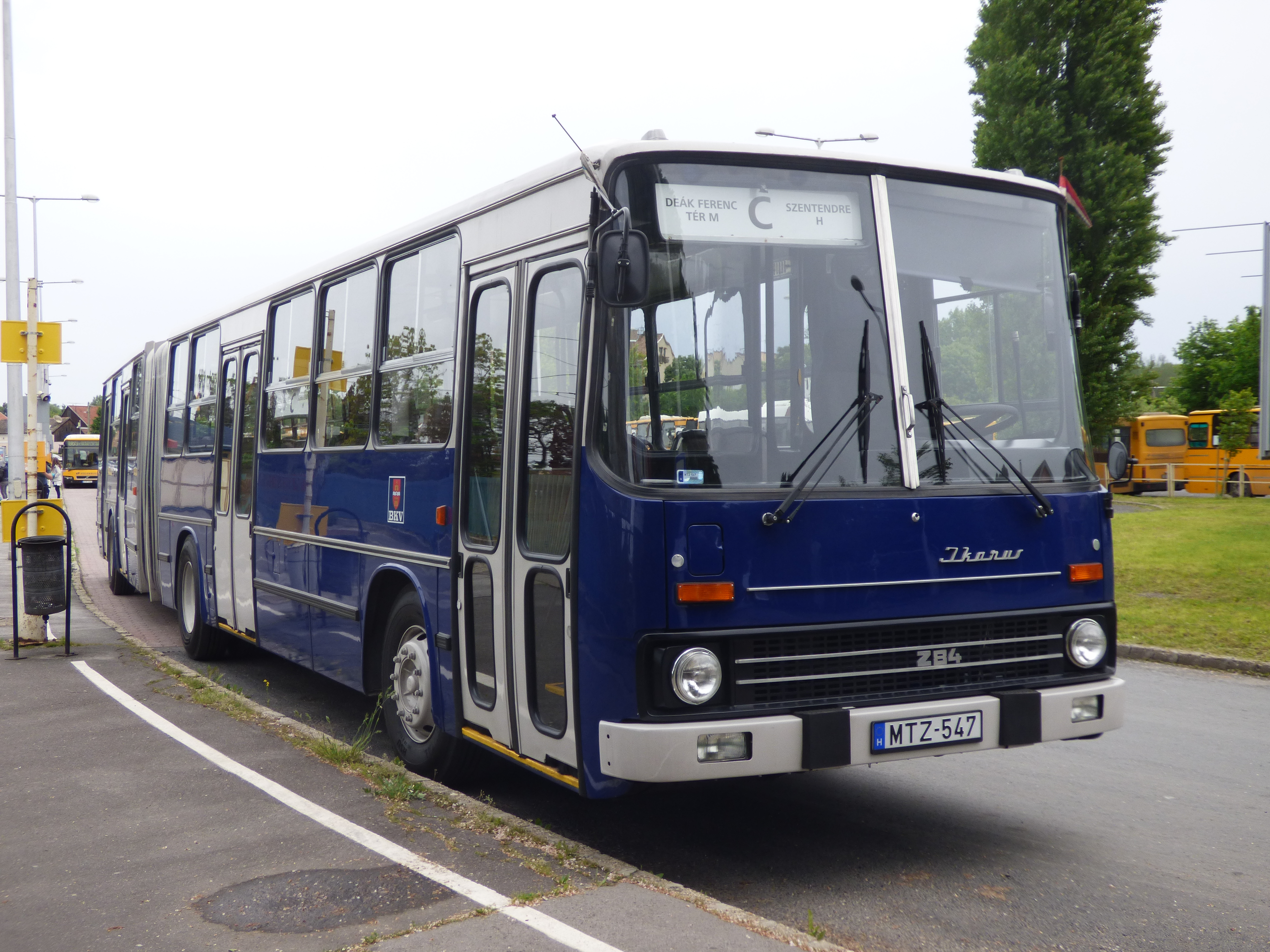
A BKV nosztalgia Ikarus 284-ese

1979 nyarán a BKV próbaüzemre átvette az Ikarus 190-es, nyugatnémet szabvány szerint készült városi autóbuszt és többnyire a 76-os vonalon járatták. A BKV végül nem kért a típusból, mert a 260-asnál jóval drágább volt és a kevés ajtóval sem voltak megelégedve. Újabb 260-as beszerzésről született döntés, így már télen megérkezett a típusból az ezredik darab. 1980-ban a régi szemafor alakú megállótáblákat a BKV elkezdte kicserélni a KRESZ szerint alapértelmezett változatúra.
1980. március 29-én a 3-as metró Nagyvárad tér és Kőbánya-Kispest közötti szakaszát is átadták, a buszok feladata így ebben a térségben is a metróra való ráhordás lett. A Nagyvárad téri buszvégállomás megszűnt (csak a 89-es maradt itt), helyette Kőbánya-Kispesten és a Határ útnál alakítottak ki új végállomásokat. Átszervezték a kőbányai és a kispesti vonalakat is, végállomásukat a metróállomásokhoz helyezve. 93-as jelzéssel új gyorsjárat is indult a ferihegyi repülőtérhez.
Ezzel egy időben jelentős 556-os és 180-as selejtezések történtek, az utolsó 556-ost és 180-ast 1981 januárjában vonták ki a forgalomból, ezzel a lépéssel pedig a teljes autóbusz-állomány csak az Ikarus 200-as típusokból állt. Budapest történetében így először fordult elő, hogy csak azonos típuscsaládú autóbuszok közlekedtek, ezek a midi Ikarus 211-es, a szóló 260-as és a csuklós 280-as és 282-es. Ez az állapot az Ikarus 415-ös 1985-ös érkezéséig maradt fenn.
Felmerült újabb garázs építése Rákospalotán, ezzel egy időben pedig a belvárosi Récsei és Mező garázsok megszüntetése, de pénzhiány miatt erre végül nem került sor. 1981-től a buszok egy részébe a Knorr-Bremse által gyártott utasszámmérő berendezéseket szereltek, melyek még a 2010-es évek elején is használatban voltak. A 3-as metró 1981 végén újabb szakaszon, az Élmunkás tér és a Deák tér közötti szakaszon is elindult, a belvárost átszelő járatokat a Marx térig, a Váci úti buszokat pedig az Élmunkás térig vágták vissza. A metró 1984 novemberétől már az Árpád hídig (ma Göncz Árpád városközpont) járt, ekkor a környék járatait az Árpád hídi buszvégállomásra helyezték át. A város más területein is szükség volt új buszvégállomások kialakítására az egyre sűrűbben közlekedő buszvonalak kiszolgálása miatt, ekkor adták át az óbudai Bogdáni útnál és a kőbányai Liget térnél lévő létesítményeket.
1982-ben az alapjáratok mellett idényjárat jelleggel ideiglenes járatok is indultak. T1-es, T2-es, T3-as és T4-es jelzésekkel úgynevezett telkes járatokat vezettek be Solymárra és Nagykovácsiba a Moszkva térről, Törökbálintra a Deák térről és Diósdra a Móricz Zsigmond körtérről. Ezek nyári hétvégéken közlekedtek – délelőtt kifelé, délután pedig a belváros felé –, és külön díjszabás volt érvényben. Ugyancsak ekkor indultak a strandjáratok S1-es, S2-es, S3-as és S4-es jelzésekkel a Csepeli strandfürdőhöz, a Szabadság strandfürdőhöz és a Pünkösdfürdőhöz. A telkes járatokhoz hasonlóan itt is külön jegyet kellett váltani és csak nyári hétvégéken jártak. A strandjáratok csak egy évig jártak, a telkes járatok viszont csak 1989-ben szűntek meg. Különjáratok télen is üzemeltek, mint a SÍ jelzésű járat a Batthyány tér és a Normafa között síelésre alkalmas hóviszonyok alatt hétvégéken. 1982 végére az Ikarus 260-as típusból már 1035 darabbal rendelkezett a BKV, egy típusból ekkora mennyiségű autóbusz korábban és azóta sem járt egyszerre Budapesten.

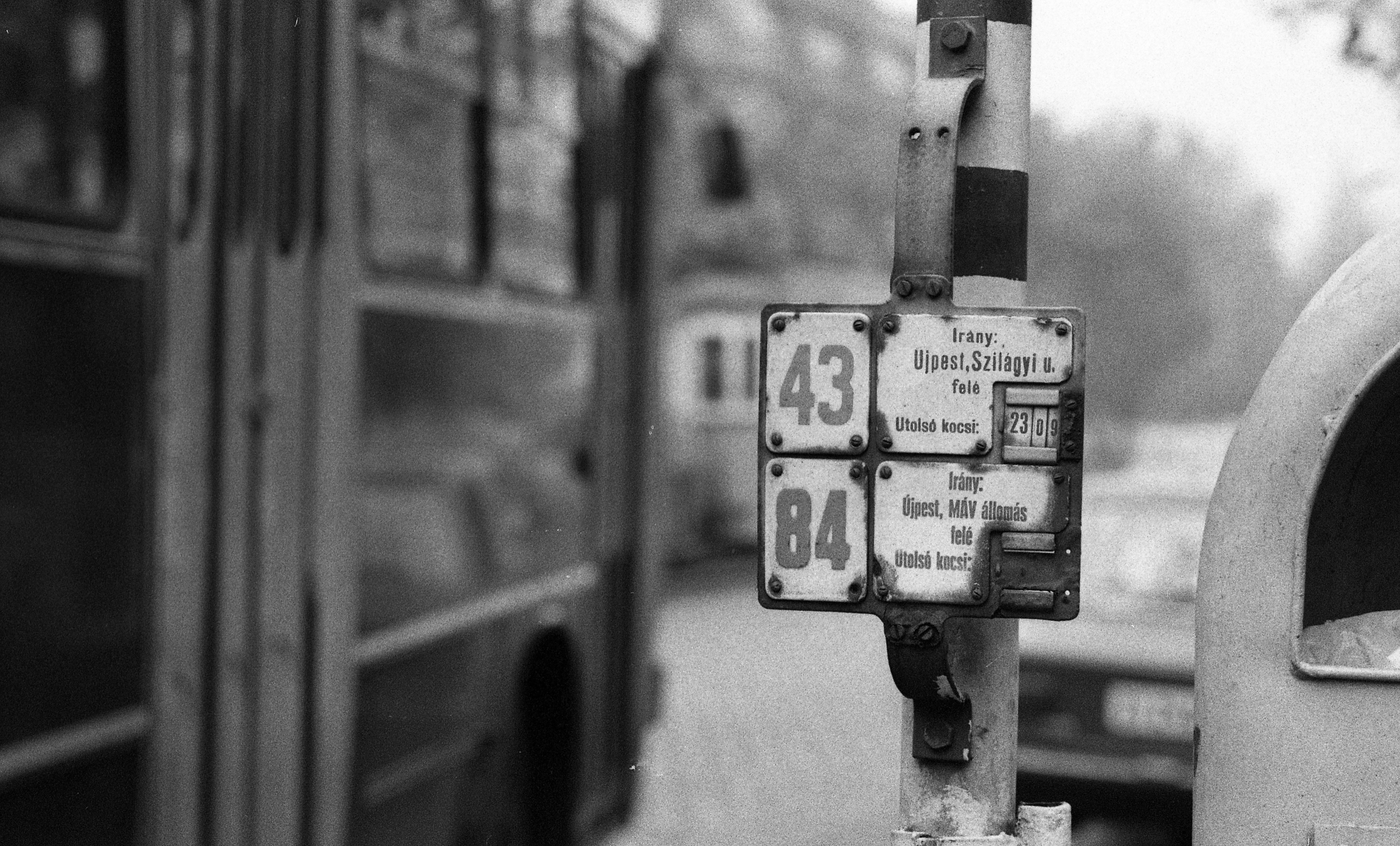
Kezdetleges utastájékoztatás 1976-ból

1983. szeptember 28-án átadták az új Kilián garázst a régi szomszédságában (a Nagykőrösi út és a Méta utca sarkánál), így már alkalmassá vált a korszerű Ikarus buszok üzemeltetésére.
1984. október 1-jén fontos változás történt, kísérleti jelleggel bevezették a Kolosy téri járatokon az előre meghirdetett menetrend szerinti közlekedést. Korábban csak az első és utolsó kocsi indulását, illetve a járatsűrűséget tüntették fel a megállóhelyeken. A csomóponti tartalékot is ekkor kezdték használni, ez forgalmi zavar, vagy járműhiba miatt állt forgalomba a kieső busz helyett, esetleg sűrítő funkciót töltött be, hogy a kihirdetett menetrendet minél pontosabban sikerüljön tartani.
1985. május 1-jén megszüntették a betűjelzéses járatok díjszabási korlátozásait, így a budavári V, a hármashatár-hegyi H és a János-hegyi J buszokon a normál vonaljegyekkel és bérletekkel lehetett utazni, jelzésüket pedig 116-osra, 129-esre és 190-esre változtatták. 1985. november 1-jén a 93-as repülőtéri járatot meghosszabbították az új 2-es terminálig.

#### Érkezik a 400-as széria
1985. április 19-én próbaüzemben forgalomba állt az első Ikarus 415-ös típusú szóló busz, majd novemberben egy tolócsuklós Ikarus 284-es is. Utóbbi típust 1981-ben fejlesztette ki az Ikarus, mely több szempontból is úttörő járműnek számított. A becsuklásgátló beépítése lehetőséget adott az ún. „tolócsuklós” autóbuszok építésének, ennek lényege a busz hátuljában elhelyezett motor. A konstrukció eredményeképpen a padlószint is jelentősen alacsonyabbra került. A BKV-nak átadott tesztpéldány 1985. november 25-étől a 7A vonalon járt, ám 1987 elején visszakerült az Ikarushoz. A típus 2006-ban tért vissza Budapestre, a dél-budai villamospótlásokkal és a Szabadság híd felújításával összefüggésben a BKV alvállalkozója, a VT-Transman állított forgalomba egy korábban Pécsett szolgált autóbuszt. 2007 nyarán, az eredeti forgalmi rend visszaállításával egy időben a járművet is kivonták a forgalomból. Ez a példány 2015-ben a BKV-hoz került, ahol felújítást kapott és a nosztalgiaflotta része lett.
Az Ikarus hiába állt elő a 400-asokkal, a BKV azonban továbbra is a 260-asokat és 280-asokat vásárolta nagy számban a bevált technika és az olcsóbb szervizelés miatt. 1986-ban befejeződött a Budavári sikló felújítása, a pótlójáraton addig közlekedő Ikarus 211-es midibuszokat a BKV selejtezte, majd 1987 nyarán megérkezett az Ikarus 415-ös 10 darabos nullszériája. Megjelenésükben és kialakításukban is különböztek a korábbi buszoktól – a 415-ösök rendelkeztek először külső ajtónyitó gombokkal – ám üzemeltetési problémák miatt nem érhették el a 260-ast megközelítő darabszámot sem.

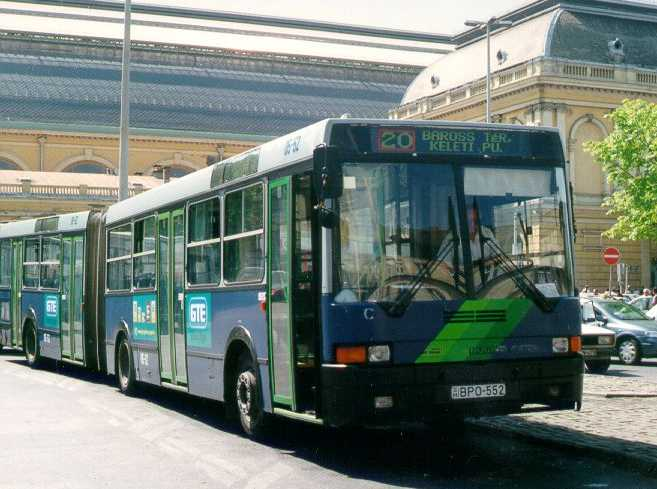
Ikarus 435

Az 1986-os a Budapesti Nemzetközi Vásáron bemutatkozott az Ikarus 284-es alapján készült Ikarus 435-ös csuklós busz a 100-as vonalon, rendes próbafutásait azonban a 284-es tesztelése alatt gyűjtött tapasztalatok miatt csak 1988 tavaszán kezdte meg. Az egyéves tesztelés után a BKV 1993-tól vásárolta sorozatban, összesen 172 darabot. A típus volt Budapest első huzamosabb ideig használt tolócsuklós autóbusza. Az 1988-as BNV-re is egy újdonsággal készült az Ikarus, a duplacsuklós, négytengelyes Ikarus 293-as típust utána a BKV tesztelte a fővárosi utakon. A méretei miatt nehezen volt irányítható, ezért utasforgalmi tesztig már nem jutottak el vele. Közben tovább folytak a beszerzések, az újabb 260-as, 280-as és 415-ös buszokkal 1988 végén a BKV 1871 darab autóbusszal rendelkezett, mely azóta is a legmagasabb járműállomány a budapesti buszszolgáltatókat tekintve.

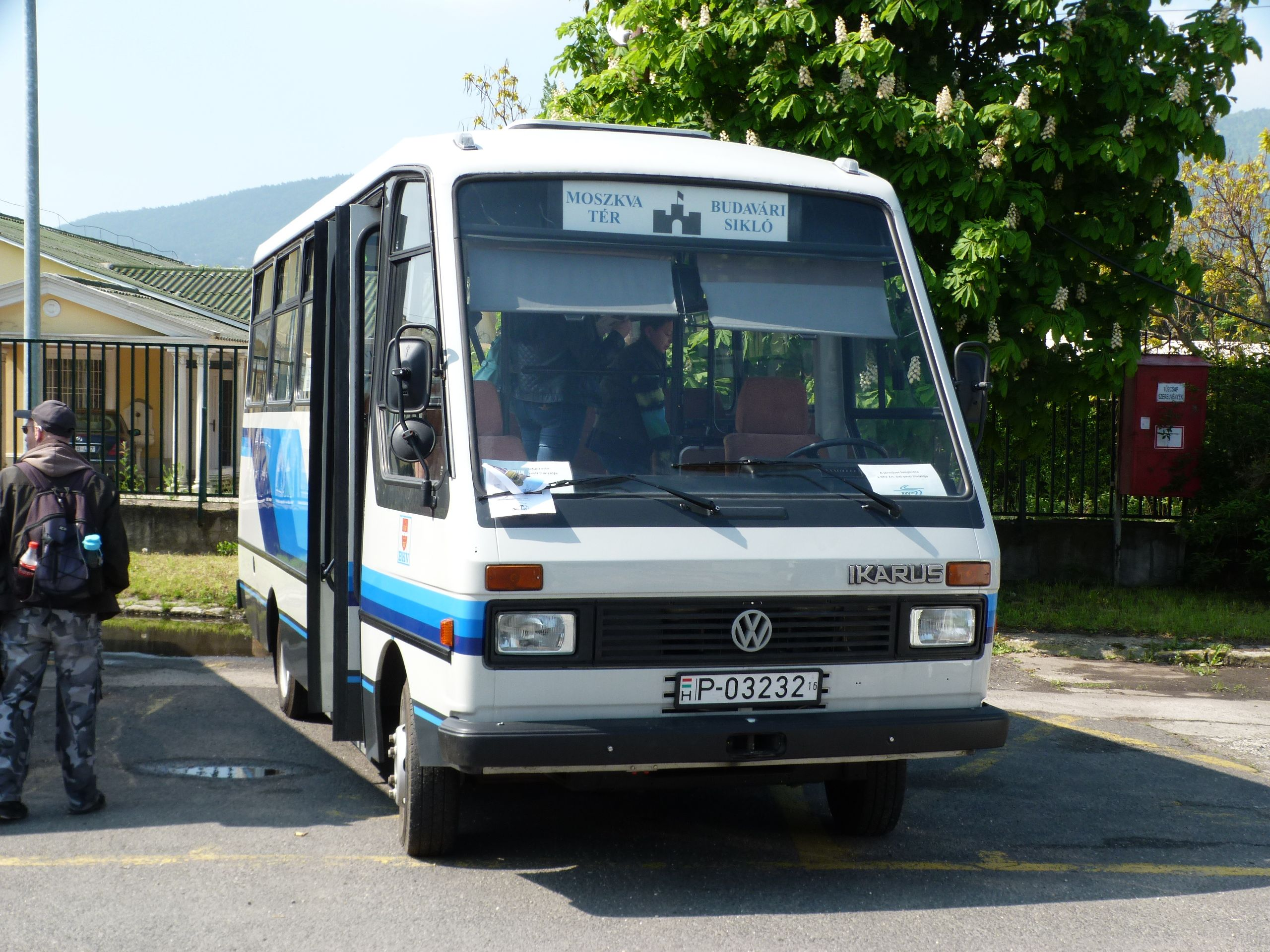
Ikarus 521

1989. március 1-jén módosult a budavári buszközlekedés, a megterhelt utak miatt kisebb befogadóképességű járművekre volt szükség, ehhez a BKV 16 darab Volkswagen-Ikarus 521 típusú járművet szerzett be és ezekkel indította el az új Várbuszt. A 16-os buszt a Deák tér és a Dísz tér között, a szerpentinen keresztül vezették.
1989. szeptember 1-jén 57 év után megszűnt az autóbusz-közlekedés a Nagykörúton a folyamatos dugók miatt, a 12-es busz csak a Moszkva tér és a Boráros tér között járt, az Alkotás utcát és a Karolina utat érintve.
1990. december 14-én átadták a 3-as metró utolsó szakaszát az Árpád híd és Újpest-Központ között, a metró végállomásánál új intermodális csomópontot alakítottak ki. Az újpesti, angyalföldi és rákospalotai buszjáratok jelentősen módosultak, a legtöbb városrészből közvetlen buszjárat indult a legközelebbi metróállomáshoz. A párhuzamos járatok megszűntek, a Váci úti 43-as busz ritkítva ugyan, de túlélte a metróátadást, végül 1995-ben azt is felszámolták.

#### Öregedő állomány és az ezredforduló

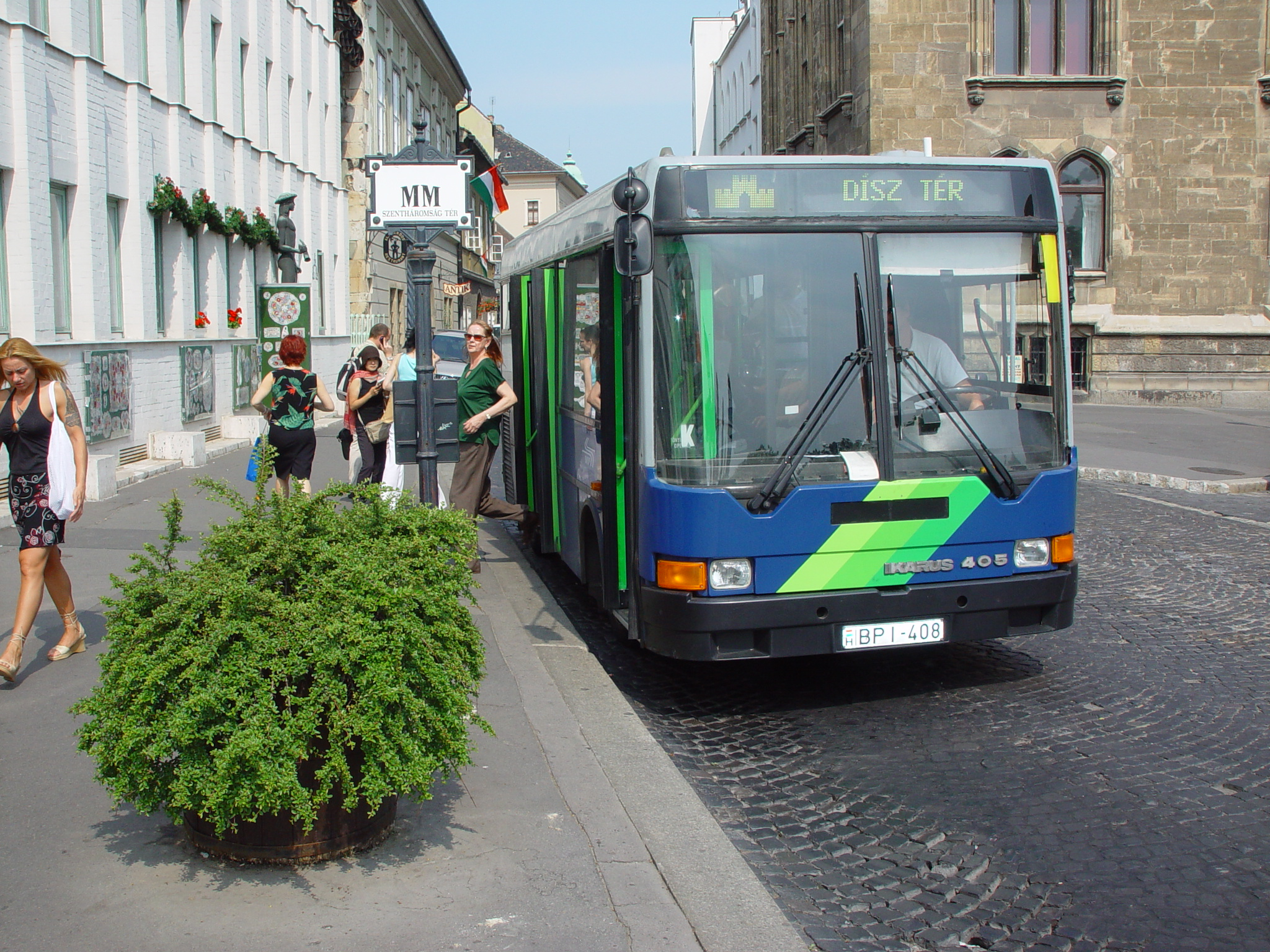
Ikarus 405-ös a Várbusz vonalán

Az 1990-es évek elején az Ikarus a korábbihoz képest jóval kevesebb buszt szállított a BKV-hoz, a selejtezések pedig sorozatosan csökkentek, így a járműállomány átlagéletkora az évek alatt jelentősen megnőtt, a tervezett futásteljesítményét mindegyik autóbusz elérte. A rendszerváltozáskor már jelentős sofőrhiány és kimerülő kassza jellemezte a vállalatot, majd a problémák miatt 1992-ben a főváros saját irányítása alá vette, mellyel némileg sikerült konszolidálni a helyzetet. 1995-ben 92 darab Ikarus 405-ös midibusz állt forgalomba, ebből kettő iránytaxiként, mozgássérültek szállításában vett részt. A buszokat a 16-os, 39-es, 158-as és 191-es vonalakra osztották be, ezzel lehetővé vált a budavári Ikarus 521-esek selejtezése is. A típus hibái hamar jelentkeztek, például a Vihar-hegyen oldalára dőlt egy busz. A gyártó felelősségét elismerte, de gyakorlati lépéseket nem tettek. A BKV később beperelte az Ikarust, amely végül javította a hibákat és az Irisbus Agora egyetlen budapesti példánya is a kártérítés részeként került a BKV-hoz 2003-ban.
1995. március 5-étől a kisföldalatti felújítása miatt az 1-es buszt a BKV ideiglenesen szüneteltette a metrópótló busz miatti párhuzamosságra hivatkozva, viszont a felújítás befejeztével nem indították újra, ezzel Budapest legrégebbi járata megszűnt. Ebben az időszakban számos más járat is megszűnt, főleg a gyorsjáratok és a kisebb forgalmú elágazójáratok.
1996. január 1-jén a BKV részvénytársasággá alakult, majd július 31-én bezárták a Mező garázst, járműállományát a másik öt telephelyen osztották szét. Pár nappal később tesztelésre átvették az Ikarus 411-es típusú kísérleti alacsony padlós buszt, mely végül csak fél évig közlekedett az újpesti 122-es vonalon.
1998 őszén fontos újítás volt a végállomási menetirányítás megszüntetése, a járművezetők azóta is „önindítást” végeznek forgalmi munkalap segítségével. Az egyre jobban elöregedő járműállomány fejlesztését is megpróbálták új eszközökkel elérni, ekkor 50 darab Ikarus 280-as buszt korszerűsített az Ikarus. A járművek piros festéssel, oldalukon 7-173 GYORS felirattal tértek vissza a nagy forgalmú 7-es és 173-as vonalra. Tervben volt a buszok Classic homlokfallal való ellátása is, de a feszített munkatempó miatt erre végül nem maradt idő.
A korszakra és a pénzhiányra jellemző, hogy 1998-ban néhány vonalat BKV Plusz jelzéssel láttak el, itt a követési idő helyett minden menetrendi indulást feltüntettek, a járműveket és a végállomásokat pedig sűrűbben takarították, holott ez minden vonalon elvárható lett volna. Az első BKV Plusz vonalak az újonnan indított belvárosi City-busz, a rákoskeresztúri Keresztúr-busz és a budatétényi Tétény-buszok voltak.

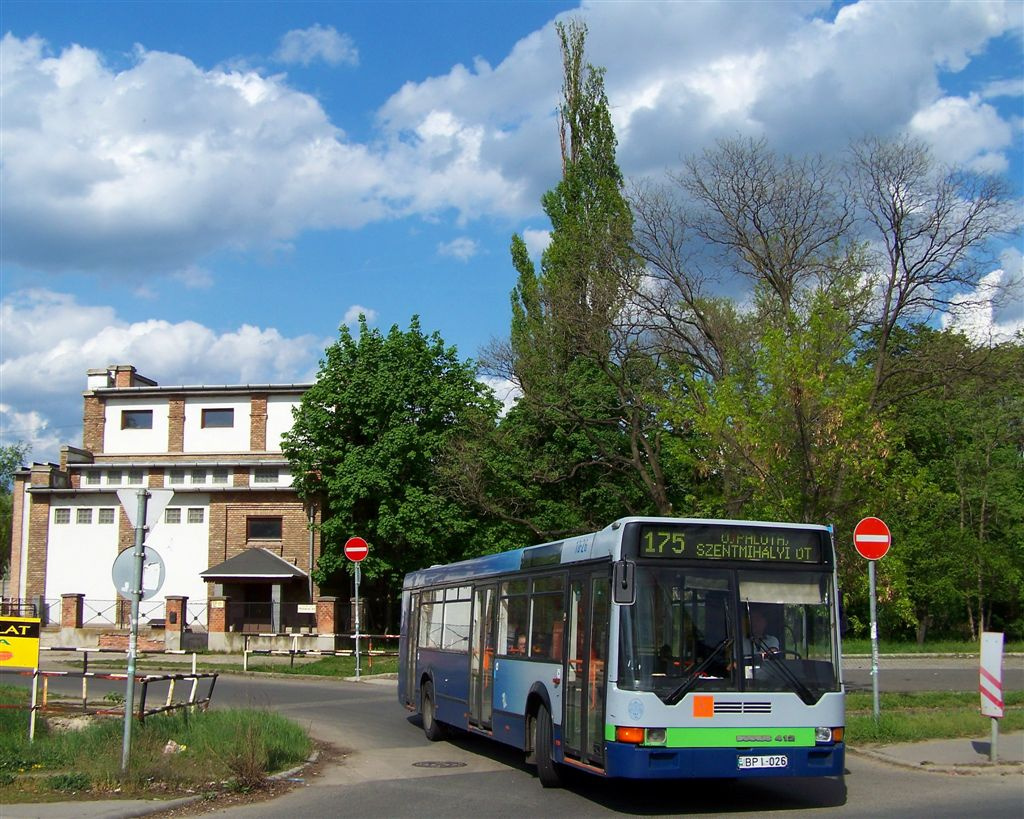
Ikarus 412-es busz

1999 tavaszán világbanki hitel segítségével megérkezett az Ikarus 412-es típus első 60 példánya, melyek Budapest első alacsony padlós autóbuszai voltak. Két éven belül további 50 darab állt forgalomba, illetve további öt érkezett kötbérként a késedelmes szállítás miatt. A buszok a 4-es, az 5-ös, a 12-es, a 15-ös, a 16-os, a 26-os, a 78-as és a 81-es vonalakon kezdtek utasokat szállítani. Ez a típus is sokszor került a hírekbe, főleg tűzesetek miatt.
Nyáron átadásra került az új intermodális hűvösvölgyi végállomás, mellyel együtt megszűnt az 56-os és az 56E busz, helyettük 56-os jelzéssel indult új gyorsjárat a Moszkva térre. A hűvösvölgyi feltáró- és agglomerációs járatok közlekedése nem módosult, csak a végállomásukat helyezték át az új csomóponthoz. Az 57-es, 157-es és 257-es járatok BKV Plusz szolgáltatást is kaptak.

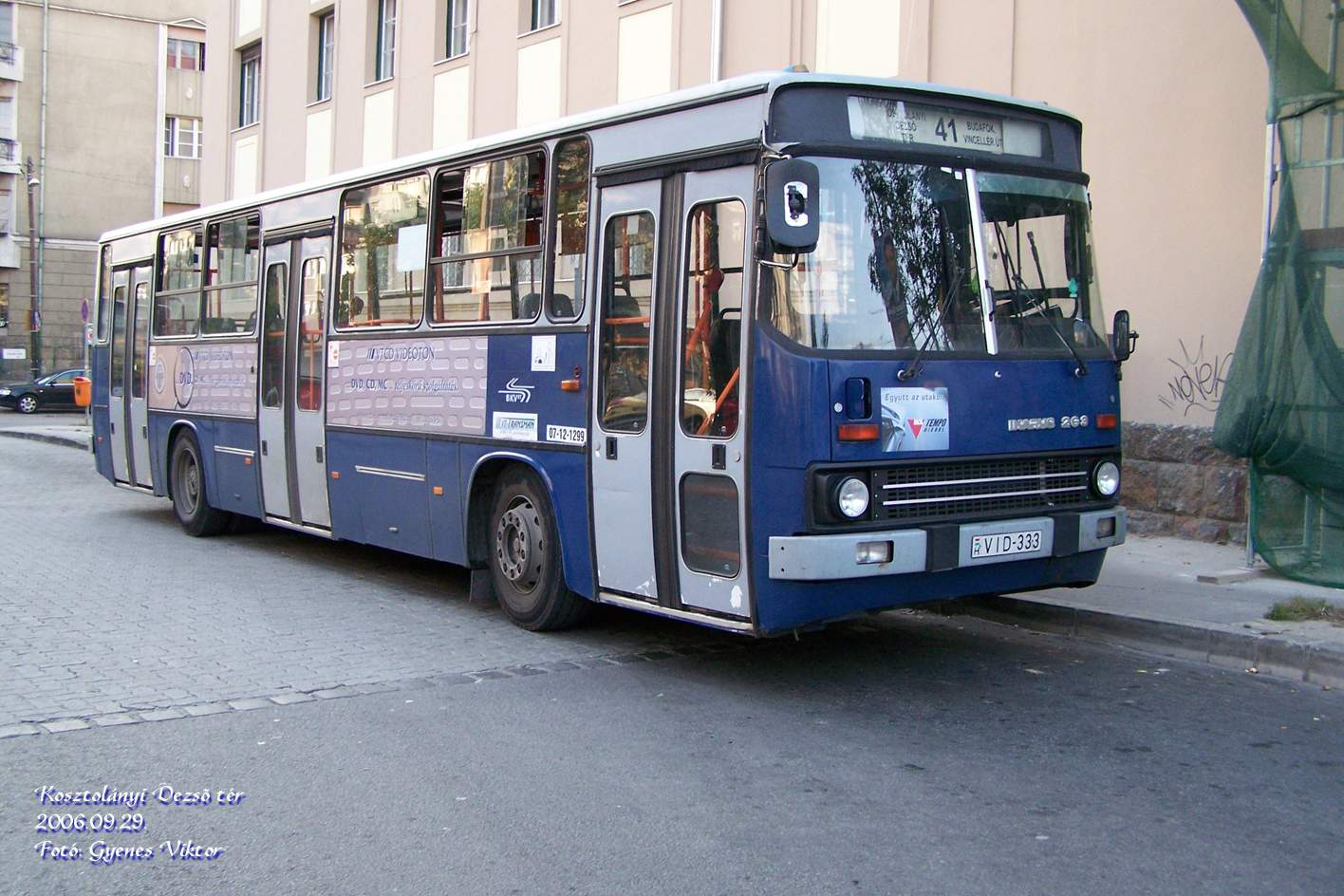
41-es jelzésű Ikarus 263-as busz a Kosztolányi Dezső téren

Ősszel újabb típusok jelentek meg a budapesti utcákon, a BKV hitelképességének javítása miatt alvállalkozóként a VT-Transman Kft.-t bízta meg a 41-es, a 87-es és a 87A vonalak, a Volánbuszt pedig a 88-as busz üzemeltetésével. A VT-Transman BKV-színre festett Ikarus 263-as buszokat állított forgalomba, a Volánbusz viszont saját sárga festésű járműparkját használta erre a célra.
2000. június 30-án újabb garázs szűnt meg, az időközben Belvárosi garázsra átnevezett Récseit is elhagyták a buszok, az épület műemlék volta miatt helyére bevásárlóközpont épült. Másnap a kőbányai trolibuszgarázs is elkezdett autóbuszokkal foglalkozni, az infrastruktúra viszont nem teljesen állt készen, így sokáig még a közeli benzinkúthoz jártak tankolni az ide tartozó buszok.
2001 őszére elkészült az Örs vezér tere déli részén kialakított új autóbusz-végállomás, így javult a megközelíthetősége és nagyobb tárolóhely is rendelkezésre állt. Szintén ősszel a VT-Transman 35 darab MAN SL 223-as típusú magas padlós autóbuszt állított forgalomba a 14-es, 50-es, 58-as és 114-es vonalon. A járművek megbízhatóan üzemeltek, ám utasszempontból már forgalomba állásukkor is elavultak voltak.

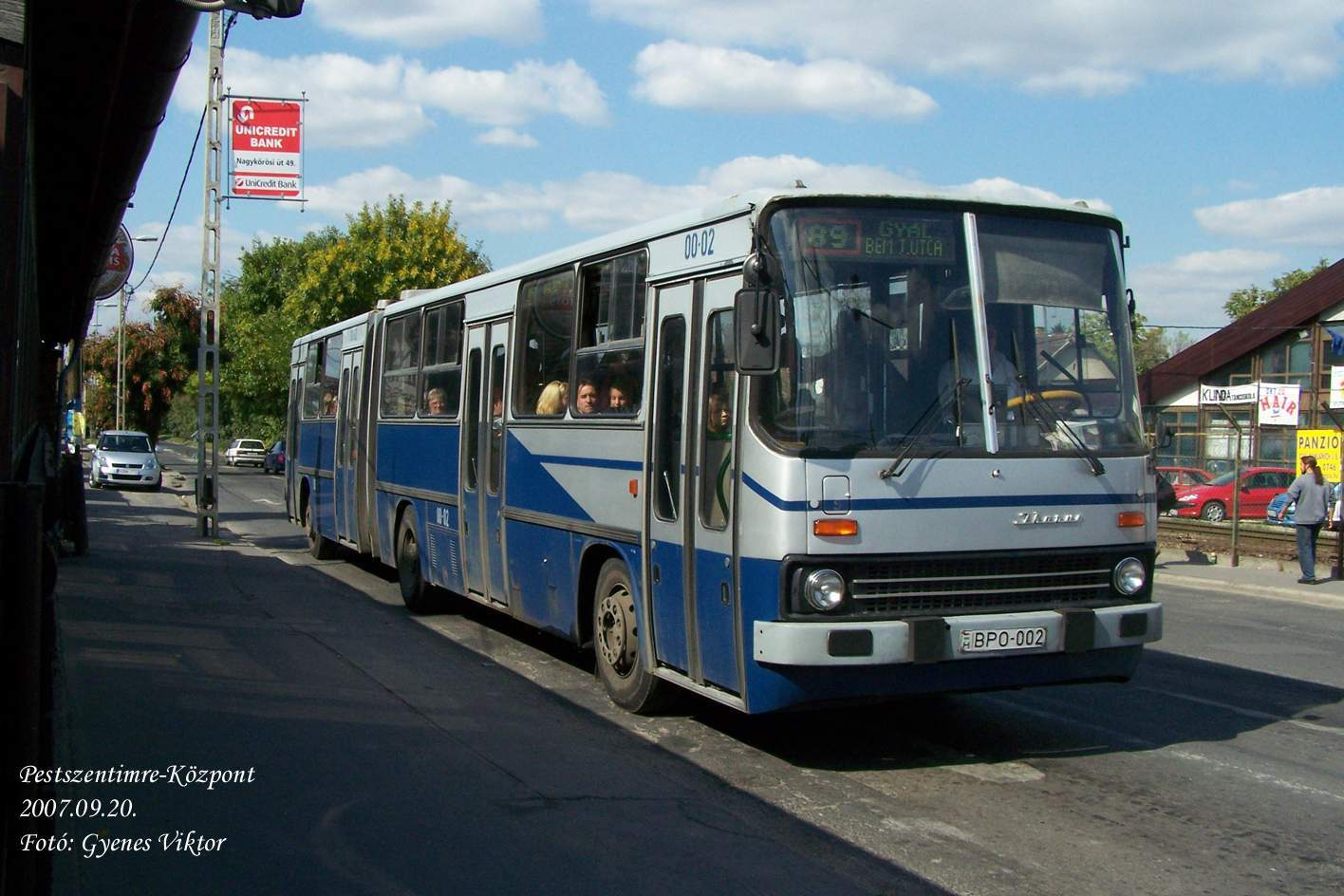
Ezüstnyíl festésű Ikarus 280-as busz a -es vonalon

2002-ben már előkészületek zajlottak a 2-es metró felújítására, ehhez kapcsolódóan a BKV Miskolcról vásárolt 17 darab használt Ikarus 280-ast. Az autóbuszok kisebb javításokon estek át, valamint kommunikációs rendszerrel szerelték fel őket, és az eredeti AKD rendszámukkal a Cinkotai és a Dél-pesti üzemegységhez kerültek. Az utolsó darabot 2004 októberében törölték az állományból az új Volvo buszok érkezése miatt. A szóló buszok hiányát kényszerűségből a már selejtezett több mint 20 éves Ikarus 260-asok újraélesztése és javítása enyhítette. Ezen felül mintegy 50 darab 260-as és 280-as Mezőtúron kapott felújítást, új szövetülésekkel, Fok-Gyem kijelzőkkel, valamint elektronikus jegykezelővel is felszerelték őket. Kívülről is egyszerűen fel lehetett őket ismerni, mert az úgynevezett „ezüstnyíl” festést kapták. Forgalomba állásuk a BKV Plusz vonalakon történt meg.

#### Vegyes járműflotta és új paraméterkönyv

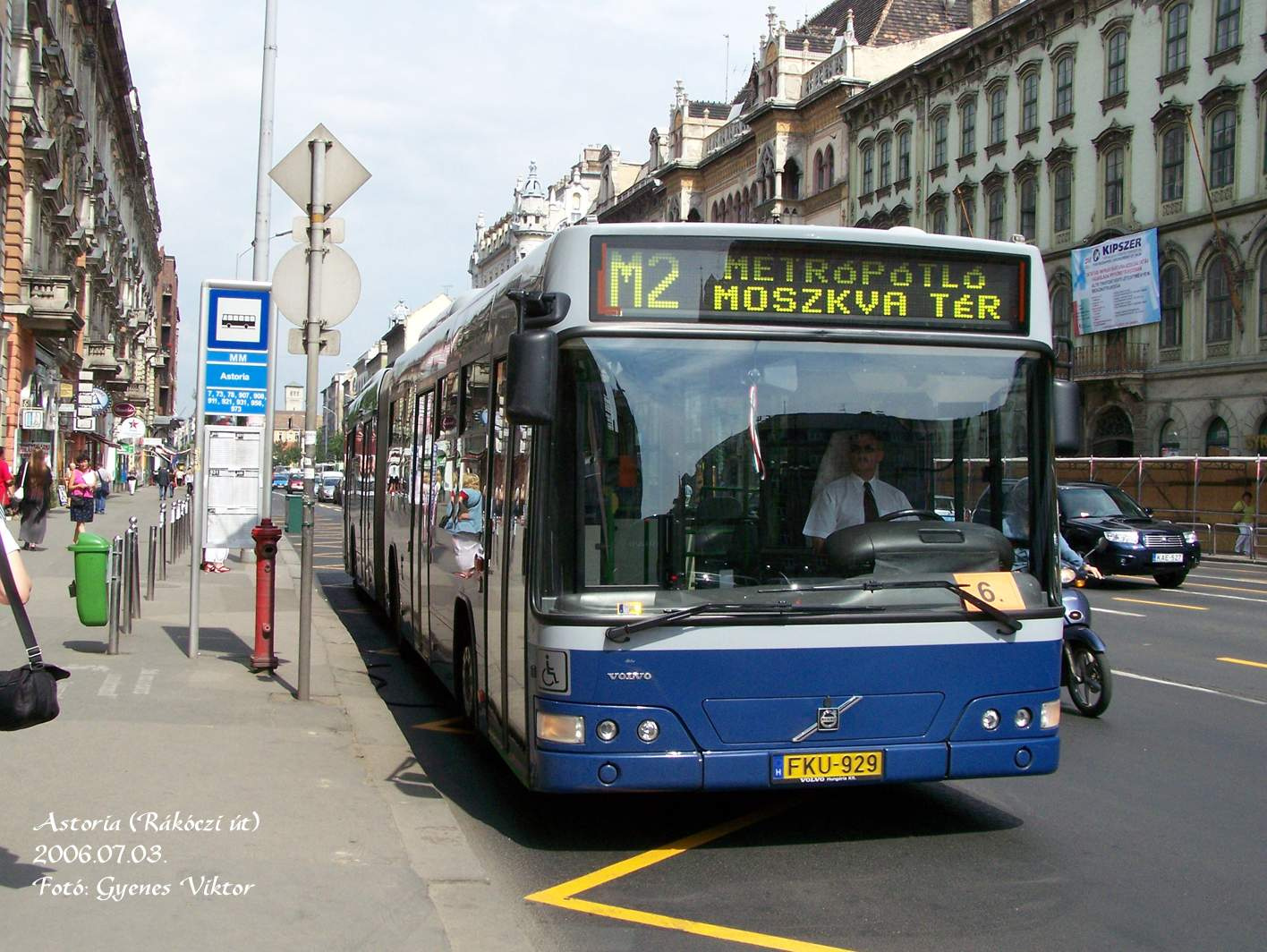
Volvo metrópótló az Astoriánál

2004 nyarán sikerült elkezdeni a 2-es metró felújítását, pótlására pedig a szokásosnál több buszra volt szükség. A BKV tenderét a Volvo nyerte, darabonként 70 millió forintért szállították le a 150 darab Wrocławban gyártott Volvo 7700A típusú csuklós buszokat, mely a BKV hosszú idő után első nem Ikarus beszerzése volt. Az első 50 darabos adag 2004-ben érkezett meg, költségcsökkentés miatt légkondicionáló nélkül (ezt utólag szerelte be a BKV). A második széria 2005-ben már nagyobb ablakokkal, kényelmesebb ülésekkel és gyári légkondicionálóval érkezett. A 2006-os harmadik szérián újabb változtatásokat eszközölt a BKV, 5 helyett már 6 sebességes váltót és merevebb első tengelyt kaptak. A buszok az első években többnyire metrópótló járatokon közlekedtek, majd különféle vonalakra osztották el őket. A metrópótlók mellett meghosszabbított járatok is jártak a belvárosba, 161E jelzéssel expresszjárat Rákoskeresztúrról, 144-es jelzéssel pedig gyorsjárat a Centenáriumi lakótelep felől.
2005-ben újabb alvállalkozó bevonására volt szükség, a pályázatot végül a Nógrád Volán nyerte az Alfabusz Kft. által gyártott autóbuszokkal. A Volvo alvázra épített Alfa Localo típusú alacsony belépésű járművek az újpesti 120-as, 147-es és 170-es vonalakon kezdték pályafutásukat, papíron július 1-jén, de a késedelmes szállítás miatt csak pár héttel később. A telephelyet a rákospalotai Bogáncs utcánál bérelték.

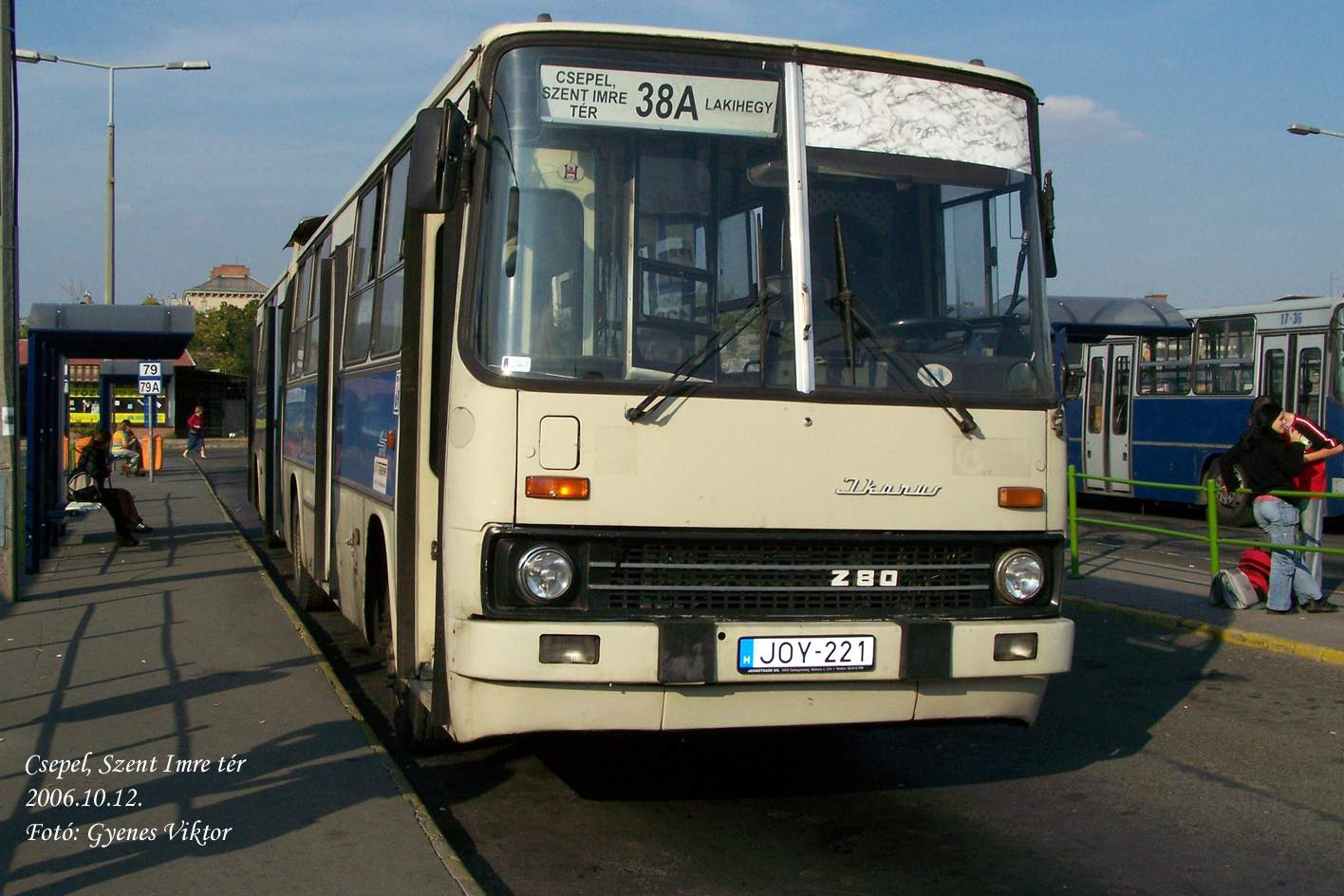
A VT-Transman egyik Ikarus 280-asa Csepelen pécsi flottaszínnel

2006 elején egy szokatlan megoldással próbálkozott a BKV, amikor a Ferenc-busz vonalon forgalomba állt egy átépített Ikarus 260-as busz a harmadik ajtajánál csökkentett padlószinttel, segítve a mozgáskorlátozottak utazását. Ez év októberében a 4-es metró építésével kapcsolatos villamospótlás alatti megnövekedett járműigények miatt a VT-Transman Pécsről szerzett be hét darab használt Ikarus 280-as és egy darab használt Ikarus 284-es buszt a 138-as vonal üzemeltetéséhez. A járműveket eleinte pécsi színezéssel jártak, csak később kapták meg a budapesti kék-szürke színeket. Az öreg Ikarusok mellett a VT-Transman is vásárolt Alfa Localót, így egyre több vonalon jelent meg az alvállalkozó. A Nógrád Volán ugyanekkor 10 darab Volvo 7000A, illetve öt darab Volvo-Säffle 5000A buszt szerzett be, melyek közvetlenül a villamospótló vonalakra kerültek.

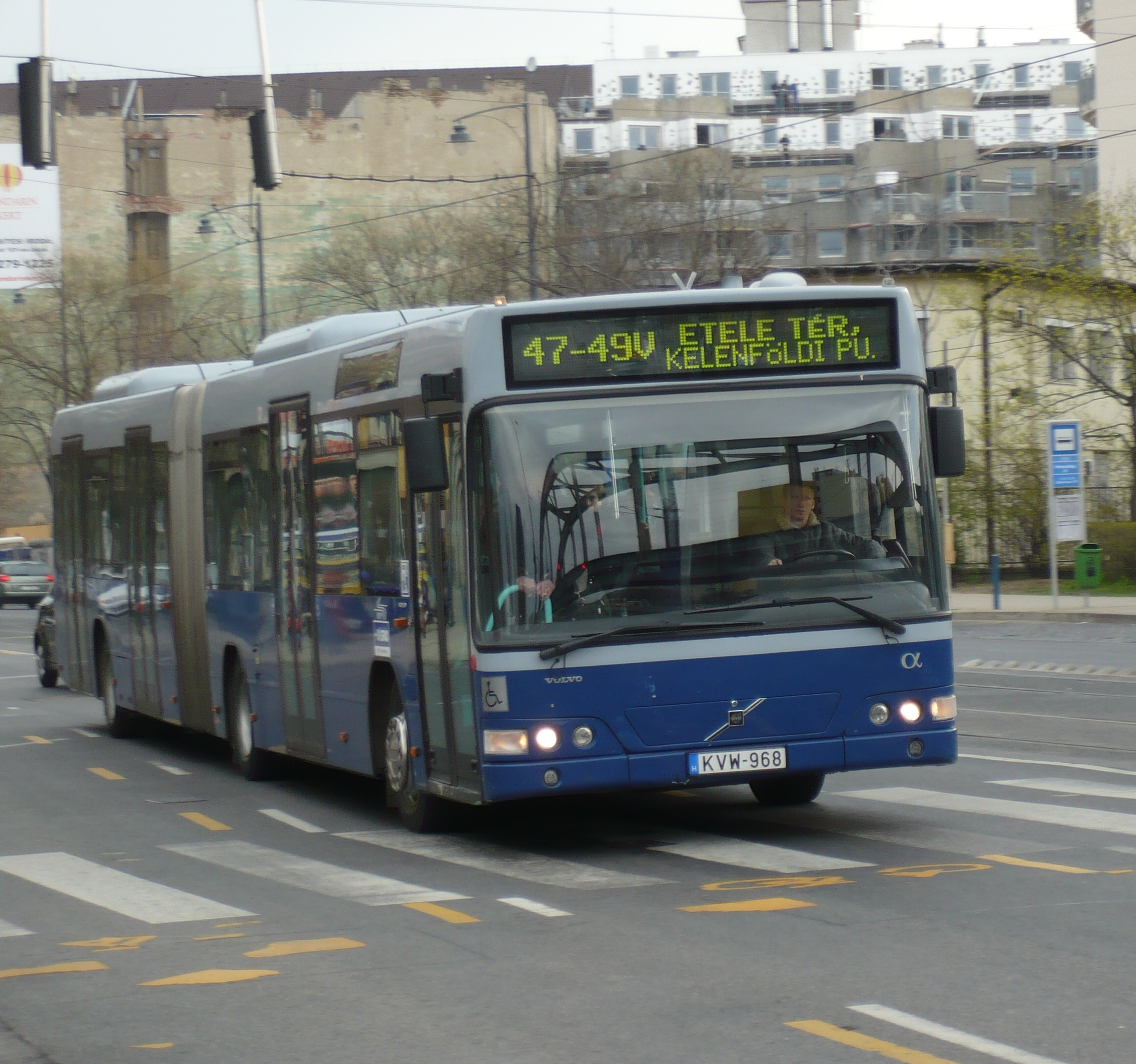
A Nógrád Volán Volvo 7000A busza villamospótlóként

2006-ban megkezdődött a 2-es metró felújításának harmadik üteme, a Hűvösvölgy és Budakeszi felől érkező gyorsjáratokat az Astoriáig hosszabbították. Új járatként ekkor indult a 239-es busz Gazdagrét és a belváros között, amelyet lakossági kérésre 2007 elején újraindítottak.
2007 nyarán befejeződött a 2-es metró felújítása, a BKV pedig a jelentős költségcsökkenés reményében elkezdte a hálózati és menetrendi struktúra, azaz a paraméterkönyv régóta esedékes komolyabb módosítását. A tervezet első kiadása az 1990-es évekbelire emlékeztető mértékű leépítéssel számolt: számos járatot összevontak volna, a belvárosi szakaszon betétjáratok indításával. A járatok üzemidejét csökkenteni szerették volna, főleg késő esti, hajnali és hétvégi üzemszünettel. A első nyilvánosságra hozatalát követően szélesebb körű ellenállásba ütközött, ezért a BKV kénytelen volt rajta módosítani. Mintegy első lépésben 2007. augusztus 21-én vezették be az első változásokat, főleg az Örs vezér terét érintő járatokon. A végleges változat az éjszakai buszok 2005-ös sikeres átszervezéséhez hasonló, progresszívebb és utasbarátabb, kínálati szemléletű koncepciójában a várost átszelő vonalak benne maradtak, húsz vonalat pedig a szóló buszok helyett csuklós járművekkel szolgáltak ki, ehhez számos megállót át kellett építeni. Az alacsony padlós járműveket az egész városban szétszórták, hogy minél több városrésznek jusson ilyen szolgáltatás. Fontos változás volt, hogy az egyre több neves járat mindegyike számjelzést kapott, illetve a piros színnel jelölt gyorsjáratok a színezés és keretes jelölés helyett E jelzést kaptak a számuk mögé. A belvárosban megszüntették a Március 15. téri végállomást, valamint megszűntek a villamos- és trolibuszjáratokkal megegyező viszonylatjelzések is. A reform végleges verzióját két ütemben, 2008. augusztus 21-én és szeptember 6-án vezették be. Az átalakítás egyik ideiglenes érdekessége volt, hogy míg a békásmegyeri 146-os buszt csak szeptemberben szüntették meg, a cinkotai szintén 146-os buszt már augusztusban elindították.

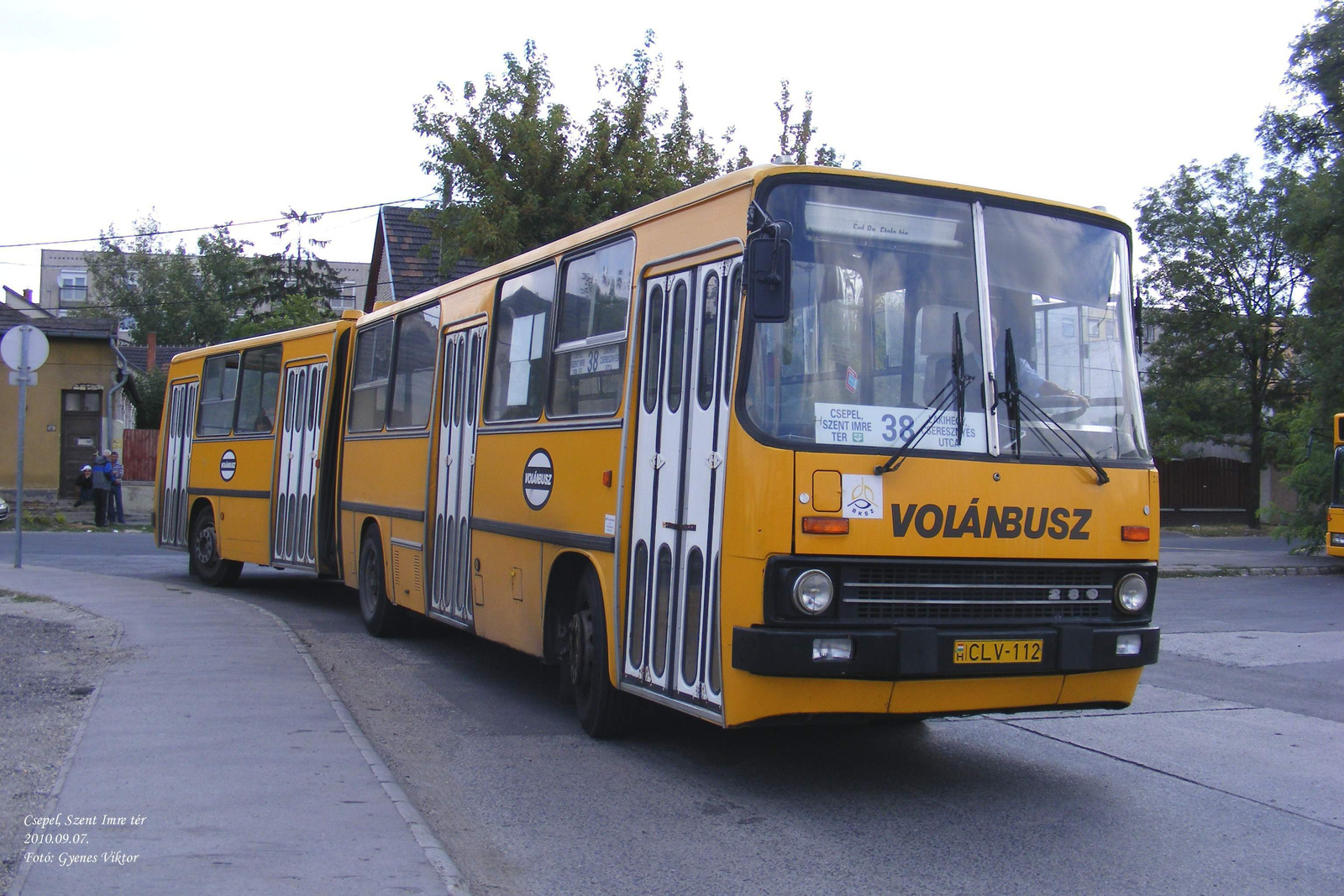
A Volánbusz Ikarus 280-asa Csepelen

A villamospótlások és a járműhiány miatt a BKV szeptember elején és novemberben a Volánbusznak adta alvállalkozásba a 24V, majd a 19-41V jelzésű pótlóbuszokat. A Volánbusz sárga színű Ikarus 280-asokat csoportosított át a fővárosba a feladat elvégzéséhez. A buszokra egy év múlva is szükség volt a 21-es és 69-es villamosok pótlása miatt, ekkor Csepelen dolgoztak a 38-as vonalcsaládon.
Mivel a BKV-nak továbbra sem oldódtak meg a finanszírozási problémái, új buszok beszerzése helyett használt kocsik vásárlásáról döntöttek. 2007-ben Genfből akartak vásárolni használt Volvo 7000A típusú csuklós buszokat, ám az ügyletből végül nem lett semmi, egyrészt rendkívül drágán kínálták eladásra, másrészt svájci leállításuk elektronikai-, ajtó- és fogyasztásproblémák miatt történt. A Nógrád Volán öt darabot beszerzett az Alfabuszon keresztül és villamospótlónak használták. 2009-ben viszont forgalomba álltak a 8-9 éves, korábban Brüsszelben szolgáló Van Hool AG300-as típusú csuklós buszok, eleinte eredeti tarka festésekkel. A járművek alacsony padlósak és az Ikarushoz hasonlóan húzócsuklós konstrukcióban épültek, e két tulajdonságuk miatt a második ajtónál viszonylag szűk az utasfolyosó az itt elhelyezett motornak köszönhetően. Az égető járműhiányt a Debrecenben leállított nyolc darab Ikarus 260-as és öt darab Ikarus 263-as buszok megvásárlásával is enyhítették.

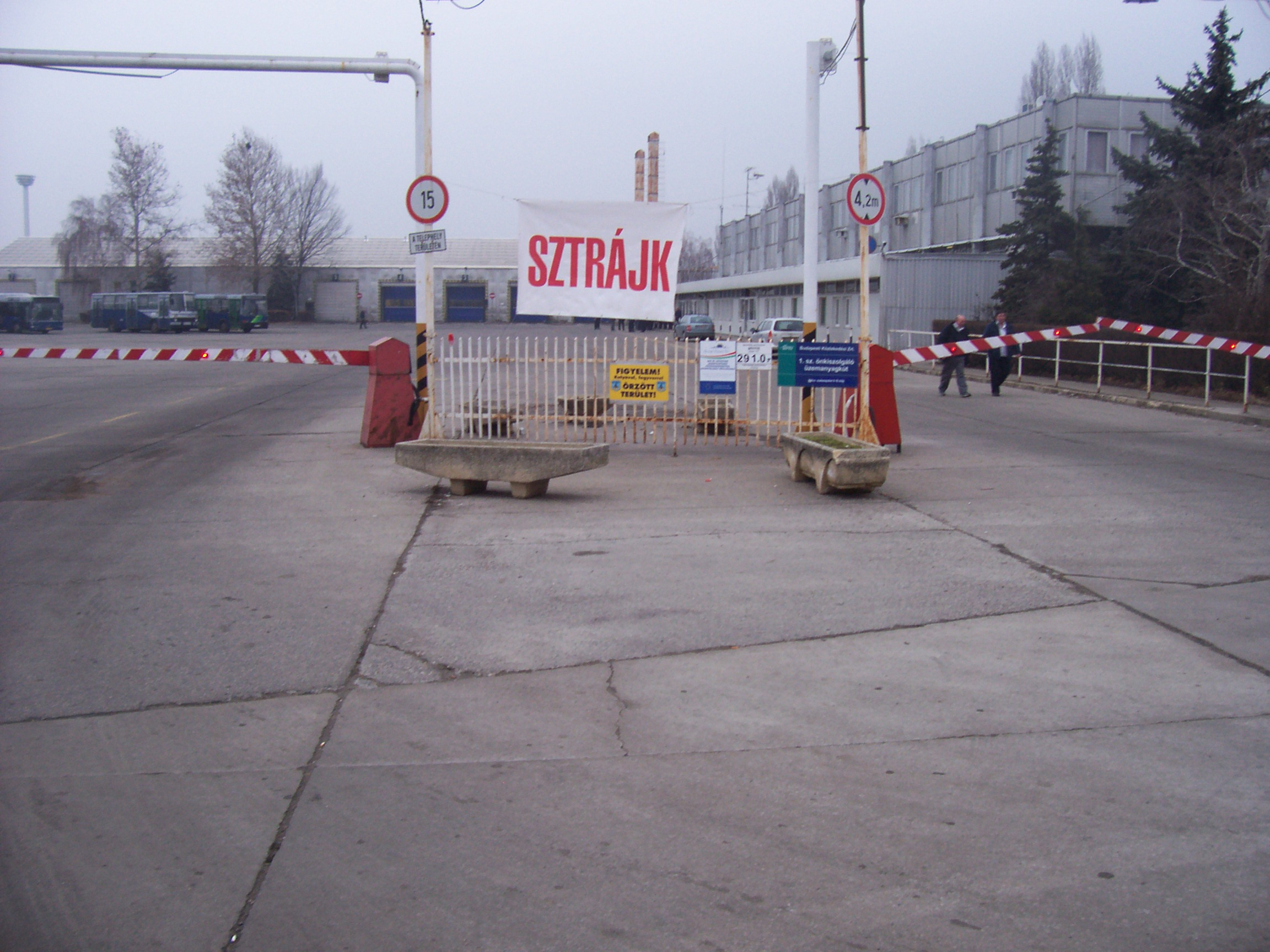
A cinkotai garázs bejárata a sztrájk idején

2010. január 12-én a BKV leghosszabb sztrájkja kezdődött, a szakszervezetek a BKV finanszírozási kérdéseinek megoldását és a Kollektív Szerződés meghosszabbítását vagy újrakötését követelték. Mivel megállapodás nem történt, 14 szakszervezet is a munkabeszüntetés mellett döntött. A sztrájk első napja előtti este a fontosabb végállomásokon a munkabeszüntetésben részt nem vevők egy csoportja jó pár autóbuszt lefoglalt és a Kőér utcai metrótelepen helyezték el ideiglenesen, a tankolást a közeli benzinkúton végezték el. A főbb vonalakon az alvállalkozók járművei közlekedtek jelentősen csökkentett járatsűrűséggel és üzemidővel. A vonalakon magánvállalkozók is megjelentek, különböző típusú, színű és kialakítású járműveikkel. A Volánbusz helyközi járatai megálltak minden érintett megállóhelyen, illetve a MÁV mentesítő járatokat indított. A sztrájk végül öt napig tartott, január 18-ától újra minden járat a megszokott rend szerint közlekedett.
A járműhiányt viszont továbbra sem tudták megnyugtatóan rendezni. Hiába érkezett 13 darab szóló Van Hool A300-as busz és öt darab Renault Master minibusz, ezért újra az alvállalkozók felé fordult a BKV. A Volánbusz és a VT-Transman is átvett néhány dél-pesti és budaörsi vonalat Ikarus 263-asokkal, Mercedes-Benz Citaróval, Mercedes-Benz O405N és MAN NL 202-esekkel.

#### A BKK létrehozása óta
A BKV még mindig megoldatlan problémái miatt struktúraváltás történt és 2010. október 27-én a Fővárosi Közgyűlés megalapította a Budapesti Közlekedési Központot (BKK). Az új szerkezet szerint a BKK feladata lett a közlekedés megszervezése és irányítása, a hálózati fejlesztések kivitelezése, az utastájékoztatás, a menetrendtervezés, az ügyfélszolgálat, a forgalomirányítás, a jegyértékesítés, az ellenőrzések, valamint a taxi- és kerékpáros közlekedés felügyelete is. A közösségi közlekedésben részt vevő járműveket a BKV-tól, a Volánbusztól, a VT-Transmantól és a Nógrád Volántól rendelték meg, úgynevezett szolgáltatói szerződés szerint. Az integrált közlekedésszervező cég hivatalosan 2011. január 1-jén kezdte meg működését.

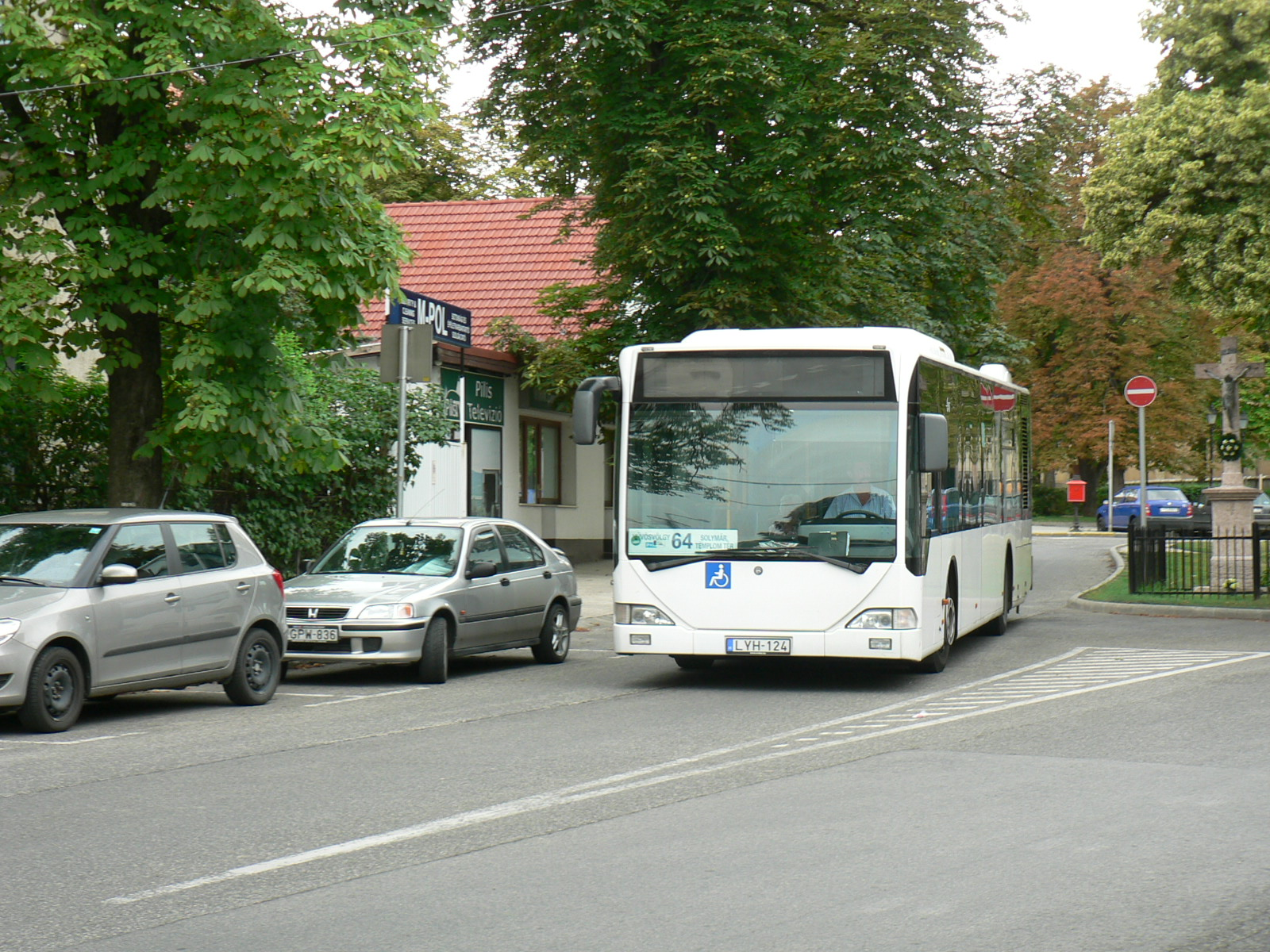
A BKV Citarója eredeti festésével Solymáron

Az első jelentős felújítás Kőbánya-Kispesten kezdődött, a metróvégállomás átépítése és az új autóbusz-végállomás kialakítása több mint egy évig tartott, az utolsó ütemben (2011 nyarán) az addig itt végállomásozó buszok a Határ úthoz kerültek át.
A 21. század elejére jellemző különböző színvilágú BKV-buszok mellett az alvállalkozók sokféle festésű buszai is jártak, ezért 2012-ben egy új, egységes szín bevezetéséről született döntés. Több színárnyalatot is teszteltek, végül az 1928-ban bevezetett sötétkék (RAL 5003) / szürke (RAL 7001) kombinációt a világosabb égkék színűre (RAL 5015) cserélték. A régi típusú magas padlós autóbuszok (Ikarus 260, 263, 280, 405, 415, 435, MAN SL 223) megtarthatták a régi sötétkék fényezésüket, a többit pedig fokozatosan átfestették az új szabványra.
2012 nyarán a VT-Transman Dániából szerzett be használtan 22+1 darab Volvo 8500 Aabenraa típusú alacsony belépésű autóbuszt, amelyek már az új flottaszínnel érkeztek. Ugyanebben az évben a BKV-nak is lehetősége nyílt használt járművek beszerzésére, így került a céghez 38 darab Volvo 7700-as és 36 darab Mercedes-Benz Citaro. Az érkező járművekkel sikerült ellensúlyozni a Nógrád Volán kieső buszait, melynek ekkor lejáró szerződését a BKK nem hosszabbította meg. A BKV-hoz cserebérleti szerződéssel egy darab Ikarus V187-es busz is érkezett.

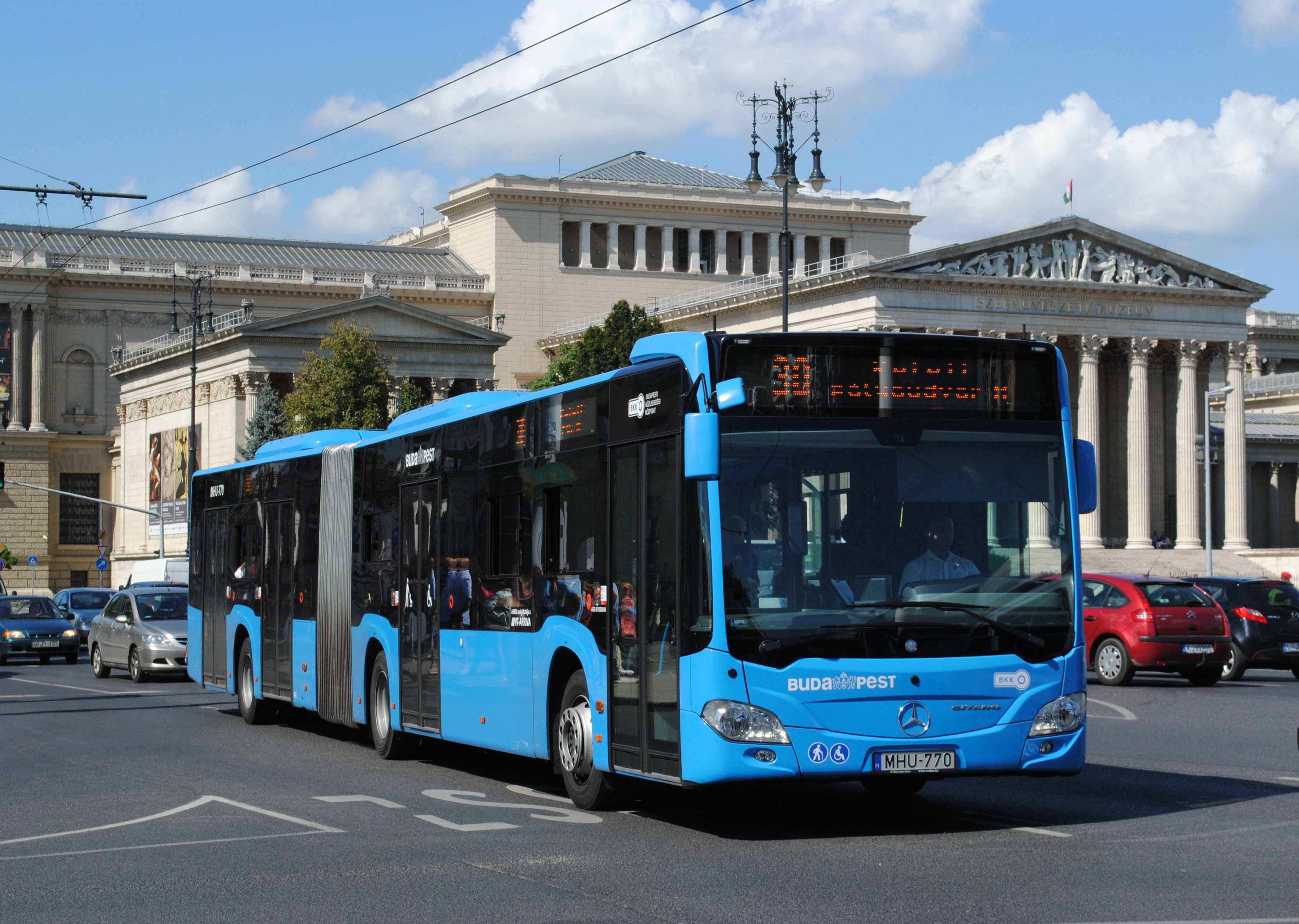
Csuklós Citaro a Hősök terén az új flottaszínnel

2013 májusában a VT-Transman üzemeltetésében 159 darab újonnan beszerzett Mercedes-Benz Citaro C2-es autóbusz állt forgalomba, mellyel az addigi legnagyobb arányban javult az alacsony padlós buszok aránya a fővárosban. A 79 darab szóló és 80 darab csuklós busz májustól júliusig, három ütemben fokozatosan állt forgalomba. További egy szóló és egy csuklós járművet 2014-ben vettek állományba, ezek már Euro 6-os környezetvédelmi besorolású motorral rendelkeznek. A buszokat a Nógrád Volán korábbi telephelyén, a Bogáncs utcában helyezték el, a napi kiadásuk is innen történik.
Ugyanekkor az eredetileg 80 darabos kétes ügyletű genfi Volvo 7000A buszflottából megmaradt 25 jármű a BKV-hoz került (majd később további négy darab), és Cinkotán álltak forgalomba. 2013. június 1-jén a 16-os vonalcsoporton forgalomba állt az első alacsony padlós midibusz a BKV üzemeltetésében, a Molitus S91 típusú járművet a gyártó ajánlotta fel próbafutásokra. Pár nappal később a Kontakt Busszal kötött szerződés keretében egy MAN NM 223-as midibusz is megjelent a 27-es járaton.
2013. május 31-én az agglomerációs járatok megrendelését a Nemzeti Fejlesztési Minisztérium átvette a BKK-tól, az üzemeltetést pedig a Volánbusz nyerte el, amihez 106 szóló MAN Lion’s City és 61 csuklós Volvo 7900A buszokat vásároltak. Az új járművek 2014 áprilisától fokozatosan álltak forgalomba. Az intézkedéssel a BKV számos régi buszát selejtezhette.
2013. június 1-jén elvégezték az első nagy átalakítást a 7-es buszcsaládon, a gyorsjáratok közül a 173E a 107E jelzést kapta, a Kelenföld vasútállomás és Újpalota, Nyírpalota út között a 7E busszal közösen járt, a két járat között eltérés csak az Apolló utcai és a Tisza István téri megállásokban volt. A 33E helyett elindult az új 133E és a meghosszabbított 233E busz.
2013. november 4-én elindult a BKK első mikrobuszos igény vezérelt járata 219-es jelzéssel az Aranyhegy térségében, közvetlen kapcsolatot teremtve a szentendrei HÉV-vel a Csillaghegy állomáson. A vonalon a járművek csak akkor közlekednek, ha az utazási igényt előre jelezték valamely megállók között. Ugyanilyen formában a 260-as buszt meghosszabbították a Harsánylejtőig, a Kocsis Sándor úttól csak utazási igény esetén közlekedett tovább.

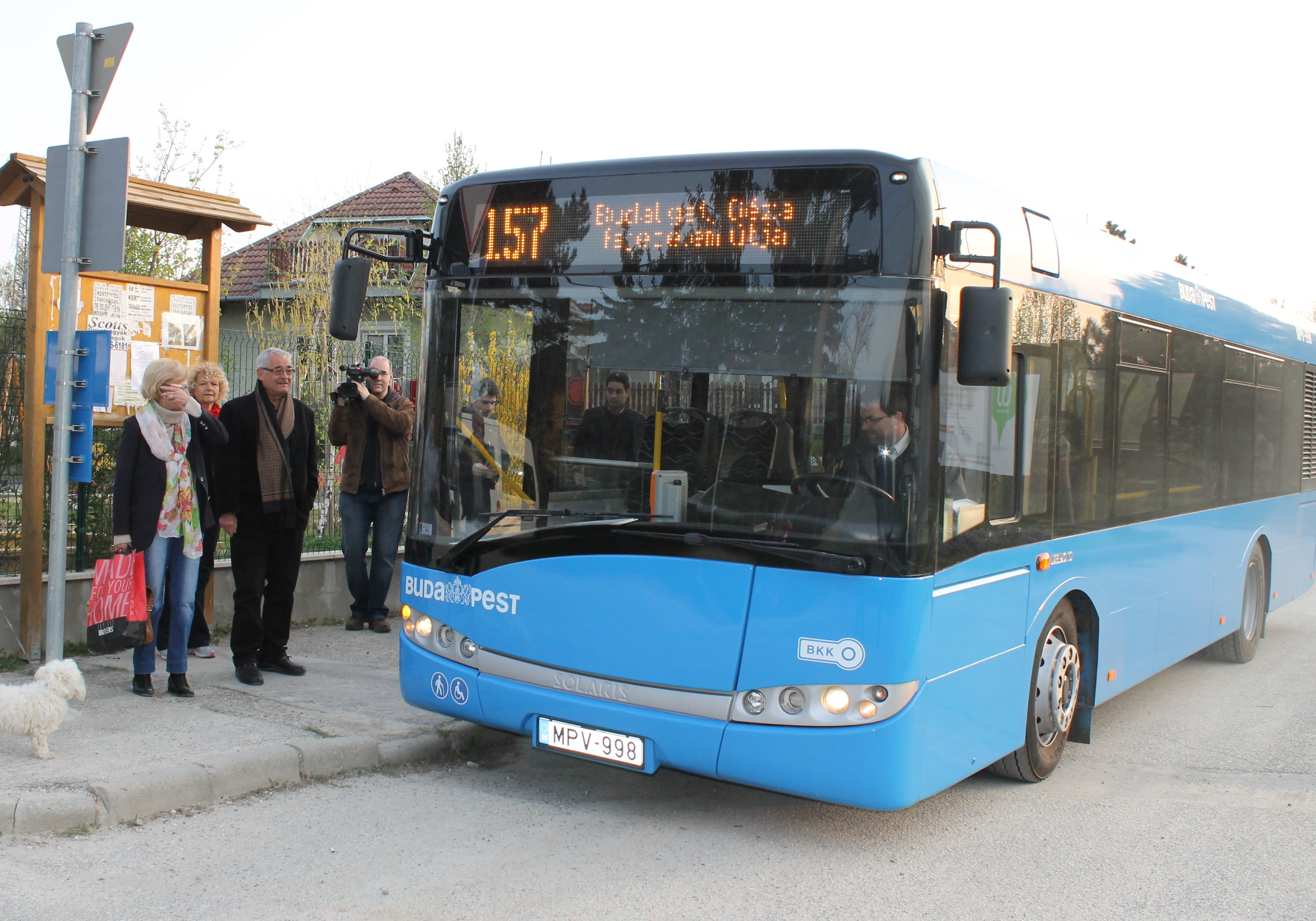
A kerekhegyi vonal átadása az új Solaris busszal

2014. március 28-án átadták az M4-es metrót, a felszíni buszközlekedés jelentősen módosult. Kelenföld vasútállomásnál az őrmezői oldalon új intermodális csomópont épült, a budaörsi, törökbálinti, budatétényi és a gazdagréti járatok többségét is idevezették. A Rákóczi úti busztengely többnyire megmaradt, csak a jelzések és az útvonalak módosultak, a budai oldalon pedig számos új járat indult a metróállomásokhoz.
2014-ben újabb igény vezérelt járatok indultak. Áprilisban a 157-es buszt meghosszabbították a solymári Kerek-hegyre, októberben pedig a 65-ös buszt a Szépvölgyi dűlőig. A solymári vonal kiszolgálására Solaris Urbino 10-es használt buszokat szerzett be a BKV. Rákoscsabán 297-es és 298-as jelzéssel mikrobuszos viszonylatokat indítottak a közeli vasútállomásokhoz, biztosítva az átszállási lehetőséget a hatvani vasútvonalon közlekedő vonatokkal.

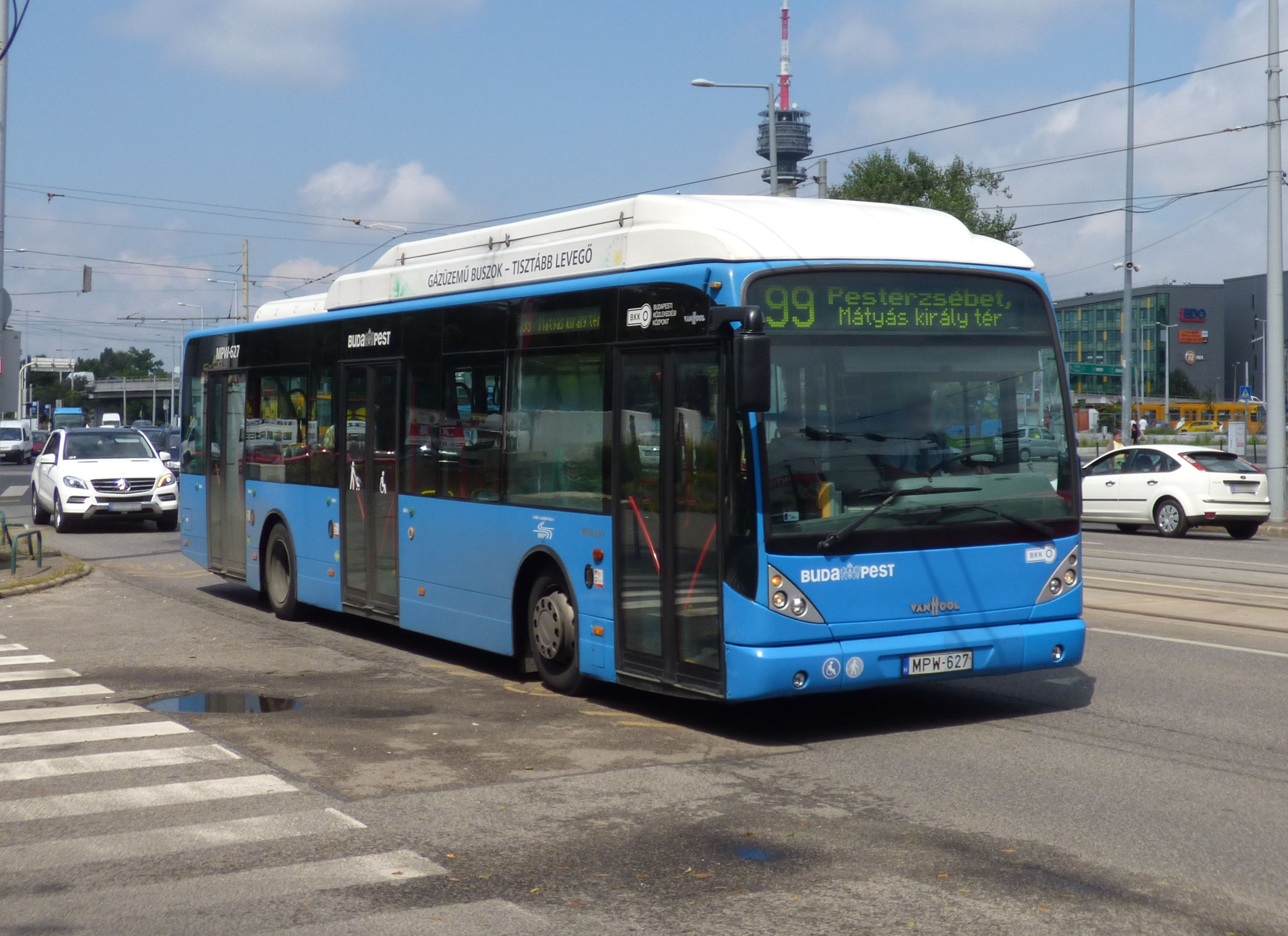
Sűrített földgáz meghajtású Van Hool busz a 99-es vonalon

2014-ben álltak forgalomba a Dijonból használtan vásárolt sűrített földgáz (CNG) meghajtású Van Hool A330-as buszok. A járművekhez a BKV viszonylag olcsón jutott hozzá, így lehetőség nyílt az új technika kipróbálása a budapesti autóbusz-közlekedésben. A 37 környezetkímélő buszt fél év múlva további 12 lausanne-i eredetű jármű követte. Üzemeltetésükhez Dél-Pesten kétállásos gázszerelő műhelyt és töltőállomást létesítettek. Utrechtből 25 darab Van Hool newAG300-as használt, dízelüzemű csuklós busz is érkezett.
A BKV újabb járműveket tudott forgalomba állítani egy új konstrukció alapján. A „rendelkezésre tartás” típusú szerződéssel a járműveket nem a BKV birtokolja, de szolgáltatást végezhet velük, a karbantartást pedig a külsős cég végzi, mellyel a mind a jármű-, mind a személyzethiány is enyhíthetővé vált. A pályázatot az Inter Tan-Ker Zrt. nyerte, 15 darab Debrecenben szolgáló Alfa Cívis busszal.

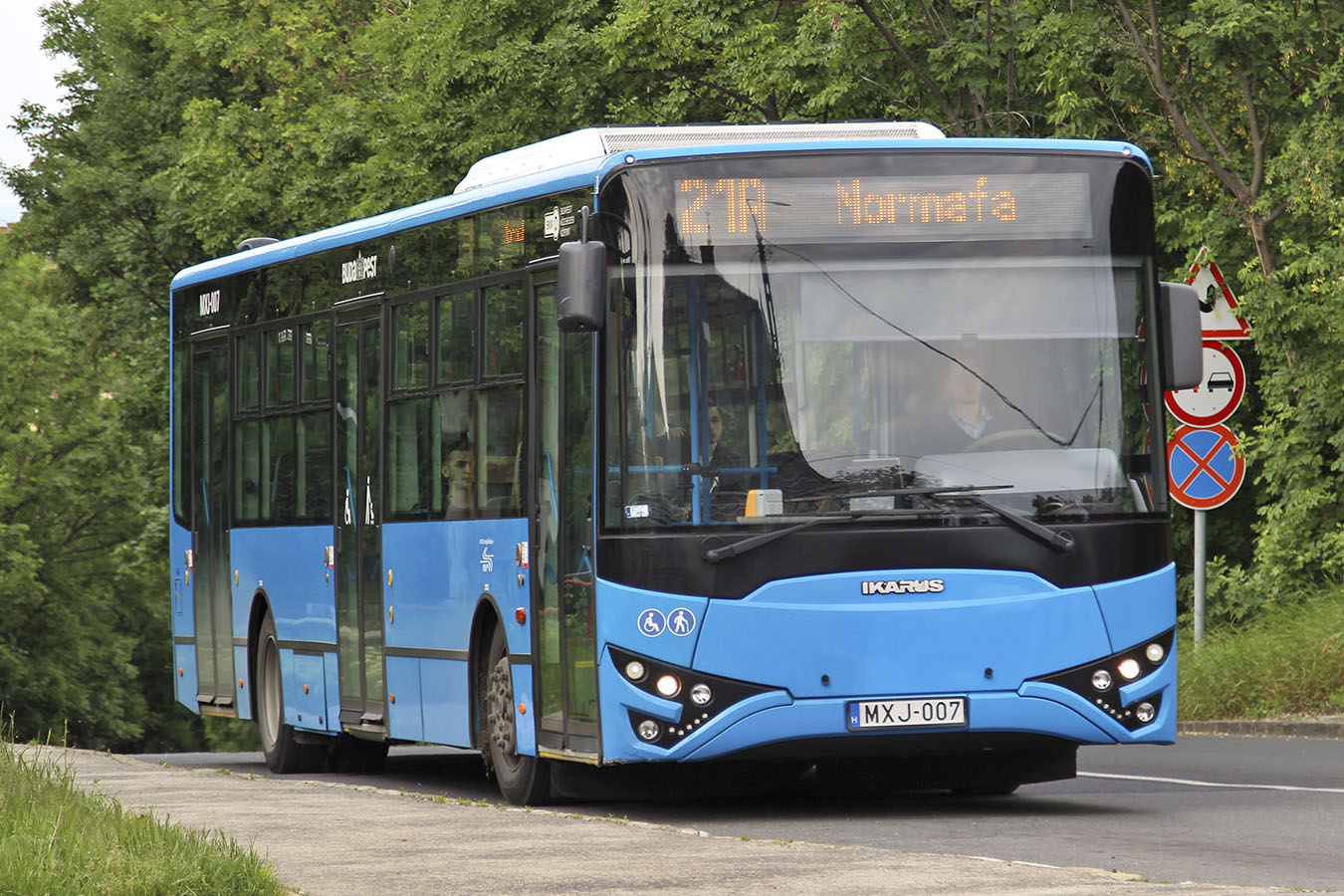
PKD konstrukcióban épített Ikarus V127-es busz a 21A vonalon

Szintén 2014-ben vette állományba a BKV az első három PKD konstrukcióban épített Ikarus V127-es szóló buszt. A PKD (partially knocked down kit) lényege, hogy nem új autóbuszokat vásároltak, hanem a Magyar Autóbuszgyártó Kft. elkészítette a karosszériákat, amit a BKV saját telephelyén kész járművekké összeszerelt. A projekt sikerét jelzi, hogy a teljes hosszában alacsony padlós buszokból összesen 69 járművet sikerült forgalomba állítani, melyből 23 a gyártó MABI Kft. (később Ikarus Egyedi Autóbuszgyártó Kft.) tulajdona. Az Ikarus név körüli jogviták miatt a járműveket 2015-től Modulo M108d néven készítették.
2014 végén elkezdődött a FUTÁR rendszer tesztelése is, a műholdas járatkövetéssel lehetővé vált a pontosabb és gyorsabb forgalomirányítás, valamint az utasok is ellenőrizni tudják mikor érkezik a megállóba a következő jármű.
2015 januárjában újabb alternatív meghajtás jelent meg a fővárosban, a 28 darab Volvo 7900A típusú csuklós hibridbuszokat a T&J Busz Projekt Kft. üzemeltette az 5-ös, a 7-es és a 9-es vonalon.
2015. március 1-jén a Hősök terén, majd utána az első buszjárat emlékére a Andrássy úton tartott felvonulással ünnepelte Budapest autóbusz-közlekedésének 100 éves évfordulóját, az egykori járat belvárosi végállomásán emléktáblát is avattak.

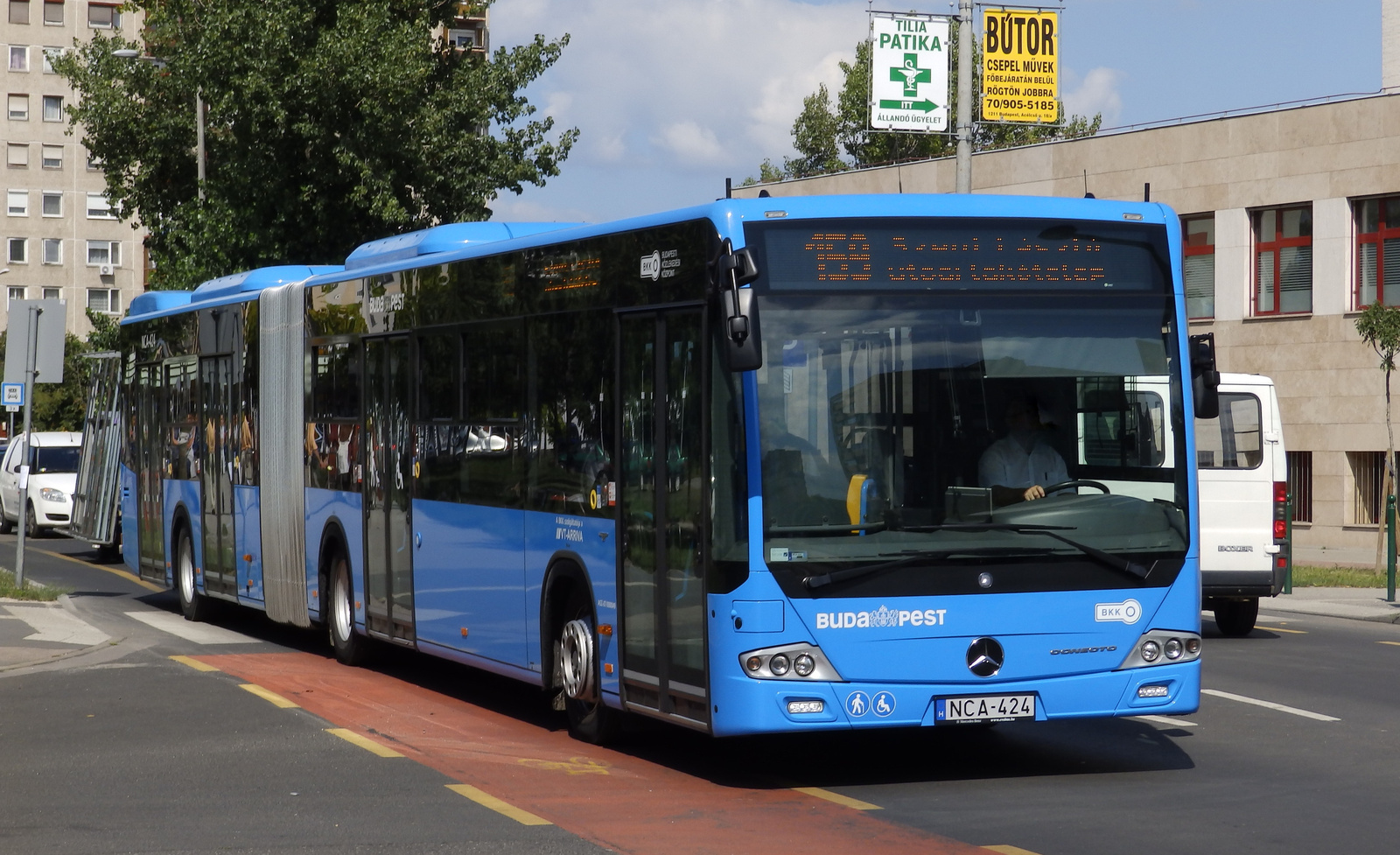
A VT-Arriva egyik csuklós Conectója Csepelen

2015 áprilisában a BKV sok év után először új autóbuszokat állított forgalomba, a 15 darab Mercedes-Benz Conecto szóló buszt később további 60+1 jármű követte. A VT-Arriva 2015-ben lejáró szerződéseit a BKK meghosszabbította, a MAN SL 223-as buszok, illetve a BKV további vonalain közlekedő régi Ikarusok helyét MAN Lion’s City és Mercedes-Benz Conecto G autóbuszok vették át, az átmeneti időszakban a BKV használtan vásárolt Volvo 7000-es buszai teljesítettek szolgálatot, majd további használt Mercedes-Benz Citarók is érkeztek. A CNG üzem sikere miatt a Malmőben selejtezett Mercedes-Benz Citaro CNG buszokat is átvette a BKV.

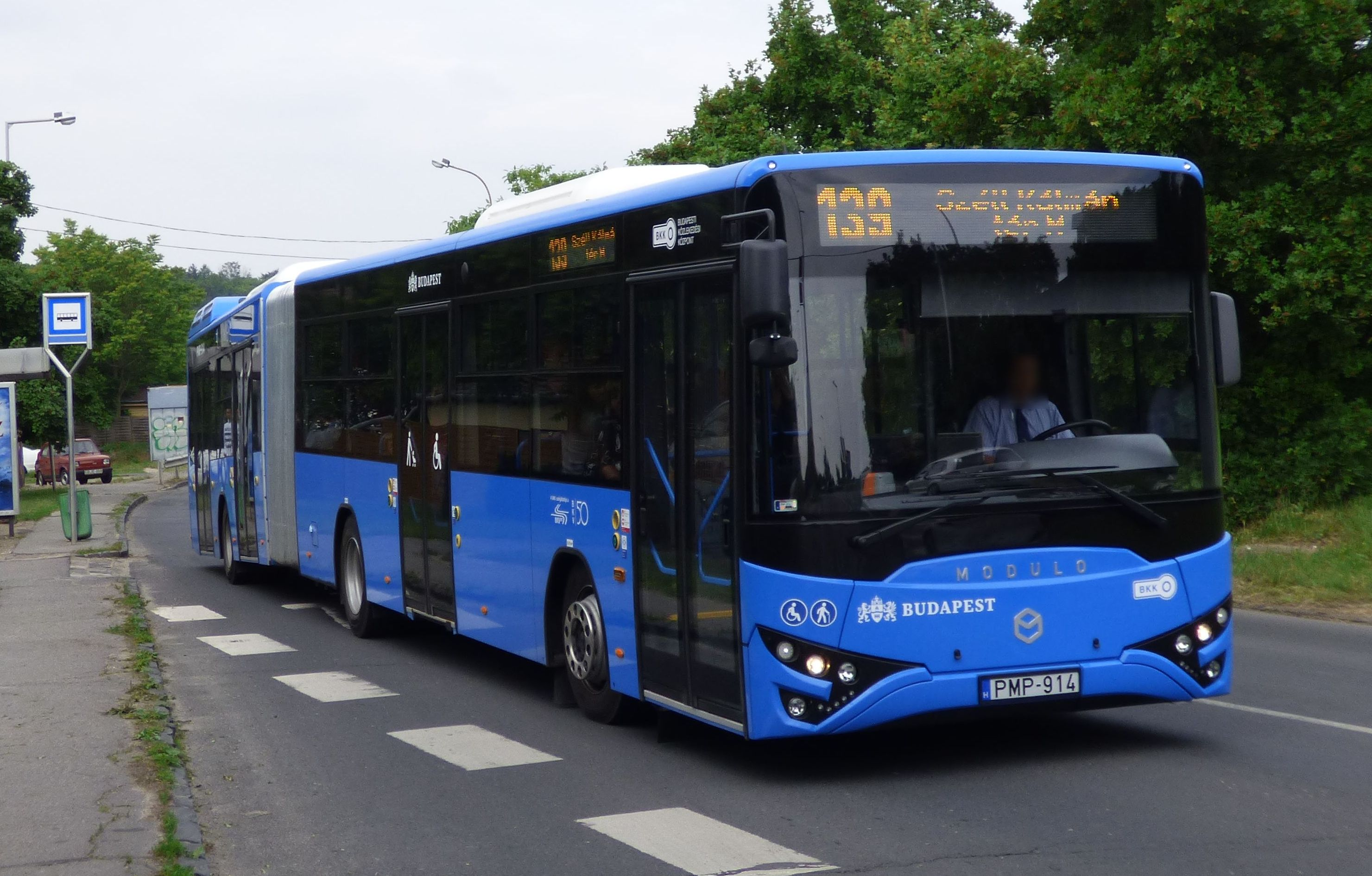
Modulo M168d a 139-es járaton

2015 novemberében a midi buszok problémáját is sikerült megoldani, 16 darab török gyártmányú alacsony padlós Karsan Atak busz állt forgalomba a vári járatokon. A szerződés értelmében a járművek tulajdonosa a BKK lett, a BKV pedig az üzemeltetési és karbantartási feladatokat látja el. A 3-as metró tervezett felújításához szükséges járműmennyiség biztosítása érdekében 150 darab csuklós busz beszerzése is napirendre került, az erről szóló tenderen a lengyel Solaris és a magyar MABI-Bus Kft. tervezett indulni, összesen 75 darab Solaris Urbino 18-as és 75 darab PKD konstrukcióban épülő busszal, tételenként ugyanennyi opciós lehetőséggel. 2016 elején kiderült, hogy a magyar cég az Ikarus V187-esen alapuló Modulo M168d buszokkal pályáz. Májusban a Solaristól és a MABI-Bustól is megérkezett az ajánlat, mely alapján a lengyelek készre szerelt autóbusza is olcsóbb lett volna, mint a magyar, további szerelést igénylő karosszériája. A politikai okokból (a Solaris olcsó ajánlata, illetve a más cégeknek való kiszervezés ellenzői miatt) őszig húzódó viták miatt a közbeszerzés lejárt, így autóbusz nem érkezett a BKV-hoz. Pár héttel később a Volán Busz Park Kft. írt ki egy 180 darabos tendert a Volánbusznak beszerzendő metrópótló buszok miatt. Ezt végül 2017 januárjában törölték, mire a Volánbusz saját maga írt ki egy új közbeszerzést, szintén 180 darab metrópótló buszra, majd az időközben MABI-Busról Ikarus Egyedire átnevezett cég Modulo M168d buszok szállításáról írtak alá egy szerződést. Az előírt – majd a 8 hónappal meghosszabbított – határidőre azonban egy darab jármű sem készült el. Ekkor a 180 darabból 30 busz vevői jogát a BKV kapta meg, az első kettőt végül 2018. január 19-én „adták át” a Kelenföldi buszgarázsban. Az átadás után a buszok visszatértek a gyártósorra további módosítások miatt, így forgalomba továbbra sem mehettek. Időközben a BKV húsz darab teljesen elektromos meghajtással közlekedő midibuszt vett át üzemeltetésre. A MABI-Bus Kft. által gyártott Modulo C68eS típussal az 1926-os selejtezés után 90 évvel újra megjelent Budapest utcáin az elektromos autóbusz. A metrópótló buszok beszerzése körüli bizonytalanságok miatt a BKV a selejtezésre kijelölt Ikarus 280-as és 435-ös buszait elkezdte felújítani, hogy az időközben elkezdett metrópótlás miatt megnövekedett járműkiadást tartani tudja.
2016. január 4-én megkezdte működését a VT-Arriva harmadik budapesti telephelye a csepeli Szállító utcában.
2016. június 4-én életbe lépett a M4-es metróvonallal kapcsolatos átszervezések második üteme, amikor a 2014-es változásokat felülvizsgálták. A Rákóczi úton közlekedő 8-as buszt 8E jelzéssel gyorsjárattá szervezve Újpalotáig hosszabbították, a 107-es és 233-as buszokat pedig megszüntették. A 101-es és 133-as gyorsjáratok 101E és 133E jelzést kaptak, a 239-es busz pedig a 8E kiegészítéseként 108E-re módosult. A kelenföldi térségben a metró átadásakor indított számos járat megszűnt, helyettük módosított és meghosszabbított útvonalon közlekedő járatokat vezettek be. Megszűnt a Kosztolányi Dezső téri buszvégállomás, a 114-es buszcsalád a Móricz Zsigmond körtérre került át.
Június végén offshore gyanú miatt a BKK felmondta a szerződést a T&J Busz Projekttel, a hibrid Volvo 7900A buszok így eltűntek az utcákról. Pótlásukra forgalomba állt az Inter Tan-Ker Zrt. tulajdonában lévő 23 darab Mercedes-Benz Conecto G busz a BKV üzemeltetésében. A típusból egy év múlva további 31 darab érkezett.
2017. július 8-án 100E jelzéssel új, közvetlen gyorsjárat indult a belvárosból a Liszt Ferenc nemzetközi repülőtérre. A járat indításának célja elsősorban a 2017-es úszó-világbajnokság volt, de a járat az esemény óta is közlekedik. A számütközések miatt a 100-as Expó téri járatot 10-esre számozták át.

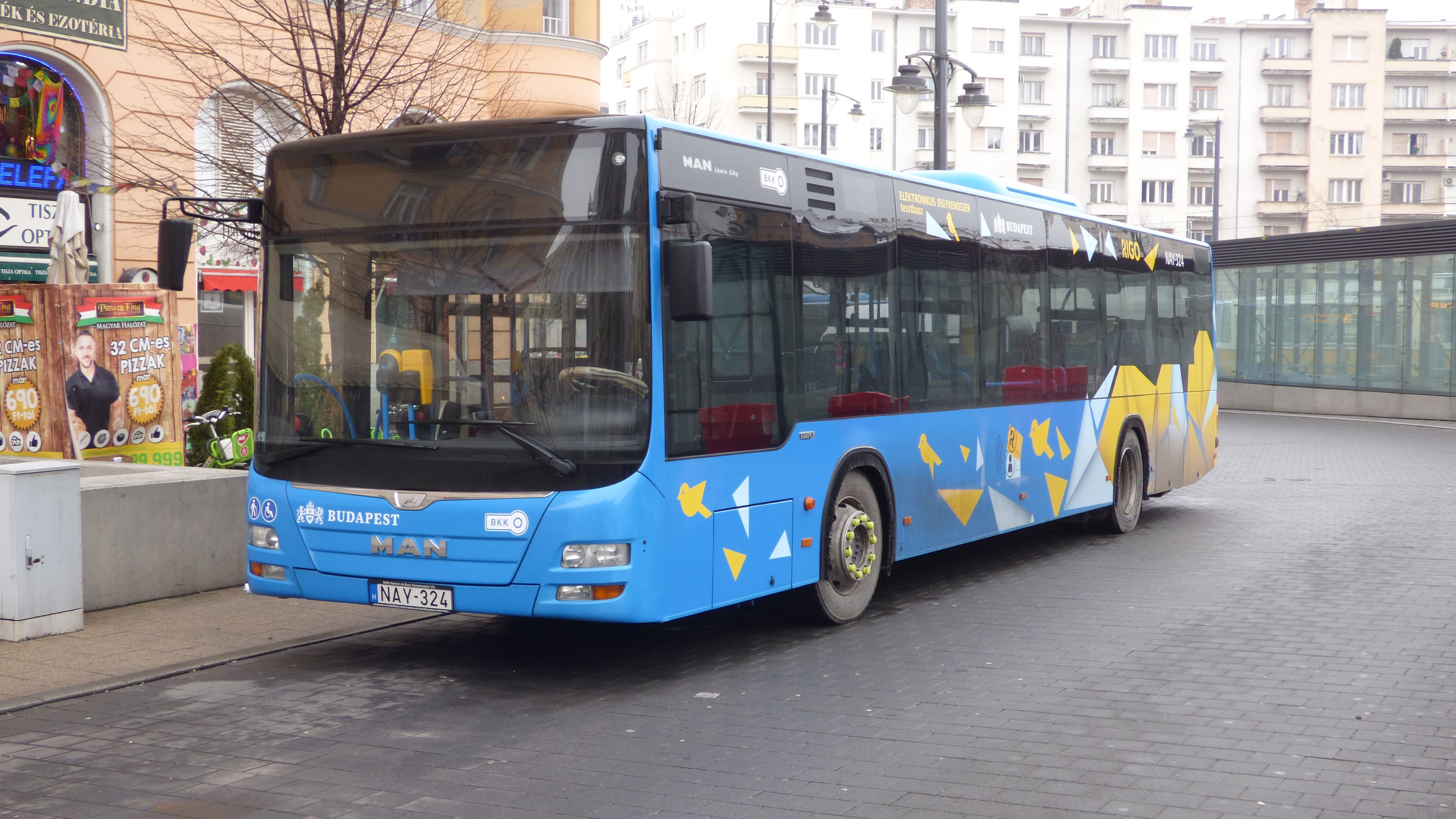
Az elektronikus jegyrendszer első tesztbusza a Móricz Zsigmond körtéren

2018 januárjában forgalomba állt az első elektronikus jegyrendszerhez kapcsolódó készülékekkel (RIGO) felszerelt busz a VT-Arriva üzemeltetésében a dél-budai vonalakon. A készülékeket a Volánbusz egyik MAN buszán, a VT-Arriva egyik Mercedes-Benz Citaróján és a BKV egyik Mercedes-Benz Conecto buszára is felszerelték, de az éles üzemet egyelőre egyikkel sem kezdték el.
A BKV 2016 végén meghirdetett 40 darabos hibrid busz tenderét Volvo 7700 és Volvo 7900 típusú hibrid buszokkal nyerte el egy eddig buszokkal nem foglalkozó cég. Az öt országból használtan beszerzett, több mint tízféle kialakítású járművek honosítása és forgalomba állása csak 2018 februárjában kezdődött el.
2018. április elején a Volánbusz a gyáli és a péceli gyorsjáratokon kezdte forgalomba állítani az offshore gyanú miatt 2016-ban távozó T&J hibrid Volvo buszait. A felszabaduló buszokat sárga színre festve helyközi forgalomba irányították át.
2018. április 14-én a BKV állományba vette az első kettő Modulo M168d buszt. A gyártó Ikarus Egyedi ellen közben felszámolási eljárás indult.
2018. június 15-étől a 200E jelzésű repülőtéri járat egész éjjel közlekedik a Határ út metróállomás és a Liszt Ferenc nemzetközi repülőtér között.
2019 áprilisának elején az M3-as metróvonal déli szakaszának felújítása alatt számos új M jelzésű járatot indítottak a Nagyvárad térre és a Boráros térre a metrópótló buszok tehermentesítése miatt.
2022. novembere óta a fővárosi közforgalomban már kizárólag alacsonypadlós autóbuszok közlekednek.

## Járművek

### Korábbi járművek
A táblázat az egy évnél rövidebb ideig közlekedő próbajárműveket nem tartalmazza.

| Kép                                          | Típus                         | Darabszám | Budapesten közlekedett | Üzemeltető                      |
| -------------------------------------------- | ----------------------------- | --------- | ---------------------- | ------------------------------- |
|                                              | Austro-Daimler-Tudor          | 6 db      | 1915–1929              | SZKV, SZAÜ                      |
| Kistarcsa                                    | 1 db                          | 1915      | SZKV                   |                                 |
|                                              | MARTA-Weitzer                 | 2 db      | 1915–1929              | SZKV, SZAÜ                      |
|                                              | Benz-Gaggenau                 | 4 db      | 1916–1929              | SZKV, SZAÜ                      |
| Ganz-Büssing                                 | 4 db                          | 1917–1929 | SZKV, SZAÜ             |                                 |
| NAG 203                                      | 1 db                          | 1925–1936 | SZAÜ, BSZKRT           |                                 |
| Laurin-Klement                               | 1 db                          | 1925–1929 | SZAÜ                   |                                 |
| Büssing H6                                   | 1 db                          | 1926–1937 | SZAÜ, BSZKRT           |                                 |
| AEC                                          | 1 db                          | 1926–1936 | SZAÜ, BSZKRT           |                                 |
| D.A.A.G.                                     | 1 db                          | 1926–1937 | SZAÜ, BSZKRT           |                                 |
| Renault                                      | 1 db                          | 1926–1936 | SZAÜ, BSZKRT           |                                 |
| Daimler                                      | 1 db                          | 1926–1947 | SZAÜ, BSZKRT           |                                 |
| Fross-Büssing                                | 1 db                          | 1926–1947 | SZAÜ, BSZKRT           |                                 |
| Tilling-Stevens                              | 2 db                          | 1926–1934 | SZAÜ, BSZKRT           |                                 |
| Rába LHo                                     | 37 db                         | 1926–1938 | SZAÜ, BSZKRT, BART     |                                 |
| MÁVAG–NAG 204                                | 4 db                          | 1927–1938 | SZAÜ, BSZKRT           |                                 |
| MÁVAG N2h                                    | 27 db                         | 1929–1938 | SZAÜ, BSZKRT           |                                 |
| MÁVAG N2                                     | 15 db                         | 1929–1938 | SZAÜ, BSZKRT           |                                 |
| MÁVAG-Mercedes N 26                          | 47 db                         | 1929–1945 | SZAÜ, BSZKRT           |                                 |
|                                              | MÁVAG NI 56                   | 30 db     | 1929–1948              | SZAÜ, BSZKRT                    |
|                                              | Rába AFa                      | 10 db     | 1932–1937              | BART                            |
|                                              | MÁVAG N26/36                  | 56 db     | 1936–1953              | BSZKRT, FAKV, FAÜ               |
|                                              | MÁVAG N26/38                  | 41 db     | 1938–1953              | BSZKRT, FAKV, FAÜ               |
|                                              | MÁVAG N26/39                  | 25 db     | 1940–1952              | BSZKRT, FAKV, FAÜ               |
| MÁVAG N26/40                                 | 82 db                         | 1940–1955 | BSZKRT, FAKV, FAÜ      |                                 |
|                                              | MÁVAG N2h/39                  | 16 db     | 1939–1956              | BSZKRT, FAKV, FAÜ               |
|                                              | MÁVAG N2h/40                  | 10 db     | 1941–1955              | BSZKRT, FAKV, FAÜ               |
| Rába-MAN                                     | 1 db                          | 1938–1944 | BSZKRT                 |                                 |
| Rába DS T                                    | 16 db                         | 1939–1944 | BSZKRT                 |                                 |
| Rába TS                                      | 30 db                         | 1940–1955 | BSZKRT, FAKV, FAÜ      |                                 |
| MÁVAG T4                                     | 1 db                          | 1941–1953 | BSZKRT, FAKV, FAÜ      |                                 |
| Rába Special                                 | 11 db                         | 1939–1949 | BHÉV, BSZKRT, FAKV     |                                 |
|                                              | MÁVAG–Uhri Tr 5               | 240 db    | 1948–1963              | BSZKRT, FAKV, FAÜ               |
|                                              | MÁVAG–Uhri Tr 3,5             | 49 db     | 1948–1956              | BSZKRT, FAKV, FAÜ               |
|                                              | Ikarus 30                     | 200 db    | 1951–1962              | FAÜ                             |
|                                              | Ikarus 60                     | 508 db    | 1952–1967              | FAÜ                             |
|                                              | Ikarus 601                    | 6 db      | 1953–1956              | FAÜ                             |
|                                              | Ikarus 66                     | 76 db     | 1955–1956, 1959–1964   | FAÜ                             |
|                                              | MÁVAG M5                      | 31 db     | 1958–1963              | FAÜ                             |
|                                              | Ikarus 620                    | 940 db    | 1959–1978              | FAÜ, BKV                        |
|                                              | Ikarus 31                     | 22 db     | 1959–1964              | FAÜ                             |
| Ikarus 630                                   | 13 db                         | 1959–1964 | FAÜ                    |                                 |
| FAÜ ITC-600                                  | 147 db                        | 1960–1969 | FAÜ, BKV               |                                 |
| FAÜ IC-622                                   | 1 db                          | 1961–1968 | FAÜ, BKV               |                                 |
| FAÜ IC-620                                   | 1 db                          | 1962–1968 | FAÜ, BKV               |                                 |
|                                              | FAÜ IC-660                    | 170 db    | 1962–1975              | FAÜ, BKV                        |
|                                              | Ikarus 180                    | 416 db    | 1964–1980              | FAÜ, BKV                        |
|                                              | Ikarus 556                    | 275 db    | 1964–1980              | FAÜ, BKV                        |
|                                              | Ikarus 211                    | 4 db      | 1975–1986              | BKV                             |
|                                              | Ikarus 282                    | 5 db      | 1977–1989              | BKV                             |
|                                              | Ikarus 190                    | 1 db      | 1979–1981              | BKV                             |
|                                              | Ikarus 284                    | 2 db      | 1985–1987, 2007        | BKV, VT-Transman                |
|                                              | Ikarus 521                    | 16 db     | 1989–1995              | BKV                             |
|                                              | MAN SL223                     | 35 db     | 2001–2015              | VT-Transman, VT-Arriva          |
|                                              | Irisbus Agora                 | 1 db      | 2003–2019              | BKV                             |
|                                              | Volvo 8500 Aabenraa           | 22 db     | 2012–2015              | VT-Transman, VT-Arriva          |
|                                              | MAN NM223                     | 1 db      | 2013–2014              | Kontakt Busz                    |
|                                              | Neoplan N4407 Centroliner     | 1 db      | 2013–2014              | Kontakt Busz                    |
|                                              | Volvo 5000A Säffle            | 6 db      | 2007–2009              | Nógrád Volán                    |
|                                              | Molitus S91                   | 1 db      | 2013–2016              | BKV                             |
|                                              | Ikarus 263                    | 25 db     | 1999–2007, 2010–2019   | BKV, VT-Transman                |
|                                              | Volvo 7900A Hybrid            | 28 db     | 2015–2016, 2018–2019   | T&J, MÁV Személyszállítási Zrt. |
|                                              | Alfa Localo                   | 82 db     | 2005–2020              | Nógrád Volán, VT-Arriva         |
|                                              | Van Hool A300                 | 13 db     | 2000–2021              | BKV                             |
|                                              | Ikarus 415                    | 176 db    | 1985–2022              | BKV                             |
|                                              | Mercedes-Benz Citaro O530 CNG | 22 db     | 2005–2022              | BKV                             |
|                                              | Ikarus 260                    | 2393 db   | 1971–2022              | BKV                             |
|                                              | Ikarus 280                    | 1704 db   | 1971–2022              | BKV, VT-Transman                |
|                                              | Ikarus 435                    | 172 db    | 1988–2022              | BKV                             |
|                                              | MAN Lion’s City GL            | 11 db     | 2008–2022              | BKV                             |
|                                              | Ikarus 405                    | 92 db     | 1994–2023              | BKV                             |
|                                              | Alfa Cívis                    | 18 db     | 2009–2023              | BKV                             |
|                                              | Volvo 7000A                   | 43 db     | 2000–2023              | BKV, Nógrád Volán               |
| Az adatok forrása: Hbweb, winmenetrend.hu és |                               |           |                        |                                 |

### Járműállomány
Utoljára frissítve: 2024. október 30. A dőlt betűvel írt szolgáltatók már nem rendelkeznek az adott típussal. 

| Kép                                          | Típus                                | Összes darabszám | Jelenlegi darabszám | Forgalomba állítás | Budapesten közlekedik | Üzemeltető                            |
| -------------------------------------------- | ------------------------------------ | ---------------- | ------------------- | ------------------ | --------------------- | ------------------------------------- |
|                                              | Ikarus 412                           | 115 db           | 6 db                | 1999–2001          | 1999 óta              | BKV                                   |
|                                              | Ikarus E91                           | 5 db             | 4 db                | 2001               | 2020 óta              | BKV                                   |
|                                              | Ikarus V127                          | 18 db            | 18 db               | 2014               | 2014 óta              | BKV                                   |
|                                              | Ikarus V187                          | 1 db             | 1 db                | 2012               | 2012 óta              | BKV                                   |
|                                              | Modulo M108d                         | 51 db            | 50 db               | 2016               | 2016 óta              | BKV                                   |
|                                              | Modulo M168d                         | 21 db            | 21 db               | 2018–2020          | 2018 óta              | BKV                                   |
|                                              | Modulo Medio Electric                | 21 db            | 7 db                | 2016               | 2016 óta              | BKV                                   |
|                                              | Mercedes-Benz Citaro O530            | 83 db            | 63 db               | 2000–2005          | 2012 óta              | BKV, VT-Arriva                        |
|                                              | Mercedes-Benz Citaro O530 G          | 11 db            | 2 db                | 2000–2002          | 2017 óta              | BKV                                   |
|                                              | Mercedes-Benz Citaro O530 Facelift   | 13 db            | 13 db               | 2007–2010          | 2021 óta              | BKV                                   |
|                                              | Mercedes-Benz Citaro O530 G Facelift | 18 db            | 18 db               | 2008–2009          | 2018 óta              | BKV                                   |
|                                              | Mercedes-Benz Citaro C2              | 80 db            | 80 db               | 2013–2014          | 2013 óta              | BKV, ArrivaBus                        |
|                                              | Mercedes-Benz Citaro C2 G            | 81 db            | 81 db               | 2013–2014          | 2013 óta              | BKV, ArrivaBus                        |
|                                              | Mercedes-Benz eCitaro                | 40 db            | 40 db               | 2021               | 2021 óta              | MÁV Személyszállítási Zrt.            |
|                                              | Mercedes-Benz Conecto                | 76 db            | 76 db               | 2015–2017          | 2015 óta              | BKV                                   |
|                                              | Mercedes-Benz Conecto NG             | 125 db           | 125 db              | 2020–2022          | 2020 óta              | BKV                                   |
|                                              | Mercedes-Benz Conecto G              | 168 db           | 168 db              | 2015–2017          | 2015 óta              | BKV, ArrivaBus                        |
|                                              | Mercedes-Benz Conecto G NG           | 190 db           | 190 db              | 2020–2022          | 2020 óta              | BKV, MÁV Személyszállítási Zrt.       |
|                                              | MAN Lion’s City                      | 262 db           | 262 db              | 2014–2020          | 2014 óta              | ArrivaBus, MÁV Személyszállítási Zrt. |
|                                              | MAN Lion's City 12                   | 81 db            | 81 db               | 2023               | 2023 óta              | ArrivaBus                             |
|                                              | MAN Lion’s City 12 CNG               | 164 db           | 164 db              | 2022               | 2022 óta              | MÁV Személyszállítási Zrt.            |
|                                              | MAN Lion's City 18                   | 81 db            | 81 db               | 2023               | 2023 óta              | ArrivaBus                             |
|                                              | Volvo 7000                           | 38 db            | 16 db               | 2001–2002          | 2015 óta              | BKV                                   |
|                                              | Volvo 7700                           | 39 db            | 26 db               | 2004–2005          | 2012 óta              | BKV                                   |
|                                              | Volvo 7700A                          | 150 db           | 78 db               | 2004–2006          | 2004 óta              | BKV                                   |
|                                              | Volvo 7700 Hybrid Facelift           | 28 db            | 28 db               | 2010–2012          | 2016 óta              | BKV                                   |
|                                              | Volvo 7900A                          | 61 db            | 61 db               | 2014               | 2014 óta              | MÁV Személyszállítási Zrt.            |
|                                              | Volvo 7900 Hybrid                    | 12 db            | 12 db               | 2012–2014          | 2018 óta              | BKV                                   |
|                                              | Van Hool newA330                     | 4 db             | 2 db                | 2003–2004          | 2013 óta              | BKV                                   |
|                                              | Van Hool newA330 CNG                 | 56 db            | 41 db               | 2004–2008          | 2014 óta              | BKV                                   |
|                                              | Van Hool AG300                       | 32 db            | 9 db                | 2000–2001          | 2009 óta              | BKV                                   |
|                                              | Van Hool newAG300                    | 44 db            | 43 db               | 2004–2007          | 2015 óta              | BKV                                   |
|                                              | Solaris Urbino 10                    | 7 db             | 7 db                | 2006–2010          | 2014 óta              | BKV                                   |
|                                              | Solaris Urbino 8,9 LE                | 4 db             | 4 db                | 2009–2013          | 2022 óta              | BKV                                   |
|                                              | Karsan Atak                          | 17 db            | 15 db               | 2015, 2018         | 2015 óta              | BKV                                   |
|                                              | Vehixel Cytios 3                     | 5 db             | 5 db                | 2008–2011          | 2014 óta              | BKV                                   |
|                                              | Mercedes-Benz Sprinter               | 5 db             | 5 db                | 2010–2011          | 2019 óta              | BKV                                   |
|                                              | Renault Master                       | 6 db             | 6 db                | 2010               | 2010 óta              | BKV                                   |
| Az adatok forrása: Hbweb, winmenetrend.hu és |                                      |                  |                     |                    |                       |                                       |

### Nosztalgiajárművek
Az ikonikus vagy műszaki szempontból különleges járművek megóvása az utókor számára már az 1980-as évek elején elkezdődött, bár ekkor még csak az utolsó selejtezett darabok félreállításáról születtek döntések. 1992-ben megnyílt Szentendrén a Városi Tömegközlekedési Múzeum, ide MÁVAG Tr 3,5-ös, Ikarus 556-os és Ikarus 180-as buszok érkeztek. A csuklós Ikarus 180-as buszt az Autóbusz Járműjavító Főműhely építette újjá 1990. március 1-jére, a budapesti autóbusz-közlekedés 75. évfordulójára. Az 1990-es évek végére a megőrzési és felújítási hajlandóság megszűnt, az indoklás szerint pénzhiány miatt, habár több szervezet is jelezte segítő szándékát. Az 1997-ben privatizált, majd 2005-ben csődbement Gyömrői úti Főműhelyben (BKV Gépjárműjavító És Szolgáltató Kft.) ennek eredményeképp kerültek 2006. április 11-én megsemmisítésre olyan ritkaságok, mint a koporsónak becézett MÁVAG N26/36-os, 1936-os gyártású autóbusz, vagy a FAÜ által 1958-ban beszerzett MÁVAG M5-ös. A 2010-es évek azonban változást hoztak, az egyre romló állapotú Ikarus 180-ast rendbe tették, majd több veterán Ikarus felújítása is elkezdődött.
2012 májusára elkészült a BKV Kelenföldi garázsában az első sorozatú Ikarus 260.00 autóbusz, egy erősen leromlott és hiányos donorjármű felhasználásával. Dél-Pest egy Ikarus 280.49-es autóbusz felújítását végezte el, az 1986-os, gyártáskori állapot bemutatásával. Az Óbudai garázs egy félreállított Ikarus 415.04-es buszt újított fel, így a 400-as széria szóló járműve is megőrzésre kerül. A BKV a régebbi típusok felkutatásába is belekezdett, így sikerült egy MÁVAG Tr 5-ös és Tr 3,5-ös buszokat is felújítani. A 2006-os megsemmisítések idején az utolsónak tartott Tr 5-ősz is szétvágták, ám 2014-ben sikerült fellelni egy darabot, amelynek váza egy verőcei hétvégi ház falába volt beépítve. Hajtásrendszere teljesen, a jármű eleje pedig részben hiányzott, utóbbit korabeli képek alapján rekonstruálták. Ilyen állapotából sikerült 2015 júniusára kiállítható formába hozni.
Néhány jármű még közforgalomban is részt vesz. A budapesti buszközlekedés 100. évfordulójának emlékére a BPO-100 rendszámú Ikarus 260.46-os járművet megőrzendőnek jelöltek ki. A 7-173-as gyors buszoknak emléket állítva egy piros orrú Ikarus 280.40A buszt is megőriztek, a matricák helyett viszont mágneses fóliából készült rá a felirat, amit közforgalomban nem használnak. A további típusokból Ikarus 263-as, 412-es és 435-ös buszok közül is egy-egy darabot kijelöltek megőrzésre. 2017-ben egy Ikarus 630-as típusú kabrió kialakítású buszt is vásárolt a BKV, amit a N109-es jelzésű nosztalgiajáraton lehet kipróbálni nyáron hétvégenként.
A nosztalgiaflotta egyik fontos típusa az első tolócsuklós Ikarus 284-es. A típus a BKV-nál korábban csak tesztüzem formájában vett részt az utasszállításban. 2007-ben a VT-Transman a villamospótláskor használt egy Pécs városában szolgált buszt. Egy másik ilyen típus az Ikarus 521-es, amelyet Volkswagen alvázra építettek és a Várbusz vonalán közlekedett közel 5 évig.
A BKV saját nosztalgiaflottájának bővítése mellett más szervezeteknek is segít autóbuszok felújításában, mint például a Légiközlekedési Kulturális Központtal közösen készült el a Malév-festésű Ikarus 280-as, vagy a szintén Malév-színekre festett Ikarus 55-ös.
A BKV nosztalgiabuszaival többnyire rendezvények, nyílt napok, vagy egyéb események alkalmával lehet utazni. Menetrend szerint három vonalon járnak buszok, az N109-es jelzésű körjárat nyáron hétvégenként jár Ikarus 180-as és Ikarus 630-as busszal: a Deák Ferenc térről indul és az Erzsébet hídon, a budai rakparton és a Margit hídon keresztül tér vissza ugyanide. A C jelzésű vonal a Deák Ferenc tér és a szentendrei Városi Tömegközlekedési Múzeum között közlekedik alkalmanként. Az I jelzésű vonal szintén a Deák Ferenc térről indul, az Andrássy úton halad végig, a Hősök tere és a Városliget érintésével érkezik meg az Erzsébet királyné útjához. A C és I jelzésű vonalon eddig Ikarus 180-as és Ikarus 284-es buszok jártak. Nyári hétvégéken R158-as jelzésű retrójárat is közlekedik a Széll Kálmán tér és a zugligeti libegő között, szombaton Ikarus 260-as, vasárnap pedig Ikarus 415-ös járművel.
| Jármű       | Leírás | Frsz.              | Kép |
| ----------- | --- | ------------------ | --- |
| Ikarus 180  | Az Ikarus első sorozatban készült csuklós busza. Budapesten 1964 és 1980 között közlekedett. A nosztalgiaüzem egyik meghatározó tagja. | LZZ-330            |     |
| Ikarus 260  | A budapesti buszközlekedés 100. évfordulójának emlékére jelölték ki, az Ikarus 260.46-os típusnak állít emléket. | BPO-100            |     |
| Ikarus 260  | A korábbi altípus szerint építették újjá, az Ikarus 260.00 emlékét őrzi. | BPO-671            |     |
| Ikarus 260  | A 2000-es évek végén a BKV Plusz vonalakon használt, ún. „ezüstnyíl” festésű autóbusz. | BPO-301            |     |
| Ikarus 263  | Az Ikarus 263-as nem játszott nagy szerepet a budapesti közlekedésben, inkább műszaki szempontból tekinthető különlegesebb járműnek. | NCA-263            |     |
| Ikarus 280  | Az Ikarus 280.00 típusnak állít emléket. 2023. november 11-én mutatták be. | BPI-280 (BU-86-67) |     |
| Ikarus 280  | A hajdani 7-173 gyorsjárat páros ikonikus piros busza az Ikarus 280.40A típus. | BPO-449            |     |
| Ikarus 280  | Ikarus 280.49 | BPO-477            |     |
| Ikarus 284  | Az első tolócsuklós Ikarus busz. | MZE-284            |     |
| Ikarus 412  | A BKV első alacsony padlós járműve. | BPI-007            |     |
| Ikarus 415  | Gyártáskori állapotára visszaalakított Ikarus 415.04-es autóbusz. | MZE-415            |     |
| Ikarus 435  | Megőrzésre kijelölt busz. | BPO-583            |     |
| Ikarus 521  | A Várbusz vonalán 5 évig közlekedő midibusz Volkswagen alvázra épült az Ikarusban. | NEU-521            |     |
| Ikarus 556  | Az Ikarus 180-as busz szóló változata. A üzemképtelenként kiállított eredeti példány a szentendrei Városi Tömegközlekedési Múzeum tulajdona. 2024 szeptemberére elkészült a BPO-358 rendszámú Ikarus 260-as kocsi alvázának és gépészetének (Rába D10 motor és Voith váltó) megtartásával, új karosszériával replikaként a közlekedésre alkalmas párja. | BP IK-556          |     |
| Ikarus 60   | Az Ikarus első nagyvárosi autóbusza, Budapest 1950-es és 1960-as éveinek meghatározó típusa. | BPI-060            |     |
| Ikarus 620  | Az Ikarus 260-as után a BKV második legnagyobb számban használt szóló busza, 1959 és 1978 között szolgált Budapesten. | –                  |     |
| Ikarus 630  | A korabeli városnéző buszoknak állít emléket. Az N109-es jelzésű nosztalgiajáraton közlekedik. | FKF-550            |     |
| Rába Tr 3,5 | A nosztalgiaflotta két legidősebb tagja. | –                  |     |
| MÁVAG Tr 5  | A nosztalgiaflotta két legidősebb tagja. | PBC-255            |     |

## Autóbuszvonalak

### Jelzések
Budapest autóbusz-hálózata helyi és helyközi viszonylatokból áll. Ezen belül megkülönböztethető alap-, betét-, expressz- és zónázó járat, illetve nappali és éjszakai járatok. A helyi viszonylatokat az ArrivaBus Kft. és a Budapesti Közlekedési Zrt., az agglomerációs és a helyközi viszonylatokat a MÁV Személyszállítási Zrt. üzemelteti. A helyközi buszok számozása 300-tól 895-ig terjed.

#### Alapjáratok
Az alapjáratok az útvonalukat érintő legtöbb megállóban megállnak. Viszonylatjelzésük betűt nem tartalmaz (például: 7, 178, 231).
Kivételek: 2008 előtt egyes alapjáratok betűjelzést vagy nevet viseltek (pl. 7C, City, D), viszont ez a 2008-as paraméterkönyv bevezetésével megszűnt. Azóta mint menetrend szerinti (vagyis nem nosztalgia- vagy ideiglenes) járat, csak a 173G és az utódja, a 7G busz kapott a viszonylatszáma mellé betűt is. (A G betű a menetrend szerint utasokat szállító, garázsból ki- vagy beálló csonkameneteket jelöli.)

#### Betétjáratok
A betétjáratok mindig egy alapjárathoz kapcsolódnak. A betétjáratokat A betűvel jelölik (például: 16A, 30A), ha rövidített útvonalon közlekednek, a viszonylat forgalmasabb szakaszán segítik az utazást. Azokat a járatokat, melyeknek útvonala kis mértékben eltér az alapjárattól, B betűvel jelzik, például: 101B, 194B. A mindenszentek környékén közlekedő temetői kiegészítő járatokat is B betűvel jelzik, például: 36B, 158B. Korábban betétjáratokat C, D, I és M betűvel is jelöltek.
Kivétel: a 996A busz nem a 996-os busz rövidített útvonalán közlekedik, hanem ugyanazon két végállomás között, de a rákosszentmihályi szakaszon attól kissé eltérő útvonalon.

#### Expresszjáratok
Az expresszjáratok (2008-ig gyorsjáratok) rendszerint csak az útvonalukba eső fontosabb, forgalmasabb megállókban állnak meg, ezzel rövidítve a menetidőt az utasok célhelyre való gyorsabb eljutása érdekében. Jelölése E betű (például: 7E, 200E). Azoknak a belvárost érintő, várost átszelő járatoknak a jelölése is E, melyek a vonal egy részén alapjáratként, a másik részén gyorsjáratként közlekednek (például: 8E, 133E).
Kivételek: 2015 októberében, egy konferencia idején 100K és 200K jelzéssel közlekedtek expresszjáratok.

#### Zónázó járatok
A zónázó járatok célja egy külső városrészben lakó utasok lehető leggyorsabb eljuttatása a város forgalmas közlekedési csomópontjaiba, jellemzően metróállomásokhoz. Ennek érdekében az általuk feltárt külső területen a megállók többségében vagy mindegyikében megállnak, míg a belsőbb, más járatokkal közös szakaszon az expresszjáratokhoz hasonlóan csak a főbb megállókban. Jelölésük szintén E betű (például: 20E, 97E), kivétel ez alól a 101B.

#### Múzeumbuszok
A Múzeumok Éjszakája rendezvénysorozat idején múzeumi különjáratok közlekednek az egyes kiállítóhelyek között. Az MU jelzéssel ellátott járatokat 2018-tól vonaljegyekkel és bérletekkel is igénybe lehet venni.

#### Éjszakai járatok
Az éjszakai járatok a nappali alapjáratokhoz képest hosszabb útvonalon közlekednek, jelzésük 900 és 999 közötti, például: 914, 950. Az éjszakai betétjáratok a nappali betétjáratokhoz hasonlóan A és B jelzést is viselnek, pl. 914A, 972B. Az 1980-as évektől 2005. szeptember 1-jéig a járatokat É betűvel látták el, például: 14É, 50É. Ez alól akkoriban kivétel volt a 956-os busz (2000 és 2005 között) és a 2002 szilveszterén közlekedő 973-as busz.
Kivételek: a 200E busz éjjel-nappal közlekedik, továbbá a nappali járatok közül a 100E és a 168E busz jár az átlagnál hosszabb üzemidőben.
| Jelzés                        | Jelentése | Példa                        |
| Napjainkban is használatosak  | Napjainkban is használatosak | Napjainkban is használatosak |
| ----------------------------- | --- | ---------------------------- |
| nincs                         | Alapjárat | 7, 220                       |
| A                             | Az alapjáratnál rövidebb útvonalon közlekedő, jellemzően sűrítő vagy kis forgalmú időszakokban pótló viszonylat                     | 30A, 241A                    |
| B                             | Az alapjárattal nagyrészt megegyező, vagy azzal azonos de hosszabb útvonalon közlekedő kiegészítő járat                             | 40B, 194B                    |
| E                             | Zónázó járatok, gyorsjáratok és expresszjáratok                                                                                     | 20E, 100E                    |
| G                             | Garázsmeneti viszonylat külön jelzéssel                                                                                             | 7G                           |
| N                             | Nosztalgiajáratok nosztalgia díjszabás szerint                                                                                      | N1, N109                     |
| MU                            | Múzeumbuszok a Múzeumok Éjszakája rendezvénysorozat idején                                                                          | MU1, MU7                     |
| R                             | Retrójáratok normál díjszabás szerint                                                                                               | R158                         |
| M                             | Metrópótlójárat felújítás, baleset, műszaki hiba idején az esemény végéig                                                           | M3 metrópótló                |
| Korábban alkalmazott jelzések | |                              |
| C                             | Betétjárat vagy ideiglenes járat | 50C, 218C                    |
| D                             | Betétjárat | 67D                          |
| É                             | Éjszakai járat, az 1980-as évektől 2005-ig használták                                                                               | 1É, 49É                      |
| GY                            | Gyári járatok az 1960-as években | GY1, GY14                    |
| H                             | Sportolásra alkalmas hóviszonyok esetén közlekedő járat                                                                             | 156H                         |
| i, I                          | Iskolajárat | 140i, 293I                   |
| K                             | 1980-ig villamospótló járat, villamosviteldíjjal; 2015-ben ideiglenes járat                                                         | K, 200K                      |
| M                             | Metróra ráhordó és/vagy ideiglenes járat                                                                                            | 8M, 223M                     |
| R                             | Temetői és ideiglenes járat | R54, R4                      |
| S                             | Strandjárat | S2, S3                       |
| T                             | Telkes járat | T1, T4                       |
| V                             | Villamospótló járat | 3V, 101V                     |
| Y                             | Az alapjárattal nagyrészt azonos útvonalon haladó, de eltérő végpontig közlekedő (Y alakban elágazó) járat                          | 41Y, 59Y                     |
| Betűs járatok                 | Számjelzés nélküli járatok, jellemzően külön díjszabás szerint közlekedtek                                                          | C, H                         |
| Neves járatok                 | Többnyire szerződéses formában, egyes kerületek belvárosi kapcsolatát jelentő, vagy a kerület fontos intézményeit összekötő járatok | Alacska, Palota              |
| Gyorsjáratok                  | 1977 és 2008 között a gyorsjáratokat piros színnel és kerettel jelölték                                                             | 35, 81                       |

### Vonalhálózat
| A BKK nappali autóbuszvonal-hálózata | A BKK nappali autóbuszvonal-hálózata                                                                      | A BKK nappali autóbuszvonal-hálózata |
| Viszonylat                           | Végállomások                                                                                              | Fontosabb információk |
| ------------------------------------ | --- | --- |
| 5                                    | Pasaréti tér – Rákospalota, Kossuth utca                                                                  | |
| 7                                    | Újpalota, Nyírpalota út – Albertfalva vasútállomás                                                        | |
| 7E                                   | Újpalota, Nyírpalota út – Blaha Lujza tér M                                                               | |
| 7G                                   | Cinkotai autóbuszgarázs → Újpalota, Nyírpalota út                                                         | Csak hajnalban közlekedik, egy indulással. Munkaszüneti napokon nem jár. |
| 8E                                   | Újpalota, Nyírpalota út – Gazdagrét – Kelenföld vasútállomás M                                            | |
| 9                                    | Kőbánya alsó vasútállomás – Óbuda, Bogdáni út                                                             | |
| 10                                   | Örs vezér tere M+H – Expó tér (körjárat)                                                                  | Hétvégente csak előre meghirdetett időpontokban, rendezvények alkalmával közlekedik. |
| 11                                   | Batthyány tér M+H – Nagybányai út                                                                         | |
| 13                                   | Budatétény vasútállomás (Campona) – Angeli utca / Nagytétényi út – Diósd, Búzavirág utca                  | |
| 13A                                  | Budatétény vasútállomás (Campona) – Diósd, Sashegyi út                                                    | Csak hajnalban és este közlekedik. |
| 15                                   | Boráros tér H – Gyöngyösi utca M                                                                          | |
| 16                                   | Deák Ferenc tér M – Dísz tér – Széll Kálmán tér M                                                         | |
| 16A                                  | Széll Kálmán tér M – Dísz tér                                                                             | |
| 20E                                  | Káposztásmegyer, Szilas-patak – Keleti pályaudvar M                                                       | |
| 21                                   | Széll Kálmán tér M – Normafa, látogatóközpont                                                             | |
| 21A                                  | Széll Kálmán tér M – Svábhegy                                                                             | Csak a munkanapi csúcsidőszakokban közlekedik. |
| 22                                   | Széll Kálmán tér M – Budakeszi, Tesco áruház                                                              | Ünnepnapokon nem közlekedik. |
| 22A                                  | Széll Kálmán tér M – Budakeszi, Dózsa György tér                                                          | |
| 25                                   | Mexikói út M – Újpest-központ M                                                                           | |
| 26                                   | Nyugati pályaudvar M – Margitsziget – Göncz Árpád városközpont M                                          | |
| 27                                   | Móricz Zsigmond körtér M – Sánc utca                                                                      | |
| 29                                   | Szentlélek tér H – Hűvösvölgy                                                                             | |
| 30                                   | Keleti pályaudvar M – Káposztásmegyer, Mogyoródi-patak                                                    | |
| 30A                                  | Keleti pályaudvar M – Megyer, Szondi utca                                                                 | |
| 31                                   | Örs vezér tere M+H – Árpádföld, Bekecs utca                                                               | |
| 32                                   | Göncz Árpád városközpont M – Örs vezér tere M+H                                                           | |
| 33                                   | Móricz Zsigmond körtér M – Nagytétény-Diósd vasútállomás                                                  | |
| 33A                                  | Móricz Zsigmond körtér M → Építész utca                                                                   | Csak munkanapokon reggel közlekedik, kizárólag egy irányban. |
| 34                                   | Göncz Árpád városközpont M – Békásmegyer, Újmegyeri tér                                                   | |
| 35                                   | Szentlőrinci úti lakótelep – Csepel, Csillagtelep                                                         | |
| 36                                   | Pestszentlőrinc vasútállomás – Csepel, Csillagtelep                                                       | |
| 36B                                  | Gubacsi út / Határ út – Erzsébeti temető – Szentlőrinci úti lakótelep                                     | Időszakos temetői járat, kizárólag mindenszentek környékén közlekedik. |
| 38                                   | Csepel, Szent Imre tér – Szigetszentmiklós, Szabadság utca – Csepel, Szent Imre tér                       | Ünnepnapokon az Auchan áruházat nem érinti. |
| 38A                                  | Csepel, Szent Imre tér – Lakihegy, Cseresznyés utca                                                       | Ünnepnapokon az Auchan áruházat nem érinti. |
| 39                                   | Batthyány tér M+H – Kissvábhegy                                                                           | |
| 40                                   | Kelenföld vasútállomás M – Budaörsi lakótelep                                                             | A Gimnázium érintésével közlekedik. |
| 40B                                  | Kelenföld vasútállomás M – Budaörsi lakótelep                                                             | A Lévai utca érintésével közlekedik. |
| 40E                                  | Kelenföld vasútállomás M – Budaörsi lakótelep                                                             | Csak a munkanapi csúcsidőszakokban közlekedik. |
| 44                                   | Örs vezér tere M+H – Centenáriumi lakótelep                                                               | |
| 45                                   | Örs vezér tere M+H – Cinkota, Lassú utca                                                                  | |
| 46                                   | Újpalota, Nyírpalota út – Helikopter lakópark                                                             | Vonalközi végállomás Újpalota felé: Rákoskeresztúr, városközpont. |
| 53                                   | Újbuda-központ M – Mindszenty József bíboros tér                                                          | Újbuda-központ felé betér Kelenföld vasútállomáshoz. |
| 54                                   | Boráros tér H – Pestszentimre, Ültetvény utca (– Víztorony tér)                                           | Reggelente, és esténként csak a Boráros tér és Pestszentimre között közlekedik. |
| 55                                   | Boráros tér H – Gyál, Vecsési út                                                                          | |
| 57                                   | Hűvösvölgy – Remetekertváros – Pesthidegkút (körjárat)                                                    | |
| 58                                   | Móricz Zsigmond körtér M – Balatoni út / Háros utca                                                       | Kelenvölgy érintésével közlekedik, mindkét irányban betér Kelenföld vasútállomáshoz. |
| 63                                   | Hűvösvölgy – Nagykovácsi, Tisza István tér                                                                | |
| 64                                   | Hűvösvölgy – Solymár, Auchan áruház                                                                       | Solymár, Templom tér érintésével közlekedik. Ünnepnapokon nem közlekedik. |
| 64A                                  | Hűvösvölgy – Solymár, Templom tér                                                                         | |
| 65                                   | Kolosy tér – Szépvölgyi dűlő                                                                              | Fenyőgyöngye és Szépvölgyi dűlő között utazási igény esetén közlekedik. |
| 65A                                  | Kolosy tér – Fenyőgyöngye                                                                                 | |
| 66                                   | Határ út M – Soroksár, központi raktárak                                                                  | |
| 66B                                  | Határ út M – Soroksár, BILK                                                                               | Munkaszüneti napokon nem közlekedik. |
| 66E                                  | Határ út M – Soroksár, BILK                                                                               | Csak a munkanapi csúcsidőszakokban közlekedik. |
| 67                                   | Örs vezér tere M+H – Rákoskeresztúr, Aranylúd utca                                                        | |
| 68                                   | Kispest, Vas Gereben utca – Akadémiaújtelep, 525. tér                                                     | |
| 68B                                  | Kőbánya-Kispest M – Új köztemető                                                                          | Időszakos temetői járat, kizárólag mindenszentek környékén közlekedik. |
| 71                                   | Csepel, Szent Imre tér → Csepel, Horgásztanya → Csepel, Királyerdő út → Csepel, Szent Imre tér (körjárat) | Ellenkező irányban a 152-es busz közlekedik. |
| 84E                                  | Határ út M – Gyál, Deák Ferenc utca                                                                       | |
| 85                                   | Örs vezér tere M+H – Kőbánya-Kispest M                                                                    | |
| 85E                                  | Örs vezér tere M+H – Kőbánya-Kispest M                                                                    | Csak a munkanapi csúcsidőszakokban közlekedik. |
| 87                                   | Kelenföld vasútállomás M – Kamaraerdő – Mechanikai Művek                                                  | A hajnali valamint az esti órákban Kamaraerdő és Mechanikai Művek között utazási igény esetén közlekedik. |
| 87A                                  | Kelenföld vasútállomás M – Kamaraerdő                                                                     | |
| 88                                   | Kelenföld vasútállomás M – Budaörs – Törökbálint – Budatétény vasútállomás (Campona)                      | |
| 88A                                  | Kelenföld vasútállomás M – Budaörs – Törökbálint – Törökbálint, Nyár utca                                 | |
| 89E                                  | Határ út M – Gyál, Bem József utca                                                                        | |
| 91                                   | Nyugati pályaudvar M – Széll Kálmán tér M                                                                 | A Rózsadombon keresztül közlekedik. |
| 92                                   | Rákosszentmihály vasútállomás – Auchan Liget                                                              | Ünnepnapokon nem közlekedik. |
| 92A                                  | Rákosszentmihály vasútállomás – Kistarcsa, kórház H                                                       | Csak munkanapokon reggel és ünnepnapokon közlekedik. |
| 93                                   | Kőbánya-Kispest M – Szemeretelep vasútállomás                                                             | |
| 93A                                  | Kőbánya-Kispest M – Pestszentlőrinc, Fedezék utca                                                         | |
| 94E                                  | Határ út M – Gyál, Vecsési út                                                                             | Csak a munkanapi csúcsidőszakokban közlekedik. |
| 95                                   | Puskás Ferenc Stadion M – Felsőcsatári köz                                                                | |
| 96                                   | Újpalota, Szentmihályi út – Újpest, Fóti út                                                               | |
| 97E                                  | Örs vezér tere M+H – Rákoskert sugárút                                                                    | |
| 98                                   | Kőbánya-Kispest M – Rákoscsaba vasútállomás                                                               | |
| 98E                                  | Kőbánya-Kispest M – Rákoshegy vasútállomás                                                                | Csak a munkanapi csúcsidőszakokban közlekedik. |
| 99                                   | Blaha Lujza tér M (Népszínház utca) – Pesterzsébet, Mátyás király tér                                     | |
| 100E                                 | Deák Ferenc tér M – Liszt Ferenc Airport 2                                                                | A járaton egyedi díjszabás van érvényben, csak a repülőtéri vonaljeggyel lehet igénybe venni. Éjjel-nappal közlekedik.                                                                                        |
| 101B                                 | Kelenföld vasútállomás M – Baross Gábor-telep                                                             | Csak a munkanapi csúcsidőszakokban közlekedik. |
| 101E                                 | Kelenföld vasútállomás M – Budatétény vasútállomás (Campona)                                              | |
| 102                                  | Széll Kálmán tér M – Szendrő utca                                                                         | |
| 104                                  | Rákospalota, Kossuth utca – Dunakeszi, Auchan áruház                                                      | Ünnepnapokon és késő este 104A jelzéssel csak Székesdűlő, ipartelepig közlekedik. |
| 104A                                 | Rákospalota, Kossuth utca – Székesdűlő, ipartelep                                                         | Csak hajnalban, reggel és este, valamint ünnepnapokon közlekedik. |
| 105                                  | Apor Vilmos tér – Gyöngyösi utca M                                                                        | |
| 106                                  | Göncz Árpád városközpont M – Római úti lakótelep                                                          | |
| 108E                                 | Újpalota, Nyírpalota út – Kelenföld vasútállomás M – Gazdagréti tér                                       | Csak a munkanapi csúcsidőszakokban közlekedik. |
| 110                                  | Rákospatak utca / Csömöri út – Thomán István utca                                                         | |
| 111                                  | Batthyány tér M+H – Óbuda, Bogdáni út                                                                     | Csak a munkanapi csúcsidőszakokban közlekedik. |
| 112                                  | Rákospatak utca / Csömöri út – Thomán István utca                                                         | Késő esténként és hétvégén reggel csak a Keleti pályaudvar és a Thomán István utca között közlekedik. |
| 113                                  | Budatétény vasútállomás (Campona) – Angeli utca / Nagytétényi út – Diósd, Sashegyi út                     | |
| 113A                                 | Budatétény vasútállomás (Campona) – Angeli utca / Nagytétényi út                                          | Csak munkanapokon közlekedik. |
| 114                                  | Móricz Zsigmond körtér M – Baross Gábor-telep, Ispiláng utca                                              | |
| 116                                  | Fény utcai piac – Dísz tér                                                                                | Szombaton délután és munkaszüneti napokon nem közlekedik. |
| 117                                  | Kőbánya alsó vasútállomás – Mélytó utca                                                                   | Csak munkanapokon közlekedik. |
| 118                                  | Szentlélek tér H – Óbudai autóbuszgarázs                                                                  | |
| 118B                                 | Szentlélek tér H – Óbudai temető – Óbudai autóbuszgarázs                                                  | Időszakos temetői járat, kizárólag mindenszentek környékén közlekedik. |
| 119                                  | Gubacsi út / Határ út – Zodony utca                                                                       | |
| 120                                  | Göncz Árpád városközpont M – Újpest-központ M                                                             | |
| 121                                  | Újpest-városkapu M (Temesvári utca) – Káposztásmegyer, Szilas-patak                                       | |
| 122E                                 | Újpest-városkapu M – Káposztásmegyer, Mogyoródi-patak                                                     | |
| 123                                  | Határ út M – Soroksár, IKEA áruház                                                                        | Ünnepnapokon 123A jelzéssel csak a Szentlőrinci úti lakótelepig közlekedik. |
| 123A                                 | Határ út M – Szentlőrinci úti lakótelep                                                                   | |
| 124                                  | Bosnyák tér – Rákospalota, Bogáncs utca                                                                   | |
| 125                                  | Bosnyák tér – Rákospalota, MEDIMPEX                                                                       | |
| 126                                  | Káposztásmegyer, Szilas-patak – Dunakeszi, Auchan áruház                                                  | |
| 128                                  | Széll Kálmán tér M – Regőczi István tér                                                                   | |
| 129                                  | Széll Kálmán tér M – Szent Ferenc Kórház                                                                  | |
| 130                                  | Puskás Ferenc Stadion M – Újpalota, Sárfű utca                                                            | |
| 131                                  | Örs vezér tere M+H – Kisszentmihály, Baross utca                                                          | |
| 132E                                 | Kőbánya-Kispest M – Szent Lőrinc-telep                                                                    | |
| 133E                                 | Újpalota, Nyírpalota út – Nagytétény, ipartelep                                                           | |
| 134                                  | Szentlélek tér H – Békásmegyer, Újmegyeri tér                                                             | |
| 135                                  | Millenniumtelep H – Soroksár, IKEA áruház                                                                 | Ünnepnapokon csak a Szentlőrinci úti lakótelepig közlekedik. |
| 136                                  | Kőbánya-Kispest M – Havanna utcai lakótelep, Fiatalság utca                                               | |
| 137                                  | Szentlélek tér H – Erdőalja út – Máramaros út                                                             | |
| 138                                  | Csepel, Szent Imre tér – Budatétény vasútállomás (Campona)                                                | Ünnepnapokon, valamint egyes menetekben az Auchan áruházat nem érinti. |
| 139                                  | Széll Kálmán tér M – Gazdagréti tér                                                                       | |
| 140                                  | Széll Kálmán tér M – Törökbálint, bevásárlóközpont                                                        | Munkaszüneti napokon nem közlekedik. |
| 140A                                 | Széll Kálmán tér M – Budaörsi lakótelep                                                                   | Munkaszüneti napokon nem közlekedik. |
| 140B                                 | Budaörsi lakótelep – Törökbálint, bevásárlóközpont                                                        | Ünnepnapokon csak Törökbálint, Sportközpontig közlekedik. |
| 141                                  | Kelenföld vasútállomás M – Savoya Park                                                                    | Kelenvölgy érintése nélkül közlekedik. |
| 142E                                 | Határ út M – Gloriett lakótelep                                                                           | |
| 144                                  | Örs vezér tere M+H – Rákosszentmihály, Csömöri út                                                         | |
| 146                                  | Újpalota, Nyírpalota út → Rákoskeresztúr, városközpont                                                    | Csak Rákoskeresztúr felé munkanapokon reggel közlekedik. |
| 146A                                 | Cinkotai autóbuszgarázs → Rákoskeresztúr, városközpont                                                    | Csak Rákoskeresztúr felé közlekedik, hajnalban, reggel, illetve munkanapokon délután. |
| 147                                  | Újpest-központ M – Megyer, Julianus barát utca                                                            | |
| 148                                  | Kőbánya-Kispest M – Csepel, Soroksári rév                                                                 | |
| 149                                  | Széll Kálmán tér M – Fenyves utca                                                                         | |
| 150                                  | Újbuda-központ M – Budatétény vasútállomás (Campona)                                                      | A munkanapokon reggel csak Kelenföld, délután csak Budatétény felé közlekedik, és mindkét irányban betér Kelenföld vasútállomáshoz.                                                                           |
| 150                                  | Újbuda-központ M – Budatétény vasútállomás (Campona)                                                      | Csak a munkanapi csúcsidőszakokban közlekedik, reggel Budatétény, délután Kelenföld felé. Mindkét irányban betér Kelenföld vasútállomáshoz és a Lomnici utcához.                                              |
| 151                                  | Csepel, Határ utca – Kőbánya alsó vasútállomás                                                            | |
| 152                                  | Csepel, Szent Imre tér → Csepel, Királyerdő út → Csepel, Horgásztanya → Csepel, Szent Imre tér (körjárat) | Ellenkező irányban a 71-es busz közlekedik. |
| 153                                  | Gazdagréti tér – Infopark (Pázmány Péter sétány)                                                          | |
| 154                                  | Gazdagréti tér – Újbuda-központ M – BudaPart                                                              | Esténként csak az Újbuda-központig közlekedik. |
| 155                                  | Széll Kálmán tér M – Fácános tér                                                                          | |
| 156                                  | Széll Kálmán tér M – Dániel út                                                                            | Csak munkanapokon közlekedik. |
| 157                                  | Hűvösvölgy – Budaliget, Géza fejedelem útja – Solymár, Kerekhegy                                          | Géza fejedelem útja és Solymár, Kerekhegy között igény esetén közlekedik. |
| 157A                                 | Hűvösvölgy – Budaliget, Géza fejedelem útja                                                               | |
| 158                                  | Balatoni út / Háros utca – Savoya Park                                                                    | Munkanapokon reggel és délután, illetve szombaton reggeltől 13 óráig közlekedik. |
| 158B                                 | Savoya Park – Budafoki temető                                                                             | Időszakos temetői járat, kizárólag mindenszentek környékén közlekedik. |
| 159                                  | Csepel, Szent Imre tér – Szent László úti lakótelep                                                       | |
| 160                                  | Óbudai rendelőintézet – Szent Margit Kórház – Békásmegyer H (Csobánka tér)                                | |
| 161                                  | Örs vezér tere M+H – Kucorgó tér                                                                          | |
| 161A                                 | Örs vezér tere M+H – Rákoskeresztúr, városközpont                                                         | Csak a munkanapi csúcsidőszakokban közlekedik. |
| 161E                                 | Örs vezér tere M+H – Kucorgó tér                                                                          | Csak a munkanapi csúcsidőszakokban közlekedik. |
| 162                                  | Kőbánya alsó vasútállomás – Maglód, Auchan áruház                                                         | Ünnepnapokon 262-es jelzéssel csak Rákoskert sugárútig közlekedik. |
| 164                                  | Hűvösvölgy – Solymár, PEMÜ                                                                                | Solymár, Templom tér érintésével közlekedik. |
| 164B                                 | Hűvösvölgy – Solymár, PEMÜ                                                                                | Solymár, Templom tér és Solymár vasútállomás érintésével közlekedik. |
| 165                                  | Kolosy tér – Remetehegyi út                                                                               | |
| 166                                  | Gubacsi út / Határ út – Ferihegy vasútállomás                                                             | |
| 168E                                 | Örs vezér tere M+H – Rákoshegy, Ferihegyi út                                                              | |
| 169E                                 | Örs vezér tere M+H – Pécel, Kun József utca                                                               | |
| 170                                  | Újpest-központ M – Rákospalota, Csömöri-patak                                                             | Hétköznap késő este, hétvégén hajnalban és késő este 270-es jelzéssel közlekedik. |
| 172                                  | Kelenföld vasútállomás M – Munkácsy Mihály utca (hősi emlékmű) – Törökbálint vasútállomás                 | |
| 173                                  | Kelenföld vasútállomás M – Törökbálint vasútállomás – Munkácsy Mihály utca (hősi emlékmű)                 | |
| 174                                  | Örs vezér tere M+H – Cinkota H                                                                            | Csak a munkanapi csúcsidőszakokban közlekedik. |
| 175                                  | Újpalota, Szentmihályi út – Cinkota H                                                                     | |
| 176E                                 | Örs vezér tere M+H – Rákoscsaba-Újtelep, Tóalmás utca                                                     | Csak a munkanapokon közlekedik. |
| 178                                  | Naphegy tér – Deák Ferenc tér M                                                                           | |
| 179                                  | Közvágóhíd H – Csepel, Szent Imre tér                                                                     | Csak munkanapokon közlekedik. |
| 181                                  | Aszódi utca – József Attila lakótelep, Távíró utca                                                        | |
| 182                                  | Kőbánya-Kispest M – Alacskai úti lakótelep                                                                | |
| 182A                                 | Kőbánya-Kispest M – Varjú utca                                                                            | Csak a munkanapi csúcsidőszakokban közlekedik. |
| 183                                  | Pestszentlőrinc, Szarvas csárda tér – Szemeretelep vasútállomás                                           | |
| 184                                  | Kőbánya-Kispest M – Pestszentimre, Benjámin utca                                                          | |
| 185                                  | Kőbánya alsó vasútállomás – Újhegyi út, Sportliget                                                        | |
| 187                                  | Kelenföld vasútállomás M – Kamaraerdő                                                                     | |
| 188                                  | Kelenföld vasútállomás M – Budakeszi, Honfoglalás sétány                                                  | |
| 188E                                 | Kelenföld vasútállomás M – Budakeszi, Honfoglalás sétány                                                  | Csak a munkanapi csúcsidőszakokban közlekedik. |
| 191                                  | Nyugati pályaudvar M – Sarolta utca                                                                       | |
| 193E                                 | Kőbánya-Kispest M – Ganztelep, Mednyánszky utca – Vecsés, Market Central Ferihegy                         | Csak a munkanapi csúcsidőszakokban közlekedik. Ganztelep irányában 2 menet továbbközlekedik a 236-os busz vonalán a Market Central bevásárlóközpontig, onnan pedig 1 menet közlekedik Kőbánya-Kispest M felé. |
| 194                                  | Határ út M – Gloriett lakótelep                                                                           | |
| 194B                                 | Határ út M – Gloriett lakótelep                                                                           | Betér a Besence utcába. Csak Gloriett lakótelep irányába közlekedik munkanapokon, a műszakváltások időszakában.                                                                                               |
| 195                                  | Puskás Ferenc Stadion M – Rákoskeresztúr, városközpont                                                    | |
| 196                                  | Újpalota, Szentmihályi út – Káposztásmegyer, Szilas-patak                                                 | |
| 196A                                 | Újpalota, Szentmihályi út – Újpest-városkapu M (Temesvári utca)                                           | |
| 197                                  | Rákoskert vasútállomás – Kucorgó tér (körjárat)                                                           | Csak munkanapokon közlekedik. |
| 198                                  | Dél-pesti autóbuszgarázs – Rákoscsaba-Újtelep, Tóalmás utca                                               | |
| 200E                                 | Kőbánya-Kispest M – Liszt Ferenc Airport 2                                                                | Éjjel-nappal közlekedik. |
| 202E                                 | Kőbánya-Kispest M – Kucorgó tér                                                                           | |
| 204                                  | Rákospalota, Kossuth utca – Békásmegyer, Újmegyeri tér                                                    | Ünnepnapokon, valamint késő este az Auchan áruházat nem érinti. |
| 212                                  | Boráros tér H – Svábhegy – Normafa, látogatóközpont                                                       | |
| 212A                                 | Boráros tér H – Svábhegy                                                                                  | |
| 212B                                 | Boráros tér H – Svábhegy – Normafa, látogatóközpont – Csillebérc, KFKI                                    | Csak a munkanapi csúcsidőszakokban közlekedik. |
| 213                                  | Móricz Zsigmond körtér M – Baross Gábor-telep, Török utca                                                 | |
| 214                                  | Móricz Zsigmond körtér M – Baross Gábor-telep, Ispiláng utca                                              | Csak a munkanapi csúcsidőszakokban közlekedik. |
| 216                                  | Deák Ferenc tér M – Dísz tér                                                                              | |
| 217                                  | Kőbánya alsó vasútállomás – Pestszentlőrinc, Szarvas csárda tér                                           | Munkanapokon a Kada utcán át, hétvégén a Sibrik Miklós úton át közlekedik. |
| 217E                                 | Pestszentlőrinc, Szarvas csárda tér – Blaha Lujza tér M (Népszínház utca)                                 | Csak a munkanapi csúcsidőszakokban közlekedik. |
| 218                                  | Szentlélek tér H – Solymár, Auchan áruház                                                                 | Ünnepnapokon, valamint egyes menetekben csak Pilisborosjenő, Téglagyári térig közlekedik. |
| 219                                  | Csillaghegy H – Ürömhegyi út / Jutas utca                                                                 | Részben telefonon előre jelzett utazási igény esetén közlekedik. |
| 220                                  | Újpest-központ M – Újpest, Erdősor út                                                                     | |
| 221                                  | Széll Kálmán tér M – Csillebérc, KFKI                                                                     | Hétvégente hajnalban és késő este Csillebérc, gyermekvasút és Csillebérc, KFKI között csak telefonon előre jelzett utazási igény esetén közlekedik.                                                           |
| 222                                  | Széll Kálmán tér M – Budakeszi, Honfoglalás sétány                                                        | |
| 223E                                 | Boráros tér H – Pesterzsébeti lakótelep                                                                   | |
| 224                                  | Boráros tér H – Szentlőrinci úti lakótelep                                                                | |
| 224E                                 | Boráros tér H – Szentlőrinci úti lakótelep                                                                | Csak a munkanapi csúcsidőszakokban közlekedik. |
| 225                                  | Mexikói út M – Rákospalota, Székely Elek út                                                               | Csak a munkanapi csúcsidőszakokban közlekedik. |
| 226                                  | Nyugati pályaudvar M – Margitsziget – Óbudai-sziget                                                       | Csak május 1. és október 15. között, hétvégén és ünnepnapokon közlekedik. |
| 230                                  | Keleti pályaudvar M – Megyer, Aquaworld                                                                   | |
| 231                                  | Örs vezér tere M+H – Rákospalota, Kossuth utca                                                            | |
| 231B                                 | Cserba Elemér út → Örs vezér tere M+H                                                                     | Kizárólag munkanapokon közlekedik, egy irányban. |
| 236                                  | Vecsés, Market Central Ferihegy – Havanna utcai lakótelep, Fiatalság utca                                 | Ünnepnapokon nem közlekedik. |
| 236A                                 | Ganztelep, Mednyánszky utca – Havanna utcai lakótelep, Fiatalság utca                                     | Kizárólag munkanapokon közlekedik. |
| 237                                  | Szentlélek tér H – Jablonka út                                                                            | |
| 238                                  | Csepel, Szent Imre tér – Szigetszentmiklós, Szabadság utca – Csepel, Szent Imre tér                       | Ünnepnapokon az Auchan áruházat nem érinti. |
| 240                                  | Móricz Zsigmond körtér M – Budaörsi lakótelep                                                             | |
| 243                                  | Békásmegyer H – Pince köz – Donát utca (körjárat)                                                         | |
| 244                                  | Örs vezér tere M+H – Centenáriumi lakótelep                                                               | Csak munkanapokon közlekedik. |
| 250                                  | Kelenföld vasútállomás M – Savoya Park                                                                    | |
| 250B                                 | Kelenföld vasútállomás M – Savoyai Jenő tér (Törley tér)                                                  | Csak a munkanapi csúcsidőszakokban közlekedik. |
| 251                                  | Kelenföld vasútállomás M – Savoya Park                                                                    | A munkanapi csúcsidőszakokban nem közlekedik. |
| 251A                                 | Kelenföld vasútállomás M – Városház tér                                                                   | A munkanapi csúcsidőszakokban nem közlekedik. |
| 251E                                 | Kelenföld vasútállomás M – Városház tér                                                                   | Csak a munkanapi csúcsidőszakokban közlekedik. |
| 254E                                 | Népliget M – Alacskai úti lakótelep                                                                       | Csak a munkanapi csúcsidőszakokban közlekedik. A Tölgy utcát csak reggel, az Alacskai utat csak délután érinti.                                                                                               |
| 255E                                 | Boráros tér H – Alacskai úti lakótelep                                                                    | Csak a munkanapi csúcsidőszakokban közlekedik. A Tölgy utcát csak reggel, az Alacskai utat csak délután érinti.                                                                                               |
| 257                                  | Hűvösvölgy – Pesthidegkút – Remetekertváros (körjárat)                                                    | |
| 260                                  | Óbudai rendelőintézet – Szent Margit Kórház – Harsánylejtő (Citronella utca)                              | |
| 261E                                 | Liget sor → Örs vezér tere M+H                                                                            | Csak munkanapokon reggel közlekedik, kizárólag egy irányban. |
| 262                                  | Kőbánya alsó vasútállomás – Rákoskert sugárút                                                             | Csak esténként, valamint munkanapokon reggelente közlekedik, illetve ünnepnapokon egész nap jár. |
| 264                                  | Hűvösvölgy – Solymár, PEMÜ                                                                                | Solymár, Templom teret nem érinti. |
| 266                                  | Ganztelep, Mednyánszky utca – Pestszentimre vasútállomás (Vasút utca)                                     | |
| 268                                  | Kispest, Vas Gereben utca – Akadémiaújtelep, 525. tér                                                     | |
| 269                                  | Rákoscsaba vasútállomás – Színes utca                                                                     | Részben telefonon előre jelzett utazási igény esetén közlekedik. |
| 270                                  | Újpest-központ M – Rákospalota, Csömöri-patak                                                             | Hétköznap késő este és hétvégén hajnalban, illetve késő este közlekedik a 12-es villamos és a 170-es busz helyett.                                                                                            |
| 272                                  | Kelenföld vasútállomás M – Légimentők – Törökbálint, Márta utca                                           | |
| 275                                  | Rákoscsaba vasútállomás – Piski utca (óvoda)                                                              | Részben telefonon előre jelzett utazási igény esetén közlekedik. |
| 276E                                 | Örs vezér tere M+H → Rákoscsaba-Újtelep → Örs vezér tere M+H                                              | |
| 277                                  | Örs vezér tere M+H – Bosnyák tér                                                                          | |
| 278                                  | Csepel, Szent Imre tér – Szigetszentmiklós, Szabadság utca – Csepel, Szent Imre tér                       | Csak munkanapokon közlekedik, reggel Szigetszentmiklós felé, délután Csepel felé. |
| 279                                  | Lakihegy, Cseresznyés utca – Szigetszentmiklós, Szabadság utca – Auchan, Sziget áruház                    | Csak munkanapokon délután közlekedik, körforgalomban. |
| 279B                                 | Lakihegy, Cseresznyés utca – Szigetszentmiklós, Teleki utca – Szigetszentmiklós, Szabadság utca           | Csak munkanapokon délután közlekedik, körforgalomban. |
| 280                                  | Auchan Sziget áruház – Szigetszentmiklós, Szabadság utca – Lakihegy, Cseresznyés utca                     | Csak munkanapokon reggel közlekedik, körforgalomban. |
| 280B                                 | Szigetszentmiklós, Szabadság utca – Szigetszentmiklós, Teleki utca – Lakihegy, Cseresznyés utca           | Csak munkanapokon reggel közlekedik, körforgalomban. |
| 281                                  | Aszódi utca – Ferencvárosi rendelőintézet (körjárat)                                                      | Csak munkanapokon közlekedik. |
| 282E                                 | Kőbánya-Kispest M – Alacskai úti lakótelep                                                                | Csak munkanapokon közlekedik. |
| 284E                                 | Kőbánya-Kispest M – Pestszentimre, Benjámin utca                                                          | Csak munkanapokon közlekedik. |
| 287                                  | Budatétény vasútállomás (Campona) – Budaörsi lakótelep                                                    | |
| 291                                  | Nyugati pályaudvar M – Zugliget, Libegő                                                                   | A Rózsadombon keresztül közlekedik. |
| 294E                                 | Határ út M – Gyál, Vecsési út                                                                             | Munkanapokon reggel és délután nem közlekedik. |
| 296                                  | Újpalota, Szentmihályi út – Békásmegyer, Újmegyeri tér                                                    | |
| 296A                                 | Újpalota, Szentmihályi út – Káposztásmegyer, Mogyoródi-patak                                              | |
| 297                                  | Rákoscsaba-Újtelep vasútállomás – Nyeremény utca                                                          | Részben telefonon előre jelzett utazási igény esetén közlekedik. |
| 298                                  | Rákoscsaba vasútállomás – Zimonyi utca                                                                    | Részben telefonon előre jelzett utazási igény esetén közlekedik. |
| R158                                 | Széll Kálmán tér M – Zugliget, Libegő                                                                     | Időszakos járat a Libegők Éjszakája rendezvényre. |

| A Volánbusz autóbusz-hálózata (számozott viszonylatok) | A Volánbusz autóbusz-hálózata (számozott viszonylatok) |
| Viszonylat                                             | Útvonal |
| ------------------------------------------------------ | --- |
| 300                                                    | Budapest, Újpest-Városkapu XIII. kerület – Vác, autóbusz-állomás                                                                                           |
| 301                                                    | Göd, Autópihenő → Dunakeszi → Budapest, Újpest-Városkapu XIII. kerület                                                                                     |
| 302                                                    | Budapest, Újpest-Városkapu XIII. kerület – Dunakeszi, Horányi rév                                                                                          |
| 303                                                    | Budapest, Újpest-Városkapu XIII. kerület – Dunakeszi, templom                                                                                              |
| 305                                                    | Budapest, Újpest-Városkapu XIII. kerület – Dunakeszi, Horányi rév                                                                                          |
| 306                                                    | Budapest, Újpest-Városkapu XIII. kerület – Dunakeszi, Barátság utca 9.                                                                                     |
| 308                                                    | Budapest, Újpest-Városkapu XIII. kerület → Dunakeszi → Fót → Budapest, Újpest-Városkapu IV. kerület                                                        |
| 309                                                    | Budapest, Újpest-Városkapu XIII. kerület → Dunakeszi → Fót → Budapest, Újpest-Városkapu XIII. kerület                                                      |
| 310                                                    | Budapest, Újpest-Városkapu IV. kerület → Fót, Auchan áruház → Dunakeszi → Budapest, Újpest-Városkapu XIII. kerület                                         |
| 311                                                    | Fót, autóbusz-állomás → Dunakeszi → Budapest, Újpest-Városkapu XIII. kerület                                                                               |
| 312                                                    | Budapest, Újpest-Városkapu XIII. kerület – M2 – Rád – Penc – Keszeg – Nézsa, gyógyszertár                                                                  |
| 313                                                    | Budapest, Újpest-Városkapu IV. kerület – Fót – Őrbottyán – Vácrátót – Váchartyán – Püspökszilágy, általános iskola                                         |
| 314                                                    | Budapest, Újpest-Városkapu XIII. kerület – Fót – Őrbottyán – Vácrátót – Vác, autóbusz-állomás                                                              |
| 315                                                    | Budapest, Újpest-Városkapu XIII. kerület – Fót – Őrbottyán – Váchartyán – Püspökszilágy, általános iskola                                                  |
| 316                                                    | Budapest, Újpest-Városkapu XIII. kerület – Fót – Őrbottyán – Galgamácsa – Nógrádkövesd, vasútállomás                                                       |
| 317                                                    | Gödöllő, autóbusz-állomás – Mogyoród – Fót, VOLÁNBUSZ telep → Budapest, Újpest-Városkapu IV. ker                                                           |
| 318                                                    | Budapest, Újpest-Városkapu IV. kerület – Fót – Veresegyház – Erdőkertes – Galgamácsa, vasútállomás                                                         |
| 319                                                    | Budapest, Újpest-Városkapu IV. kerület – Fót – Veresegyház – Erdőkertes (Háromház) autóbusz-forduló                                                        |
| 320                                                    | Budapest, Újpest-Városkapu IV. kerület – Fót – Mogyoród, HÉV-állomás                                                                                       |
| 321 (gyorsjárat)                                       | Budapest, Újpest-Városkapu IV. kerület – Mogyoród, HUNGARORING főbejárat – Mogyoród, AQUARENA – Mogyoród, HÉV-állomás                                      |
| 324                                                    | Dunakeszi, Barátság utca 39. – Gödöllő, autóbusz-állomás                                                                                                   |
| 325                                                    | Dunakeszi, Barátság utca 39. – Mogyoród, HÉV-állomás |
| 326                                                    | Fót, autóbusz-állomás – Mogyoród, HÉV-állomás |
| 328                                                    | Vác, autóbusz-állomás – Rétság, autóbusz-forduló – Dejtár, Fő utca                                                                                         |
| 329                                                    | Vác, autóbusz-állomás – Felsőpetény – Rétság, autóbusz-forduló                                                                                             |
| 330                                                    | Vác, autóbusz-állomás – Felsőpetény, bánya |
| 331                                                    | Vác, autóbusz-állomás – Diósjenő, Arany János út |
| 332                                                    | Vác, autóbusz-állomás – Drégelypalánk – Szob, vasútállomás                                                                                                 |
| 333                                                    | Vác, autóbusz-állomás – Kosd, erdészház |
| 334                                                    | Vác, autóbusz-állomás – Nógrádsáp, vegyesbolt – Galgaguta, vasútállomás                                                                                    |
| 335                                                    | Vác, autóbusz-állomás – Szirák, római katolikus templom |
| 336                                                    | Rétság, autóbusz-forduló → Felsőpetény, orvosi rendelő → Vác, autóbusz-állomás                                                                             |
| 337                                                    | Vác, autóbusz-állomás – Penc – Rétság, autóbusz-forduló |
| 338                                                    | Vác, autóbusz-állomás – Penc – Acsa – Galgagyörk, Dózsa György utca 1.                                                                                     |
| 339                                                    | Vác, autóbusz-állomás – Püspökszilágy, általános iskola |
| 342                                                    | Vác, Szérűskert autóbusz-forduló → Vác, autóbusz-állomás – Galgamácsa – Aszód, vasútállomás                                                                |
| 343                                                    | Vác, autóbusz-állomás – Csörög, Béke tér |
| 344                                                    | Sződ, községháza – Sződ-Sződliget, vasúti megállóhely |
| 345                                                    | Vác, autóbusz-állomás – Göd, újtelep autóbusz-forduló |
| 347                                                    | Vác, Szérűskert autóbusz-forduló – Vác, autóbusz-állomás – Galgamácsa – Aszód, vasútállomás                                                                |
| 348                                                    | Vác, autóbusz-állomás – Aszód – Hatvan, autóbusz-pályaudvar                                                                                                |
| 350                                                    | Vác, autóbusz-állomás – Kóspallag – Szob, SZTK |
| 351                                                    | Vác, autóbusz-állomás – Szokolya-Királyrét |
| 352                                                    | Kismaros, vasúti megállóhely bejárati út – Szokolya-Királyrét                                                                                              |
| 353                                                    | Kismaros, vasúti megállóhely – Kóspallag – Kisinóci turistaház                                                                                             |
| 354                                                    | Szob, SZTK – Szob, vasútállomás – Márianosztra, autóbusz-forduló                                                                                           |
| 355                                                    | Zebegény, Millennium sor – Szob, vasútállomás – Drégelypalánk, vasútállomás                                                                                |
| 356                                                    | Vámosmikola, községháza – Tésa, általános iskola |
| 360                                                    | Vác, Szérűskert autóbusz-forduló – Vác, Kórház |
| 361                                                    | Vác, Telep utca → Vác, autóbusz-állomás – Szérűskert autóbusz-forduló                                                                                      |
| 362                                                    | Vác, Gombási út 94. – Vác, DDC |
| 363                                                    | Vác, autóbusz-állomás – Sejce, lakótelep |
| 364                                                    | Vác, autóbusz-állomás → Március 15. tér → Kórház → Vác, autóbusz-állomás                                                                                   |
| 365                                                    | Vác, autóbusz-állomás → Kórház → Március 15. tér → Vác, autóbusz-állomás                                                                                   |
| 366                                                    | Vác, Gombási út 94. – Vác, Közúti Igazgatóság |
| 371 (gyorsjárat)                                       | Vác, autóbusz-állomás – Göd – Dunakeszi – Fót, Gyermekváros                                                                                                |
| 389                                                    | Veresegyház, Medveotthon → Veresegyház, általános iskola                                                                                                   |
| 391                                                    | Veresegyház, Misszió Eü. Központ → Szent Jakab utca → Széchenyi tér óvoda → Misszió Eü. Központ                                                            |
| 392                                                    | Veresegyház, Szent Jakab utca → Misszió Eü. Központ → Szent István tér → Szent Jakab utca                                                                  |
| 393                                                    | Veresegyház, Misszió Eü. Központ → Erdőkertes → Veresegyház, Misszió Eü. Központ                                                                           |
| 394                                                    | Csomád, Templom utca – Veresegyház – Őrbottyán – Galgamácsa – Püspökhatvan, szeszfőzde                                                                     |
| 395                                                    | Veresegyház, benzinkút → Misszió Eü. Központ → Szent István tér → Szent Jakab utca → Széchenyi tér óvoda → benzinkút → Misszió Eü. Központ → Újiskola utca |
| 396                                                    | Budapest, Stadion autóbusz-pályaudvar – Veresegyház, autóbusz-forduló (– Veresegyház, Medveotthon)                                                         |
| 397                                                    | Budapest, Stadion autóbusz-pályaudvar – Veresegyház, autóbusz-forduló                                                                                      |
| 398                                                    | Budapest, Stadion autóbusz-pályaudvar – Őrbottyán, Rákóczi Ferenc utca autóbusz-forduló                                                                    |
| 399                                                    | Budapest, Stadion autóbusz-pályaudvar – Őrbottyán, Rákóczi Ferenc utca autóbusz-forduló                                                                    |
| 400                                                    | Budapest, Stadion autóbusz-pályaudvar – Tura, vasútállomás                                                                                                 |
| 402                                                    | Budapest, Stadion autóbusz-pályaudvar – Tura, vasútállomás                                                                                                 |
| 403                                                    | Budapest, Stadion autóbusz-pályaudvar – Gödöllő, autóbusz-állomás – Tura, vasútállomás                                                                     |
| 405                                                    | Gödöllő, autóbusz-állomás – Tura, vasútállomás |
| 406                                                    | Gödöllő, autóbusz-állomás – Tura, vasútállomás (– Tura, Zsámboki utca autóbusz-forduló)                                                                    |
| 407                                                    | Gödöllő, autóbusz-állomás – Hatvan, autóbusz-pályaudvar |
| 408                                                    | Aszód, vasútállomás – Tura, vasútállomás |
| 409                                                    | Aszód, vasútállomás – Hatvan, autóbusz-pályaudvar |
| 410                                                    | Budapest, Stadion autóbusz-pályaudvar – Hatvan, autóbusz-pályaudvar                                                                                        |
| 412                                                    | Budapest, Stadion autóbusz-pályaudvar – Hatvan, autóbusz-pályaudvar                                                                                        |
| 414                                                    | Budapest, Stadion autóbusz-pályaudvar – Hatvan, autóbusz-pályaudvar                                                                                        |
| 419                                                    | Csömör, Laki park – Budapest, Örs vezér tere |
| 422                                                    | Budapest, Stadion autóbusz-pályaudvar – Verseg, községháza ← Erdőkürt, Kossuth Lajos utca                                                                  |
| 424                                                    | Budapest, Stadion autóbusz-pályaudvar – Erdőkürt, Kossuth Lajos utca                                                                                       |
| 426                                                    | Gödöllő, autóbusz-állomás – Erdőtarcsa, községháza |
| 428                                                    | Aszód, vasútállomás – Verseg, községháza (– Erdőtarcsa, községháza)                                                                                        |
| 430                                                    | Budapest, Stadion autóbusz-pályaudvar – Bér, italbolt |
| 432                                                    | Budapest, Stadion autóbusz-pályaudvar – Buják, iskola |
| 434                                                    | Budapest, Stadion autóbusz-pályaudvar – Buják, iskola |
| 435                                                    | Budapest, Stadion autóbusz-pályaudvar – Buják, iskola |
| 436                                                    | Budapest, Stadion autóbusz-pályaudvar – Vanyarc, italbolt / Buják, iskola                                                                                  |
| 437                                                    | Budapest, Stadion autóbusz-pályaudvar – Bér, italbolt |
| 438                                                    | Budapest, Stadion autóbusz-pályaudvar – Palotás, Templom tér / Bér, italbolt                                                                               |
| 439                                                    | Budapest, Stadion autóbusz-pályaudvar – Hollókő, autóbusz-váróterem                                                                                        |
| 440                                                    | Budapest, Stadion autóbusz-pályaudvar – Tóalmás, újtelep                                                                                                   |
| 441                                                    | Budapest, Stadion autóbusz-pályaudvar – Zsámbok, általános iskola – Jászfényszaru, Wesselényi utca                                                         |
| 442                                                    | Budapest, Stadion autóbusz-pályaudvar – Zsámbok, általános iskola – Jászfényszaru, Wesselényi utca                                                         |
| 444                                                    | Budapest, Stadion autóbusz-pályaudvar – Zsámbok, általános iskola – Jászfényszaru, Wesselényi utca                                                         |
| 445                                                    | Tura, vasútállomás – Tura, Zsámboki utca autóbusz-forduló – Zsámbok, általános iskola                                                                      |
| 446                                                    | Gödöllő, autóbusz-állomás – Dány, autóbusz-forduló – Kóka, autóbusz-forduló                                                                                |
| 447                                                    | Gödöllő, autóbusz-állomás – Isaszeg, Madách utca 26. / Dány, autóbusz-forduló                                                                              |
| 448                                                    | Kistarcsa, Megyei kórház – Dány, autóbusz-forduló |
| 449                                                    | Csömör, Laki park – Pécel, Vasútállomás |
| 450                                                    | Gödöllő, autóbusz-állomás – Veresegyház, autóbusz-forduló                                                                                                  |
| 451                                                    | Gödöllő, autóbusz-állomás – Veresegyház – Erdőkertes, autóbusz-forduló / Erdőkertes (Háromház), autóbusz-forduló                                           |
| 452                                                    | Gödöllő, autóbusz-állomás – Őrbottyán, Rákóczi Ferenc utca autóbusz-forduló                                                                                |
| 453                                                    | Galgamácsa, Újtelep → Erdőkertes → Veresegyház → Gödöllő, autóbusz-állomás                                                                                 |
| 454                                                    | Gödöllő, autóbusz-állomás – Váckisújfalu, Petőfi utca |
| 455                                                    | Vác, Szérűskert autóbusz-forduló – Vác, autóbusz-állomás – Őrbottyán – Veresegyház – Gödöllő, autóbusz-állomás                                             |
| 457                                                    | Aszód, vasútállomás – Iklad, Ipari Műszergyár |
| 458                                                    | Aszód, vasútállomás – Domony, temető |
| 459                                                    | Aszód, vasútállomás – Domony, temető – Iklad, Ipari Műszergyár                                                                                             |
| 460                                                    | Aszód, vasútállomás – Balassagyarmat, autóbusz-állomás |
| 461                                                    | Gödöllő, autóbusz-állomás – Iklad, Ipari Műszergyár / Galgamácsa, Újtelep                                                                                  |
| 463                                                    | Gödöllő, autóbusz-állomás – Gödöllő, Incső, lakópark |
| 464                                                    | Gödöllő, autóbusz-állomás – Gödöllő, Úrréti-tó |
| 465                                                    | Gödöllő, autóbusz-állomás – Gödöllő, Szárítópuszta |
| 466                                                    | Gödöllő, autóbusz-állomás – Gödöllői Gépgyár |
| 468                                                    | Gödöllő, autóbusz-állomás – Gödöllő, Klapka utca autóbusz-forduló                                                                                          |
| 469                                                    | Gödöllő, autóbusz-állomás – Gödöllő, Máriabesnyő templom / Klapka utca autóbusz-forduló                                                                    |
| 470                                                    | Gödöllő, autóbusz-állomás → Gödöllő, Királytelep, autóbusz-forduló                                                                                         |
| 471                                                    | Gödöllő, autóbusz-állomás → Gödöllő, Királytelep, autóbusz-forduló → Gödöllő, autóbusz-állomás                                                             |
| 472                                                    | Gödöllő, autóbusz-állomás → Gödöllő, Királytelep, autóbusz-forduló → Gödöllő, autóbusz-állomás                                                             |
| 473                                                    | Gödöllő, Királytelep, autóbusz-forduló → Gödöllő, autóbusz-állomás                                                                                         |
| 474                                                    | Gödöllő, autóbusz-állomás – Gödöllő, Királytelep, autóbusz-forduló – Gödöllő, autóbusz-állomás                                                             |
| 475                                                    | Gödöllő, autóbusz-állomás – Gödöllő, Hegy utca autóbusz-forduló                                                                                            |
| 476                                                    | Gödöllő, autóbusz-állomás → Gödöllő, Hegy utca autóbusz-forduló → Gödöllő, Autóbusz-állomás                                                                |
| 477                                                    | Gödöllő, autóbusz-állomás – Gödöllő, Üzleti Park |
| 478                                                    | Gödöllő, autóbusz-állomás – Gödöllő, Üzleti Park |
| 479                                                    | Gödöllő, autóbusz-állomás – Gödöllő, Kenyérgyári utca |
| 480                                                    | Budapest, Cinkota HÉV-állomás – Nagytarcsa, kistemplom |
| 482                                                    | Nagytarcsa, Szilas Ipari Park – Budapest, Rákoscsaba vasútállomás                                                                                          |
| 484                                                    | Budapest, Örs vezér tere – Dány, autóbusz-forduló |
| 485                                                    | Budapest, Stadion autóbusz-pályaudvar – Tápiószentmárton, Vízmű                                                                                            |
| 486                                                    | Budapest, Stadion autóbusz-pályaudvar – Szentlőrinckáta, autóbusz-forduló                                                                                  |
| 487                                                    | Tápiószecső, vasútállomás – Szentlőrinckáta, autóbusz-forduló                                                                                              |
| 488                                                    | Úri, autóbusz-forduló – Sülysáp, vasútállomás |
| 489                                                    | Sülysáp, vasútállomás – Kóka, autóbusz-forduló |
| 490                                                    | Sülysáp, vasútállomás – Zsámbok, általános iskola |
| 491                                                    | Nagykáta, vasútállomás – Sülysáp, vasútállomás |
| 492                                                    | Sülysáp, vasútállomás – Zsámbok, általános iskola |
| 493                                                    | Tápiószecső, községháza – Tápiószecső, Magdolnatelep |
| 494                                                    | Tápiószecső, vasútállomás – Tápiószecső, Magdolnatelep |
| 495                                                    | Tápiószecső, vasútállomás – Tápióság, autóbusz-forduló |
| 496                                                    | Tóalmás, újtelep – Tápiószecső, vasútállomás |
| 497                                                    | Tápiószecső, vasútállomás – Nagykáta, templom |
| 498                                                    | Jászberény, autóbusz-állomás – Nagykáta, vasútállomás |
| 499                                                    | Jászberény, autóbusz-állomás – Nagykáta, vasútállomás |
| 500                                                    | Nagykáta, templom – Tápiószentmárton, Vízmű / Tápiószentmárton, strandfürdő                                                                                |
| 501                                                    | Nagykáta, vasútállomás – Szentmártonkáta, vasútállomás |
| 502                                                    | Nagykáta, vasútállomás – Szentlőrinckáta, autóbusz-forduló                                                                                                 |
| 503                                                    | Jászberény, autóbusz-állomás – Szentmártonkáta, vasútállomás                                                                                               |
| 504                                                    | Kistarcsa, Megyei kórház – Monor, autóbusz-állomás |
| 505                                                    | Budapest, Örs vezér tere – Monor, autóbusz-állomás |
| 506                                                    | Budapest, Rákoskeresztúr városközpont / Örs vezér tere – Maglód, autóbusz-forduló                                                                          |
| 507                                                    | Monor, vasútállomás → Monor, Földhivatal → Monor, vasútállomás → Monor, Ady Endre utca → Monor, vasútállomás                                               |
| 510                                                    | Budapest, Örs vezér tere – Gyömrő, Harmónia-Uszoda |
| 512                                                    | Hosszúberek-Péteri vasúti megállóhely – Péteri, autóbusz-forduló                                                                                           |
| 513                                                    | Monor, autóbusz-állomás – Sülysáp, vasútállomás |
| 514                                                    | Monor, vasútállomás – Felsőfarkasd, autóbusz-forduló |
| 515                                                    | Monor, vasútállomás – Gomba, Patay József utca – Pánd, autóbusz-forduló                                                                                    |
| 516                                                    | Monor, vasútállomás – Gomba, autóbusz-forduló |
| 517                                                    | Monor, vasútállomás – Tápióbicske, községháza – Nagykáta, templom                                                                                          |
| 518                                                    | Monor, vasútállomás – Tápióbicske, községház |
| 520                                                    | Nagykáta, templom – Cegléd, autóbusz-állomás |
| 521                                                    | Nagykáta, templom – Cegléd, autóbusz-állomás |
| 522                                                    | Cegléd, autóbusz-állomás – Cegléd, Ipari Park autóbusz-forduló                                                                                             |
| 524                                                    | Jászberény, autóbusz-állomás – Farmos, vasúti megállóhely                                                                                                  |
| 525                                                    | Nagykáta, templom / Farmos, vasúti megállóhely / Tápiószele, vasútállomás – Újszilvás, Jeges / Tápiószőlős, autóbusz-forduló / Cegléd, autóbusz-állomás    |
| 526                                                    | Tápiószőlős, autóbusz-forduló – Cegléd, autóbusz-állomás                                                                                                   |
| 527                                                    | Tápiószőlős, autóbusz-állomás – Farmos, vasúti megállóhely → Nagykáta, templom                                                                             |
| 528                                                    | Újszilvás, Jeges – Cegléd, autóbusz-állomás |
| 529                                                    | Újszilvás, Jeges – Tápiószele, vasútállomás – Farmos, vasúti megállóhely – Nagykáta, templom                                                               |
| 531                                                    | Cegléd, autóbusz-állomás – Abony, Kossuth tér – Újszász, Gimnázium                                                                                         |
| 533                                                    | Szolnok, autóbusz-állomás – Vezseny, autóbusz-forduló – Jászkarajenő, TÜZÉP telep                                                                          |
| 534                                                    | Abony, Kossuth tér – Szolnok, autóbusz-állomás / Szolnok, Waldorf iskola                                                                                   |
| 535                                                    | Cegléd, autóbusz-állomás – Abony, Kossuth tér / Abony, vasútállomás                                                                                        |
| 536                                                    | Abony, Kossuth tér – Törtel, községháza |
| 537                                                    | Cegléd, autóbusz-állomás – Jászkarajenő, művelődési ház / Szolnok, autóbusz-állomás                                                                        |
| 538                                                    | Szolnok, autóbusz-állomás – Tiszajenő alsó vasúti megállóhely                                                                                              |
| 539                                                    | Cegléd, autóbusz-állomás – Cegléd, kórház / Cegléd, CAT lakótelep                                                                                          |
| 540                                                    | Cegléd, autóbusz-állomás – Tiszajenő-Vezseny vasútállomás                                                                                                  |
| 541                                                    | Cegléd, autóbusz-állomás – Jászkarajenő, művelődési ház |
| 542                                                    | Cegléd, autóbusz-állomás – Törtel, községháza |
| 543                                                    | Nagykőrös, Szabadság tér – Törtel, községháza |
| 544                                                    | Nagykőrös, Szabadság tér – Kocsér, Szent István tér |
| 545                                                    | Nagykőrös, Szabadság tér – Kocsér, Szent István tér |
| 546                                                    | Nagykőrös, Szabadság tér – Tiszakécske, Templom tér (– Tiszakécske, Tiszapart)                                                                             |
| 547                                                    | Csemő, községháza – Nagykőrös, Szabadság tér |
| 548                                                    | Nagykőrös, Szabadság tér – Nagykőrös, kórház (– Nagykőrös, Csongrádi úti iskola)                                                                           |
| 549                                                    | Nagykőrös, Szabadság tér – Nagykőrös, vasútállomás |
| 550                                                    | Cegléd, autóbusz-állomás – Nagykőrös, Szabadság tér – Kecskemét, autóbusz-állomás                                                                          |
| 551                                                    | Nagykőrös, Hotel Cifra / Nagykőrös, Szabadság tér – Kecskemét, autóbusz-állomás                                                                            |
| 552                                                    | Cegléd, autóbusz-állomás – Nagykőrös, Szabadság tér |
| 553                                                    | Szolnok, autóbusz-állomás – Cegléd / Törtel – Kecskemét, autóbusz-állomás – Kecskemét, Daimler 1. kapu                                                     |
| 555                                                    | Cegléd, autóbusz-állomás – Kalocsa, autóbusz-állomás |
| 556                                                    | Cegléd, autóbusz-állomás – Csemő, községháza – Nyársapát, autóbusz-forduló                                                                                 |
| 557                                                    | Cegléd, VOLÁNBUSZ telep → Cegléd, autóbusz-állomás |
| 558                                                    | Cegléd, autóbusz-állomás – Csemő, községháza – Csemő, Hantháza                                                                                             |
| 559                                                    | Cegléd, autóbusz-állomás – Csemő, Hantháza, autóbusz-forduló – Lajosmizse, templom                                                                         |
| 560                                                    | Cegléd, autóbusz-állomás – Csemő, községháza |
| 561                                                    | Cegléd, autóbusz-állomás – Csemő, Hantháza, autóbusz-forduló                                                                                               |
| 562                                                    | Cegléd, autóbusz-állomás – Cegléd, Ugyeri szőlők |
| 564                                                    | Cegléd, autóbusz-állomás – Albertirsa, vasútállomás |
| 565                                                    | Cegléd, autóbusz-állomás – Albertirsa, vasútállomás |
| 566                                                    | Cegléd, autóbusz-állomás – Cegléd, termálfürdő |
| 567                                                    | Albertirsa, vasútállomás → Albertirsa, Galamb utca → Albertirsa, vasútállomás                                                                              |
| 568                                                    | Albertirsa, vasútállomás → Albertirsa, Alkotmány utca (ABC) → Albertirsa, vasútállomás                                                                     |
| 569                                                    | Albertirsa, vasútállomás – Mikebuda, községháza |
| 570                                                    | Albertirsa, vasútállomás – Dánszentmiklós, Csetneki sz. |
| 575                                                    | Budapest, Kőbánya-Kispest – Gyömrő, központi iskola |
| 576                                                    | Budapest, Kőbánya-Kispest – Ferihegy vasútállomás – Vecsés, Erzsébet tér                                                                                   |
| 577                                                    | Budapest, Kőbánya-Kispest – Pestszentlőrinc, Szarvas csárda tér – Vecsés, Erzsébet tér                                                                     |
| 578                                                    | Gyál – Vecsés |
| 580                                                    | Budapest, Kőbánya-Kispest – Vecsés – Üllő – Monor, autóbusz-állomás                                                                                        |
| 581                                                    | Budapest, Kőbánya-Kispest – Vecsés – Üllő, Ipari Park |
| 585                                                    | Monor, autóbusz-állomás – Monor, vasútállomás – Csévharaszt, autóbusz-forduló                                                                              |
| 586                                                    | Monor, autóbusz-állomás – Monor, vasútállomás – Csévharaszt, autóbusz-forduló – Nyáregyháza, Nyáry Pál utca                                                |
| 587                                                    | Monor, autóbusz-állomás – Monor, vasútállomás – Csévharaszt, autóbusz-forduló                                                                              |
| 588                                                    | Monorierdő, vasúti megállóhely – Felsőnyáregyháza, autóbusz-forduló                                                                                        |
| 589                                                    | Felsőnyáregyháza, autóbusz-forduló – Nyáregyháza – Felsőnyáregyháza, autóbusz-forduló                                                                      |
| 590                                                    | Újlengyel, autóbusz-forduló – Pilis, vasútállomás |
| 591                                                    | Újlengyel, autóbusz-forduló – Pilis, vasútállomás |
| 595                                                    | Dabas, kaszinó – Újlengyel – Nyáregyháza, autóbusz-forduló – Pilis – Monor, autóbusz-állomás                                                               |
| 607                                                    | Budapest, Népliget autóbusz-pályaudvar – Újlengyel, autóbusz-forduló                                                                                       |
| 608                                                    | Budapest, Népliget autóbusz-pályaudvar – Újhartyán, szerviz                                                                                                |
| 609                                                    | Dabas, gimnázium → Ócsa, vasútállomás – Gyál, Rákóczi utca                                                                                                 |
| 610                                                    | Dabas, kaszinó – Újlengyel, autóbusz-forduló |
| 611                                                    | Dabas, gimnázium – Inárcsi elágazás – Újlengyel, autóbusz-forduló                                                                                          |
| 612                                                    | Dabas, kaszinó – Dánszentmiklós, községháza |
| 614                                                    | Dabas, kaszinó – Lajosmizse, kultúrház |
| 615                                                    | Örkény, Aranyfürt Csárda – Táborfalva, laktanya |
| 617                                                    | Mántelek – Dabas, Sári okmányhivatal → Dabas, kaszinó |
| 618                                                    | Sári-Besnyő – Dabas, vasútállomás |
| 619                                                    | Dabas, Sári okmányhivatal → Dabas, Gyón Segesvári út |
| 620                                                    | Dabasi szőlők – Dabas, Gyón Segesvári út |
| 621                                                    | Dabas, Laguna → Dabasi szőlők |
| 622                                                    | Dabasi szőlők → Dabas, Kossuth Zs. Szki. |
| 623                                                    | Dabas, Gyón tatárszentgyörgyi elágazás → Dabas, Kossuth Zs. Szki.                                                                                          |
| 624                                                    | Dabas, Gyón Segesvári út → Dabas, kaszinó |
| 626                                                    | Budapest, Népliget autóbusz-pályaudvar – Dabas, Gyón tatárszentgyörgyi elágazás                                                                            |
| 627                                                    | Dabas, Gyón tatárszentgyörgyi elágazás → Budapest, Népliget autóbusz-pályaudvar                                                                            |
| 628                                                    | Budapest, Népliget autóbusz-pályaudvar – Dabas – Kerekegyháza, autóbusz-váróterem                                                                          |
| 629                                                    | Budapest, Népliget autóbusz-pályaudvar – Dabas – Kunpeszér, Középpeszér                                                                                    |
| 630                                                    | Budapest, Népliget autóbusz-pályaudvar – Alsónémedi – Bugyi, Ipari park                                                                                    |
| 631                                                    | Budapest, Népliget autóbusz-pályaudvar – Alsónémedi, ócsai elágazás                                                                                        |
| 632                                                    | Budapest, Népliget autóbusz-pályaudvar – Bugyi, Ipari Park                                                                                                 |
| 633                                                    | Budapest, Népliget autóbusz-pályaudvar – Alsónémedi, ócsai elágazás                                                                                        |
| 635                                                    | Budapest, Népliget autóbusz-pályaudvar – Ócsa, Akácos utca                                                                                                 |
| 636                                                    | Budapest, Népliget autóbusz-pályaudvar – Alsónémedi – Ócsa, Akácos utca                                                                                    |
| 640                                                    | Dabas, Gyón tatárszentgyörgyi elágazás – Bugyi, községháza                                                                                                 |
| 641                                                    | Ócsa, vasútállomás – Örkény, vasútállomás |
| 642                                                    | Ócsa vasútállomás – Újlengyel, szerviz |
| 643                                                    | Bugyi, községháza – Ócsa, vasútállomás |
| 644                                                    | Bugyi, Ipari Park– Ürbő, Kiskunsági ÁG. |
| 645                                                    | Bugyi, Ipari Park – Kiskunlacháza, ráckevei elágazás |
| 646                                                    | Kunszentmiklós, Petőfi lakótelep – Dömsöd, Vasút utca |
| 647                                                    | Kunszentmiklós, Kálvin tér – Kiskunlacháza, ráckevei elágazás                                                                                              |
| 648                                                    | Kiskunlacháza, vasútállomás – Kiskunlacháza, Birka Csárda                                                                                                  |
| 649                                                    | Dömsöd, Kossuth Lajos utca 136. – Apaj, ÁG. központ |
| 652                                                    | Majosháza, rév állomás – Áporka, autóbusz-forduló |
| 653                                                    | Budapest, Népliget autóbusz-pályaudvar – Taksony – Kunszentmiklós, Kálvin tér – Kiskunhalas, autóbusz-állomás                                              |
| 655                                                    | Budapest, Népliget autóbusz-pályaudvar – Taksony – Délegyháza, autóbusz-forduló                                                                            |
| 656 (gyorsjárat)                                       | Budapest, Népliget autóbusz-pályaudvar – Taksony – Délegyháza, autóbusz-forduló                                                                            |
| 660                                                    | Budapest, Népliget autóbusz-pályaudvar – Szigethalom – Dömsöd, Neptun part                                                                                 |
| 661                                                    | Budapest, Népliget autóbusz-pályaudvar – Szigethalom – Makád, községháza                                                                                   |
| 663                                                    | Taksony, vasútállomás – Szigethalom, autóbusz-állomás |
| 664                                                    | Szigethalom, autóbusz-állomás – Dunavarsány, vasútállomás – Délegyháza, Alsódélegyháza                                                                     |
| 665                                                    | Szigethalom, autóbusz-állomás – Áporka – Ráckeve, HÉV-állomás                                                                                              |
| 667                                                    | Szigethalom, autóbusz-állomás – Majosháza – Áporka autóbusz-forduló                                                                                        |
| 668                                                    | Szigethalom, autóbusz-állomás – Majosháza – Kiskunlacháza, ráckevei elágazás (– Dömsöd, Kossuth Lajos utca 136.)                                           |
| 669                                                    | Dömsöd, Kossuth Lajos utca 136. – Kiskunlacháza, Faragó tanya – Ráckeve, HÉV-állomás                                                                       |
| 670                                                    | Kiskunlacháza, vasútállomás – Ráckeve, HÉV-állomás |
| 671                                                    | Dömsöd, Kossuth Lajos utca 136. – Ráckeve, HÉV-állomás |
| 673                                                    | Budapest, Vermes Miklós utca – Szigetszentmiklós – Szigethalom – Tököl, Alkotmány tér                                                                      |
| 674                                                    | Budapest, Vermes Miklós utca – Szigetszentmiklós – Szigethalom, autóbusz-állomás                                                                           |
| 675 (gyorsjárat)                                       | Budapest, Vermes Miklós utca – Szigetszentmiklós – Szigethalom – Tököl – Ráckeve – Makád, községháza                                                       |
| 676 (gyorsjárat)                                       | Budapest, Vermes Miklós utca – Szigetszentmiklós – Szigethalom – Tököl – Ráckeve, autóbusz-forduló                                                         |
| 682                                                    | Szigetszentmiklós, városháza → Bucka → Szigetszentmiklós, városháza                                                                                        |
| 683                                                    | Szigetszentmiklós, Szebeni utca → Bucka → Szigetszentmiklós, Szebeni utca                                                                                  |
| 684                                                    | Szigetszentmiklós, városháza – Bucka – Szigethalom, autóbusz-állomás                                                                                       |
| 688 (gyorsjárat)                                       | Budapest, Csepel Szent Imre tér – Halásztelek, Somogyi Béla utca                                                                                           |
| 689                                                    | Budapest, Kelenföld vasútállomás – Lakihegy – Szigetszentmiklós – Szigethalom, autóbusz-állomás                                                            |
| 690                                                    | Budapest, Csepel Szent Imre tér – Halásztelek – Szigethalom, autóbusz-állomás                                                                              |
| 691                                                    | Budapest, Kelenföld vasútállomás – Leshegy – Szigetszentmiklós – Szigethalom, autóbusz-állomás                                                             |
| 692                                                    | Szigethalom, autóbusz-állomás – Tököl, Tököli parkerdő |
| 693                                                    | Szigethalom, autóbusz-állomás → Szigethalom, autóbusz-forduló → Szigethalom, autóbusz-állomás                                                              |
| 694                                                    | Szigethalom, autóbusz-állomás – Szigethalom, Csillag utca                                                                                                  |
| 695                                                    | Szigethalom, autóbusz-állomás – Szigethalom, Szabadkai út 270.                                                                                             |
| 696                                                    | Szigethalom, autóbusz-állomás – Tököl, Tököli parkerdő |
| 697                                                    | Ráckeve, HÉV-állomás – Lórév, községháza |
| 698                                                    | Ráckeve, HÉV-állomás – Lórév, községháza |
| 700                                                    | Budapest, Budatétény vasútállomás (Campona) – Érd, autóbusz-állomás                                                                                        |
| 702                                                    | (Martonvásár, vasútállomás) – Baracska, vasúti megállóhely – Bicske, Tesco                                                                                 |
| 703                                                    | Martonvásár, vasútállomás – Gyúró, Templom tér |
| 704                                                    | Martonvásár, vasútállomás – Százhalombatta, DE-Zrt. 2 sz. kapu                                                                                             |
| 705                                                    | Budapest, Népliget autóbusz-pályaudvar – Érd – Százhalombatta – Ercsi, Dózsa György út – Adony, községháza                                                 |
| 707                                                    | Székesfehérvár, autóbusz-állomás – Pákozd – Sukoró – Velence – Gárdony – Agárd, gyógyfürdő                                                                 |
| 708                                                    | Százhalombatta, vasútállomás → Százhalombatta, autóbusz-forduló                                                                                            |
| 709                                                    | Százhalombatta, Régészeti Park → Százhalombatta, vasútállomás                                                                                              |
| 710                                                    | Budapest, Kelenföld vasútállomás – Érd, autóbusz-állomás – Százhalombatta, autóbusz-forduló                                                                |
| 715 (gyorsjárat)                                       | Budapest, Kelenföld vasútállomás – Érd, autóbusz-állomás – Százhalombatta, Régészeti park                                                                  |
| 716                                                    | Velence – Gárdony – Zichyújfalu |
| 718                                                    | Vereb – Pázmánd – Kápolnásnyék – Pettend |
| 719                                                    | Velence – Gárdony – Dinnyés |
| 720                                                    | Budapest, Kelenföld vasútállomás – Érd, autóbusz-állomás                                                                                                   |
| 722                                                    | Budapest, Kelenföld vasútállomás – Érd, autóbusz-állomás – Pusztazámor, autóbusz-forduló                                                                   |
| 724 (gyorsjárat)                                       | Budapest, Kelenföld vasútállomás – Pusztazámor, autóbusz-forduló                                                                                           |
| 725                                                    | Budapest, Kelenföld vasútállomás – Diósd, Gyár utca – Budapest, Kelenföld vasútállomás                                                                     |
| 727                                                    | Budapest, Kelenföld vasútállomás – Diósd, Búzavirág utca                                                                                                   |
| 731                                                    | Budapest, Kelenföld vasútállomás – M7-es autópálya – Érd, autóbusz-állomás                                                                                 |
| 732                                                    | Budapest, Kelenföld vasútállomás – M7-es autópálya – Érd, Iparos utca – Érd, Bem tér                                                                       |
| 733                                                    | Érd, Bem tér – Érd, autóbusz-állomás |
| 734                                                    | Budapest, Kelenföld vasútállomás – M7-es autópálya – Érd, autóbusz-állomás                                                                                 |
| 735                                                    | Budapest, Kelenföld vasútállomás – M7-es autópálya – Érd, autóbusz-állomás                                                                                 |
| 736                                                    | (Budapest, Kelenföld vasútállomás – M7-es autópálya –) Érd, Bem tér – Érd, autóbusz-állomás                                                                |
| 741                                                    | Érd, autóbusz-állomás – Tárnok, vasútállomás – Tárnok, autóbusz-forduló                                                                                    |
| 742                                                    | Érd, autóbusz-állomás – Tárnok, vasútállomás – Tárnok, autóbusz-forduló                                                                                    |
| 744                                                    | Érd, TESCO → Érd, autóbusz-állomás → Érd, Szabadság tér → Érd, autóbusz-állomás → Érd, TESCO                                                               |
| 746                                                    | (Érd, TESCO –) Érd, autóbusz-állomás – Érd-Ófalu, Minaret                                                                                                  |
| 747                                                    | Székesfehérvár, autóbusz-állomás – Pákozd – Sukoró – Velence – Gárdony – Agárd – Dinnyés – Székesfehérvár (körjárat)                                       |
| 748                                                    | Székesfehérvár, autóbusz-állomás – Pákozd – Sukoró – Kápolnásnyék – Pázmánd – Vereb                                                                        |
| 749                                                    | Székesfehérvár, autóbusz-állomás – Pákozd – Sukoró – Kápolnásnyék – Martonvásár – Gyúró                                                                    |
| 750                                                    | Székesfehérvár, autóbusz-állomás – Dinnyés – Agárd – Gárdony – Velence – Pusztaszabolcs                                                                    |
| 751                                                    | Székesfehérvár, autóbusz-állomás – Dinnyés – Gárdony – Zichyújfalu                                                                                         |
| 755                                                    | Budaörs, lakótelep – Törökbálint, Nyár utca – Érd, Bem tér – Érd, autóbusz-állomás                                                                         |
| 756                                                    | Budapest, Waldorf Ált. Iskola – Érd, autóbusz-állomás – Százhalombatta, vasútállomás                                                                       |
| 757                                                    | Székesfehérvár, autóbusz-állomás – Dinnyés – Agárd – Gárdony – Velence – Sukoró – Pákozd – Székesfehérvár (körjárat)                                       |
| 759                                                    | Székesfehérvár, autóbusz-állomás – Dinnyés – Agárd – Gárdony – Velence – Martonvásár                                                                       |
| 760                                                    | Budapest, Kelenföld vasútállomás – Bicske, vasútállomás |
| 762                                                    | Budapest, Kelenföld vasútállomás – Sóskút, iskola |
| 763                                                    | Budapest, Kelenföld vasútállomás – Etyek, autóbusz-forduló – Etyek, Botpuszta                                                                              |
| 764                                                    | Budapest, Kelenföld vasútállomás (Őrmező) – Biatorbágy, Tópark                                                                                             |
| 767                                                    | Budapest, Kelenföld vasútállomás – Etyek, autóbusz-forduló – Tatabánya, autóbusz-állomás                                                                   |
| 769                                                    | Martonvásár, vasútállomás – Baracska, sportpálya |
| 770                                                    | Budapest, Déli pályaudvar – Budapest, Kelenföld vasútállomás – Zsámbék – Tatabánya – Kisbér, autóbusz-állomás                                              |
| 774                                                    | Budapest, Kelenföld vasútállomás – Zsámbék – Nagysáp, autóbusz-forduló                                                                                     |
| 775                                                    | Budapest, Kelenföld vasútállomás – Zsámbék – Gyermely, Semmelweis utca                                                                                     |
| 777                                                    | Budapest, Kelenföld vasútállomás – Bajna, szövetkezeti vendéglő – Nyergesújfalu, gimnázium                                                                 |
| 781                                                    | Budapest, Széll Kálmán tér – Páty, autóbusz-forduló |
| 782                                                    | Budapest, Széll Kálmán tér – Biatorbágy, autóbusz-forduló – Etyek, autóbusz-forduló                                                                        |
| 783                                                    | Budapest, Széll Kálmán tér – Zsámbék, autóbusz-forduló |
| 784                                                    | Budapest, Széll Kálmán tér – Zsámbék, autóbusz-forduló – Bicske, vasútállomás                                                                              |
| 785                                                    | Budapest, Széll Kálmán tér – Páty – Gyermely, Semmelweis utca                                                                                              |
| 786                                                    | Budapest, Széll Kálmán tér – Páty – Tardos, szövetkezeti bolt                                                                                              |
| 787                                                    | Budapest, Széll Kálmán tér – Páty – Nagysáp, Posta |
| 788                                                    | Budakeszi, Gimnázium – Zsámbék, autóbusz-forduló – Herceghalom, Liget utca                                                                                 |
| 789                                                    | Budapest, Széll Kálmán tér – Páty – Zsámbék, autóbusz-forduló                                                                                              |
| 791                                                    | Budapest, Széll Kálmán tér – Páty – Zsámbék – Herceghalom, Liget utca                                                                                      |
| 793                                                    | Budapest, Széll Kálmán tér → Budakeszi → Budajenő, Petőfi Sándor utca                                                                                      |
| 794                                                    | Budapest, Széll Kálmán tér – Telki – Perbál, autóbusz-forduló                                                                                              |
| 795                                                    | Budapest, Széll Kálmán tér – Perbál – Zsámbék, autóbusz-forduló                                                                                            |
| 798                                                    | Budapest, Kelenföld vasútállomás – Perbál, autóbusz-forduló                                                                                                |
| 799                                                    | Budapest, Kelenföld vasútállomás – Zsámbék, autóbusz-forduló – Pilisvörösvár, bányatelep                                                                   |
| 800                                                    | Budapest, Árpád híd autóbusz-állomás – Pilisvörösvár – Piliscsaba – Dorog – Esztergom, vasútállomás                                                        |
| 805                                                    | Budapest, Árpád híd autóbusz-állomás – Pilisvörösvár – Piliscsaba – Dorog, Volán telep                                                                     |
| 810                                                    | Budapest, Árpád híd autóbusz-állomás – Pilisvörösvár – Piliscsaba – Kesztölc, autóbusz-forduló                                                             |
| 815                                                    | Budapest, Árpád híd autóbusz-állomás – Dorog – Nyergesújfalu – Komárom, autóbusz-állomás                                                                   |
| 820                                                    | Budapest, Árpád híd autóbusz-állomás – Pilisszántó, autóbusz-forduló                                                                                       |
| 821                                                    | Budapest, Árpád híd autóbusz-állomás – Pilisszántó, autóbusz-forduló                                                                                       |
| 830                                                    | Budapest, Árpád híd autóbusz-állomás – Pilisvörösvár (– Pilisszántó, autóbusz-forduló)                                                                     |
| 831                                                    | Solymár, Templom tér – Pilisvörösvár – Pilisszántó, autóbusz-forduló                                                                                       |
| 832                                                    | Budapest, Árpád híd autóbusz-állomás – Piliscsaba, vasútállomás                                                                                            |
| 840                                                    | Budapest, Árpád híd autóbusz-állomás – Pilisborosjenő autóbusz-forduló                                                                                     |
| 848                                                    | Budapest, Árpád híd autóbusz-állomás – Aranyvölgy – Pilisborosjenő autóbusz-forduló                                                                        |
| 855                                                    | Pomáz, autóbusz-állomás – Csobánka, Plandics tér |
| 856                                                    | Pomáz, autóbusz-állomás – Pilisvörösvár, Nyár utca |
| 860                                                    | Pomáz, autóbusz-állomás – Dobogókő, hegytető |
| 861                                                    | Pomáz, autóbusz-állomás – Pilisszentkereszt, autóbusz-forduló                                                                                              |
| 862                                                    | Pomáz, autóbusz-állomás – Pilisszentkereszt – Pilisszentlélek – Esztergom, Kórház                                                                          |
| 868                                                    | Szentendre, autóbusz-állomás – Dömörkapu, autóbusz-forduló                                                                                                 |
| 869                                                    | Budapest, Heltai Jenő tér – Szentendre, autóbusz-állomás – Szentendre, Püspökmajori lakótelep                                                              |
| 870                                                    | Szentendre, autóbusz-állomás – Pilisszentlászló, községháza                                                                                                |
| 871                                                    | Leányfalu, Alszeghy Kálmán tér → Szentendre → Pilisszentlászló, községháza                                                                                 |
| 872                                                    | Budapest, Újpest-Városkapu XIII. kerület – Megyeri híd – Szentendre, autóbusz-állomás                                                                      |
| 873                                                    | Szentendre, autóbusz-állomás – Szentendre, Ösvény utca |
| 874                                                    | Szentendre, autóbusz-állomás – Szentendre, Sportpálya |
| 875                                                    | Szentendre, Sportpálya → Szentendre, Ösvény utca |
| 876                                                    | Szentendre, autóbusz-állomás → Skanzen → Szentendre, autóbusz-állomás                                                                                      |
| 877                                                    | Szentendre, autóbusz-állomás → Skanzen → Szentendre, autóbusz-állomás                                                                                      |
| 878                                                    | Szentendre, autóbusz-állomás → Skanzen → Szentendre, autóbusz-állomás                                                                                      |
| 879                                                    | Szentendre, autóbusz-állomás → Skanzen → Szentendre, autóbusz-állomás                                                                                      |
| 880                                                    | Budapest, Újpest-Városkapu XIII. kerület – Szentendre – Visegrád – Esztergom, autóbusz-állomás                                                             |
| 882                                                    | Budapest, Újpest-Városkapu XIII. kerület – Megyeri híd – Szentendre – Dunabogdány – Visegrád, Újtelep                                                      |
| 883                                                    | Budapest, Újpest-Városkapu XIII. kerület – Megyeri híd – Szentendre – Dunabogdány – Visegrád, Kis-Villám autóbusz-forduló                                  |
| 884                                                    | Budapest, Újpest-Városkapu XIII. kerület – Megyeri híd – Szentendre – Dunabogdány, községháza                                                              |
| 889                                                    | Budapest, Újpest-Városkapu XIII. kerület – Megyeri híd – Szentendre – Dunabogdány – Visegrád – Pilismarót, községháza                                      |
| 890                                                    | Budapest, Újpest-Városkapu XIII. kerület – Megyeri híd – Szentendre – Tahitótfalu, Váci rév                                                                |
| 893                                                    | Budapest, Újpest-Városkapu XIII. kerület – Megyeri híd – Szentendre – Tahitótfalu – Surány, Napsugár tér                                                   |
| 895                                                    | Szentendre, autóbusz-állomás – Tahitótfalu, Hősök tere – Szigetmonostor, faluház                                                                           |
| 898                                                    | Szentendre, autóbusz-állomás – Kisoroszi, Hősök tere |

## Autóbuszgarázsok

### BKV Zrt.
A BKV Zrt. által üzemeltetett autóbuszjáratokat öt autóbuszgarázs állítja ki: a Cinkotai, a Dél-pesti, a Kőbányai, az Óbudai és a Kelenföldi garázs.
| Név               | Elhelyezkedés                              | Átadás                                       | Hivatalos név                                                      | Járműtípusok | Járműtípusok                                                 |
| Név               | Elhelyezkedés                              | Átadás                                       | Hivatalos név                                                      | szóló | csuklós                                                      |
| ----------------- | ------------------------------------------ | -------------------------------------------- | ------------------------------------------------------------------ | --- | ------------------------------------------------------------ |
| Cinkotai garázs   | Budapest XVI. kerület, Bökényföldi út 122. | 1975. december 15.                           | Autóbusz és Trolibusz Üzemeltetési Igazgatóság, Cinkota Divízió    | Mercedes-Benz Conecto, Volvo 7700, 7700 Hybrid, 7900 Hybrid, Vehixel Cytios 3                                   | Mercedes Conecto G NG, Volvo 7700A                           |
| Dél-pesti garázs  | Budapest, XIX. kerület, Méta utca 39.      | 1983. november 7.                            | Autóbusz és Trolibusz Üzemeltetési Igazgatóság, Dél-pesti Divízió  | Ikarus 412 Mercedes-Benz Conecto NG, Van Hool A330 CNG newA330                                                  | Mercedes Conecto G NG, Van Hool AG300, newAG300              |
| Kelenföldi garázs | Budapest XI. kerület, Hamzsabégi út 55.    | 1949. január 1.                              | Autóbusz és Trolibusz Üzemeltetési Igazgatóság, Kelenföldi Divízió | Modulo Medio Electric, Ikarus E91, V127, Karsan Atak, Modulo M108d, Volvo 7000, 7700, Mercedes-Benz Conecto NG, | Ikarus V187, Modulo M168d Volvo 7700A, Mercedes Conecto G NG |
| Kőbányai garázs   | Budapest X. kerület, Zách utca 8.          | 1962. (trolibusz) 2000. július 1. (autóbusz) | Autóbusz és Trolibusz Üzemeltetési Igazgatóság, Trolibusz Divízió  | Solaris Urbino 10, Mercedes-Benz Conecto NG, Volvo 7000, 7700                                                   | Volvo 7700A, Mercedes Conecto G NG                           |
| Óbudai garázs     | Budapest III. kerület, Pomázi út 15.       | 1970. január 14.                             | Autóbusz és Trolibusz Üzemeltetési Igazgatóság, Óbudai Divízió     | Mercedes-Benz Citaro, Mercedes-Benz Conecto NG, Renault Master                                                  | Mercedes-Benz Citaro G, Mercedes-Benz Conecto G              |

- A Kelenföldi autóbuszgarázs műemlék épülete
- Az Óbudai autóbuszgarázs
- A Cinkotai autóbuszgarázs főbejárata

#### Megszűnt autóbuszgarázsok
| Név              | Elhelyezkedés                                | Átadás             | Bezárás           | Járműtípusok         | Járműtípusok    | Megjegyzés |
| Név              | Elhelyezkedés                                | Átadás             | Bezárás           | szóló                | csuklós         | Megjegyzés |
| ---------------- | -------------------------------------------- | ------------------ | ----------------- | -------------------- | --------------- | --- |
| Kilián garázs    | Budapest XIX. kerület, Nagykőrösi út 152.    | 1958. április 4.   | 1983. november 6. | Ikarus 260           | Ikarus 280      | Átköltözött a Méta utcához. (Dél-Pesti garázs) |
| Mező Imre garázs | Budapest VIII. kerület, Korányi Sándor utca  | 1958. november 7.  | 1996. július 31.  | Ikarus 260, 405, 415 |                 | Az Orczy-kert 2012-2018 között tartó felújítása során a bezárt garázs felhagyott épületeibe a Nemzeti Közszolgálati Egyetem Ludovika Huszár Lovardája költözött. Csuklós járműveket nem tároltak benne. |
| Belvárosi garázs | Budapest XIV. kerület, Cházár András utca 1. | 1930. november 15. | 2000. június 30.  | Ikarus 260, 415      | Ikarus 280, 435 | Budapest első, e célra épített buszgarázsa. A helyén lakópark épült, a felhagyott szerelőcsarnokában (ipari műemlék lévén) pedig bevásárlóközpont nyílt.                                                |

1. ↑  Korábban: Kilián garázs
2. ↑  Korábban: Fürst Sándor garázs
3. ↑  Korábban: Pongrác garázs
4. ↑  Korábban: Szent Domonkos garázs, Récsei garázs

### ArrivaBus Kft.
Az ArrivaBus Kft. által üzemeltetett autóbuszokat három telephely állítja ki: az Andor utcai, a Bogáncs utcai és a Szállító utcai.

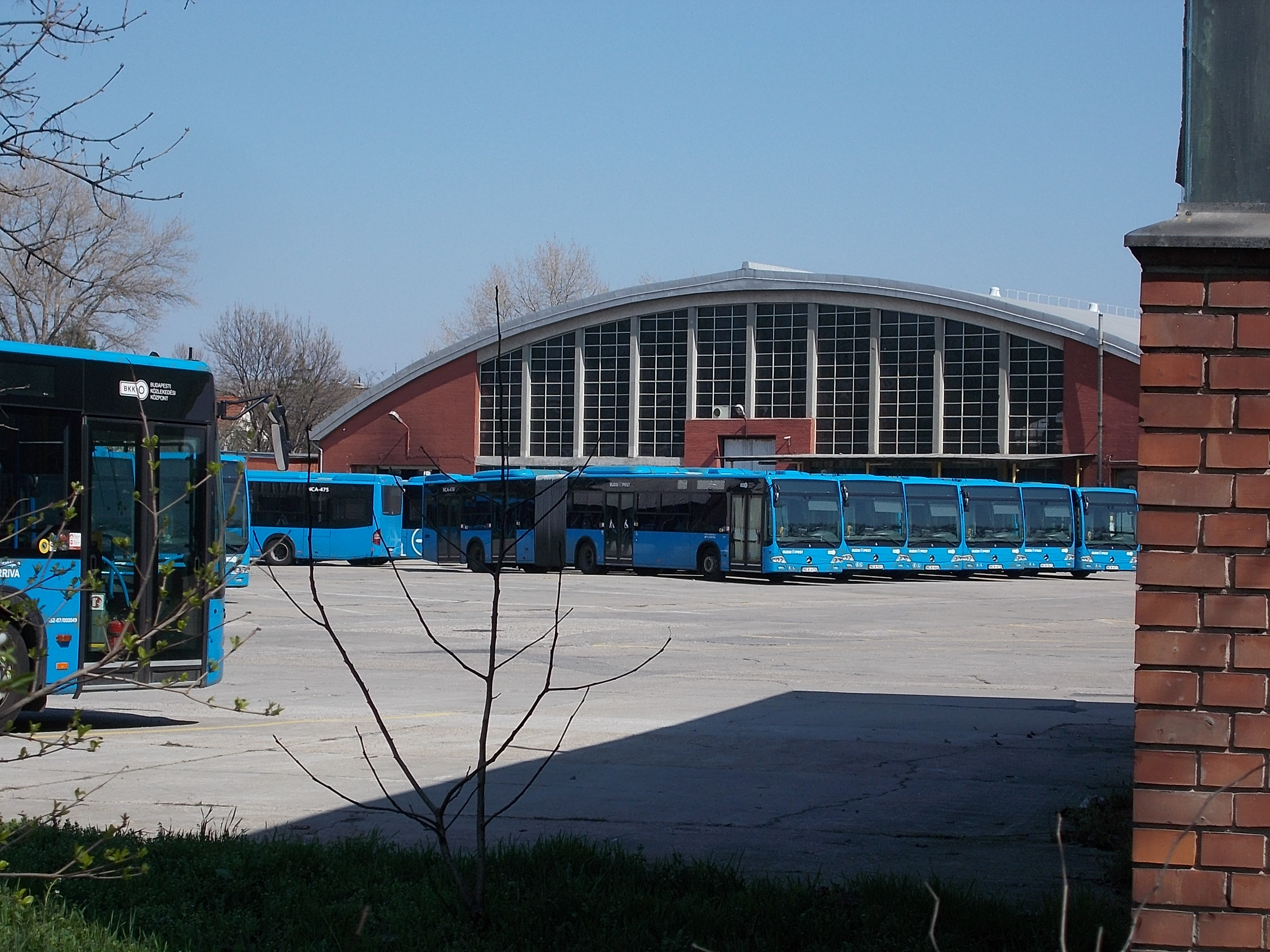
Az eredetileg a Volánbusz számára 1964-ben átadott Andor utcai garázs

| Név                      | Elhelyezkedés                           | Járműtípusok                          | Járműtípusok                                    |
| Név                      | Elhelyezkedés                           | szóló                                 | csuklós                                         |
| ------------------------ | --------------------------------------- | ------------------------------------- | ----------------------------------------------- |
| Andor utcai telephely    | Budapest XI. kerület, Andor utca 27-31. | Mercedes-Benz Citaro, MAN Lion’s City | Mercedes-Benz Citaro G, Mercedes-Benz Conecto G |
| Bogáncs utcai telephely  | Budapest XV. kerület, Bogáncs utca 1-3. | MAN Lion's City 12D                   | MAN Lion's City 18D                             |
| Szállító utcai telephely | Budapest XXI. kerület, Szállító utca 6. | MAN Lion’s City                       | Mercedes-Benz Conecto G                         |

### MÁV Személyszállítási Zrt.
A MÁV Személyszállítási Zrt. a budapesti járműveit az Etele térnél, a Népliget közelében, az albertfalvai Törökverő utcánál (volt BHK 4. számú házgyár), a Mogyoródi út 32. szám alatti hajdani Volán teherfuvarozási (Tefu) telepen és a Gubacsi út 6. szám alatt 2001-ben elbontott Budapesti Sertésközvágóhíd parlagon hagyott telkén tárolja.